# Maghreb
Il Màghreb, anche italianizzato in Màgreb (in arabo المغرب‎?, al-Màghrib, "luogo del tramonto"; in berbero: ⵜⴰⵎⴰⵣⵖⴰ, Tamazɣa), costituisce l'area geografica e culturale dell'Africa nord-occidentale o più precisamente dell’Africa settentrionale ad ovest dell’Egitto che si affaccia sul mar Mediterraneo e sull'oceano Atlantico. In senso più ampio, oltre ad estendersi appunto tra Marocco, Algeria e Tunisia, comprende anche Libia e Mauritania, mentre in senso più ristretto il solo Marocco. Originariamente, l'espressione riguardava la fascia di terra tra la catena montuosa dell'Atlante e il mar Mediterraneo (nord della Tunisia, dell'Algeria e del Marocco); in molte fonti sono incluse anche al-Andalus e la Sicilia islamica.
Furono i conquistatori arabi a coniare il termine; essi identificarono con l'espressione Jazirat al-Maghrib ("Isola d'Occidente") le regioni del mondo islamico a ovest del golfo della Sirte. Nel corso della dominazione francese, il termine Maghreb identificò primariamente l'Africa Francese del Nord, che comprendeva l'Algeria francese, il Marocco francese e la Tunisia francese. A partire dagli anni 1950, l'espressione "Grande Maghreb" fu coniata per estendere l'inclusione alla Libia, alla Mauritania e al Sahara Occidentale. Talvolta dal Maghreb viene esclusa la Cirenaica, la quale da un punto di vista culturale presenta molte vicinanze al Mashrek.
Si espande su una superficie geografica di oltre cinque milioni di chilometri quadrati, tra il bacino del Mediterraneo e il deserto del Sahara. La popolazione conta oltre novanta milioni di persone ed è concentrata per la grande maggioranza nelle coste e nelle pianure vicine a queste ultime. È considerato storicamente un crocevia tra le civiltà mediterranee e africane ed ha costituito un'unità geografica caratterizzata dalla fusione culturale di elementi berberi e arabi.
I più antichi abitanti della regione sono i berberi. Nei periodi antichi, la regione fu colonizzata dai Fenici i quali fondarono la città di Cartagine. La regione fu poi inclusa nel mondo romano. Ai Romani seguirono i Vandali, i Bizantini ed infine gli Arabi. In seguito alla Grande rivolta berbera, nell'VIII secolo, si consolidarono dinastie berbere indipendenti che si susseguirono per tutto il medioevo. A partire dal XVI secolo, il Maghreb centrale e l'Ifriqiya entrarono nella sfera di influenza ottomana, mentre le potenze europee, in particolare gli spagnoli e i portoghesi, cominciarono a stabilire zone di influenza nelle coste maghrebine a partire dal XV secolo. A partire dal XIX secolo, furono i francesi ad estendere il loro dominio alla regione, dapprima nel Maghreb centrale, dove venne stabilita l'Algeria francese, ed in seguito in Tunisia ed in Marocco, dove furono stabiliti protettorati. Nell'ambito della decolonizzazione, i protettorati in Marocco e in Tunisia furono aboliti nel 1956, mentre l'Algeria raggiunse l'indipendenza nel 1962. A partire dal 1989, i paesi del Maghreb hanno preso iniziative di avvicinamento politico ed economico, in particolare con la fondazione dell'Unione del Maghreb arabo.
Da un punto di vista etnico, la popolazione maghrebina discende per la maggior parte dai berberi, che vennero in gran parte arabizzati a partire dall'VIII secolo. Importante tratto culturale che lega il Maghreb al Mashrek è la lingua araba e la religione islamica. Da un punto di vista linguistico, la lingua maggioritaria è l'arabo, parlato localmente in varie varianti note nel loro insieme come arabo maghrebino. La lingua berbera è parlata in varie varianti soprattutto nei monti dell'Atlante e nel Rif. La lingua francese riveste un importante ruolo dal punto di vista culturale e nel settore dell'economia.

## Etimologia

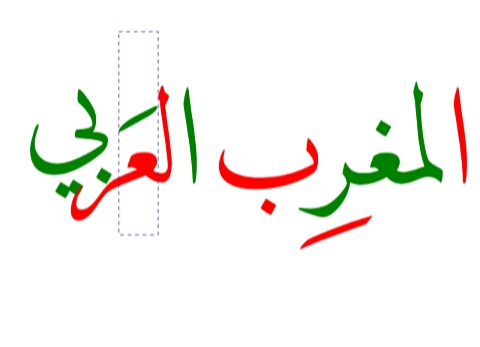
العربي المغرب, "Maghreb arabo" in caratteri arabi

Il termine Maghreb deriva dall'espressione araba al-Maġrib (المغرب) che significa "il tramonto" o "l'Occidente", a causa della posizione di questa regione in relazione al mondo arabo. Il termine si oppone a Mashreq ("Il Levante"), vale a dire all'"Oriente", che si estende dall'Egitto, all'Iraq e fino alla penisola arabica.
Gli arabi avevano inizialmente adottato l'espressione Jezirat Al-Maghrib ("Isola d'Occidente"), evidenziando quindi la posizione della regione apparentemente isolata tra un mare e un deserto. Al-Maghrib in arabo indica anche il Marocco; tuttavia, si fa distinzione tra al-Maghrib al-Arabi (letteralmente "Il tramonto arabo", "Maghreb arabo") o al-Maghrib al-Kabir ("Il grande Maghreb")  da Al-Maghreb al-Aqṣā ("il lontano Occidente", per designare il Marocco).
In passato, questa regione era conosciuta come Libia o come Ifriqiya, quest'ultimo termine esteso poi per indicare l'intero continente chiamato per l'appunto "Africa".
Ai tempi del Rinascimento, in Europa, la regione era conosciuta come "Costa berbera" (o "Barberia").
I geografi arabi suddividevano il Maghreb in tre regioni: il Maghreb al-Aqsa (che coincideva con l'attuale Marocco), il Maghreb al-Awsaṭ (l'attuale Algeria a ovest di Bugia, in particolare le zone di Algeri e Orano) e l'Ifriqiya (le attuali Tunisia, Tripolitania e Algeria orientale), detta altrimenti Maghreb al-Adnā.
Sebbene la maggior parte dei cronisti e dei geografi arabi medievali circoscrivessero la regione entro i confini del Nordafrica (comprendendo talvolta anche Egitto e Cirenaica), il geografo arabo al-Maqdisi include anche al-Andalus e la Sicilia islamica.
Gli attivisti berberi hanno coniato l'espressione Tamazgha, contestando l'espressione Maghreb sulla base del fatto che non è il nome originale della regione, ma un termine estraneo usato nella storiografia arabo-musulmana.

## Storia

### Preistoria

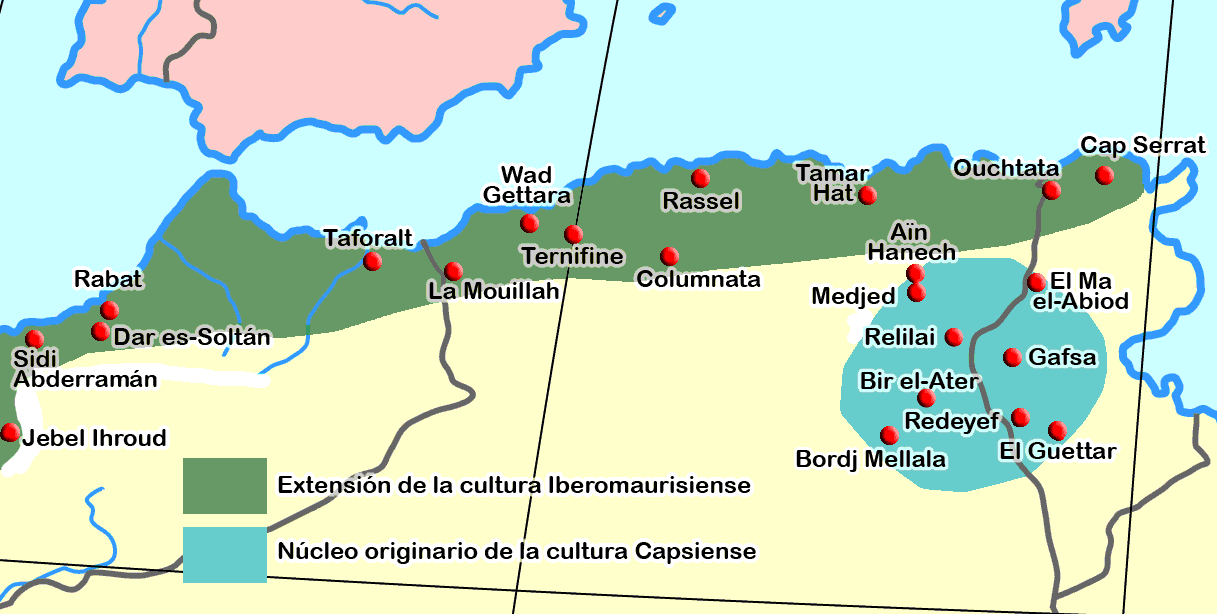
Mappa che mostra la diffusione della cultura iberomaurusiana e di quella capsiana

Nel corso del paleolitico, il complesso antropologico dominante nella regione fu quello di Mechta-Afalou. Nel corso del mesolitico, di generarono
la cultura iberomaurusiana e quella capsiana. Da queste culture prendono origine i berberi, i più antichi abitanti della regione.

### Antichità
I Fenici colonizzarono le coste della regione, fondandovi numerosi empori e città, la principale delle quali fu Cartagine; dall'incontro tra la cultura dei colonizzatori Fenici e i locali ebbe origine la civiltà cartaginese. Il potere di Cartagine conobbe la sua fine in seguito alle guerre puniche.
Nella regione si formarono regni berberi, tra i quali la Numidia e la Mauretania. La regione fu la base di una vasta attività della pirateria nel mar Mediterraneo.
La morte del sovrano Massinissa nel 148 a.C. stabilì definitivamente le basi del potere romano nella regione. Nel 146 a.C. venne stabilita la provinica dell'Africa. La regione fu gradualmente inclusa sempre più nel mondo romano, per poi divenire centro del cristianesimo di lingua punica e latina.

### Medioevo

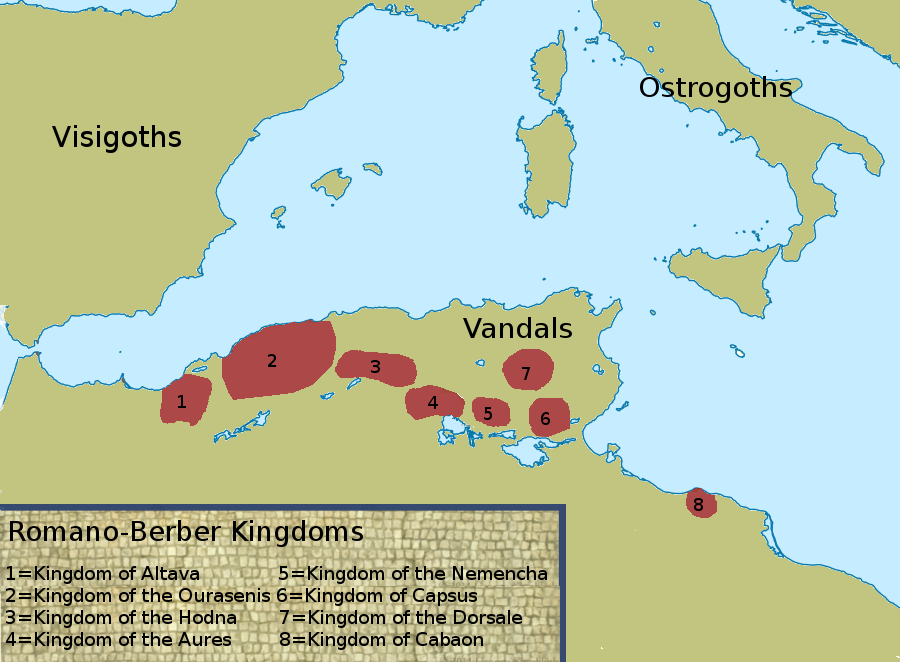
I regno Romano-Berberi che si formarono a partire dal V secolo fino alla conquista araba nel VII secolo

In seguito al collasso dell'Impero romano d'Occidente, nella regione si stabilirono i Vandali ed in seguito i bizantini. Contemporaneamente si consolidarono regni Romano-Berberi indipendenti, la cui cultura derivava dall'incontro tra quella romana e cristiana e quella locale berbera.

#### La conquista araba e l'inclusione nel mondo islamico
Gli Arabi conquistarono la regione nel VII secolo, dominandola per i decenni successivi. La regione fu inclusa nel mondo islamico.

#### Le dinastie berbere
La Grande rivolta berbera nell'VIII secolo interruppe il dominio arabo nel Maghreb, che vide consolidarsi dinastie berbere indipendenti che si susseguirono per tutto il medioevo, tra le quali i Salihidi, i Banu Barghawata, i Midraridi, gli Ifranidi, gli Ziridi, i Hammadidi, gli Almoravidi, i Khurasanidi, gli Almohadi, i Hafsidi, gli Zayyanidi, i Merinidi e i Wattasidi, oltre a dinastie arabe, quali i Muhallabidi, gli Idrisidi e gli Aghlabidi, e i Rustumidi di origine persiana. Nel corso del medioevo, le popolazioni del Maghreb e di al-Andalus erano conosciute dagli europei come "mori" o "saraceni" e la regione veniva definita "Costa berbera". Dal Maghreb, partivano spedizioni che attaccarono e razziarono continuamente l'Europa meridionale.

### Età moderna

#### La corsa barbaresca

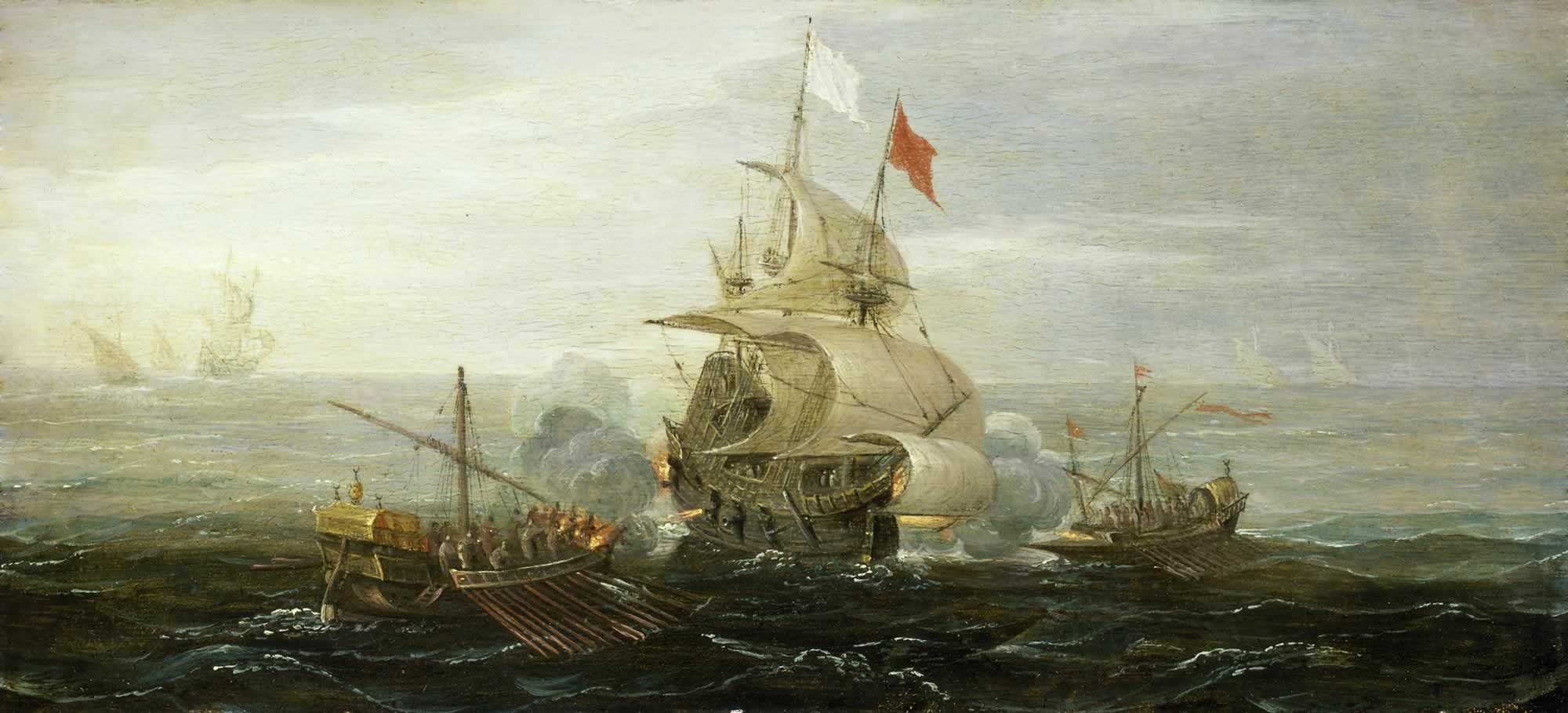
Nave francese attaccata da corsari barbareschi (dipinto di Aert Anthonisz, 1615)

Nel corso del medioevo, il Maghreb stabilì importanti relazioni culturali e politiche con al-Andalus, la cui eredità culturale venne accolta dal Maghreb in seguito all'arrivo dei rifugiati musulmani andalusi ed ebrei sefarditi dopo la Reconquista. I moriscos si stabilirono nelle principali città del Maghreb, in particolare a Fès, Rabat, Salé, Tétouan, Algeri, Tlemcen, Annaba e Blida. Le comunità moriscos dettero un importante contributo alla fondazione delle repubbliche corsare e all'attività della corsa barbaresca.
A partire dal XVI secolo, il Maghreb centrale e l'Ifriqiya entrarono nella sfera di influenza ottomana, mentre il Marocco fu retto dalle dinastie arabe dei Sa'diani prima e degli Alawidi poi.

#### Il colonialismo
Le potenze europee, in particolare gli spagnoli e i portoghesi, cominciarono a stabilire zone di influenza nelle coste maghrebine a partire dal XV secolo, in parallelo alle ultime fasi della Reconquista. A partire dal XIX secolo, furono i francesi ad estendere il loro dominio alla regione, dapprima nel Maghreb centrale, dove venne stabilito il dipartimento dell'Algeria francese, ed in seguito in Tunisia ed in Marocco, dove furono stabiliti protettorati che formarono l'Africa Francese del Nord.

#### La decolonizzazione
Nell'ambito della decolonizzazione, i protettorati in Marocco e in Tunisia furono aboliti nel 1956, mentre l'Algeria raggiunse l'indipendenza nel 1962, in seguito alla sanguinosa guerra d'Algeria. A partire dal 1989, i paesi del Maghreb hanno preso iniziative di avvicinamento politico ed economico, in particolare con la fondazione dell'Unione del Maghreb arabo.

## Geografia

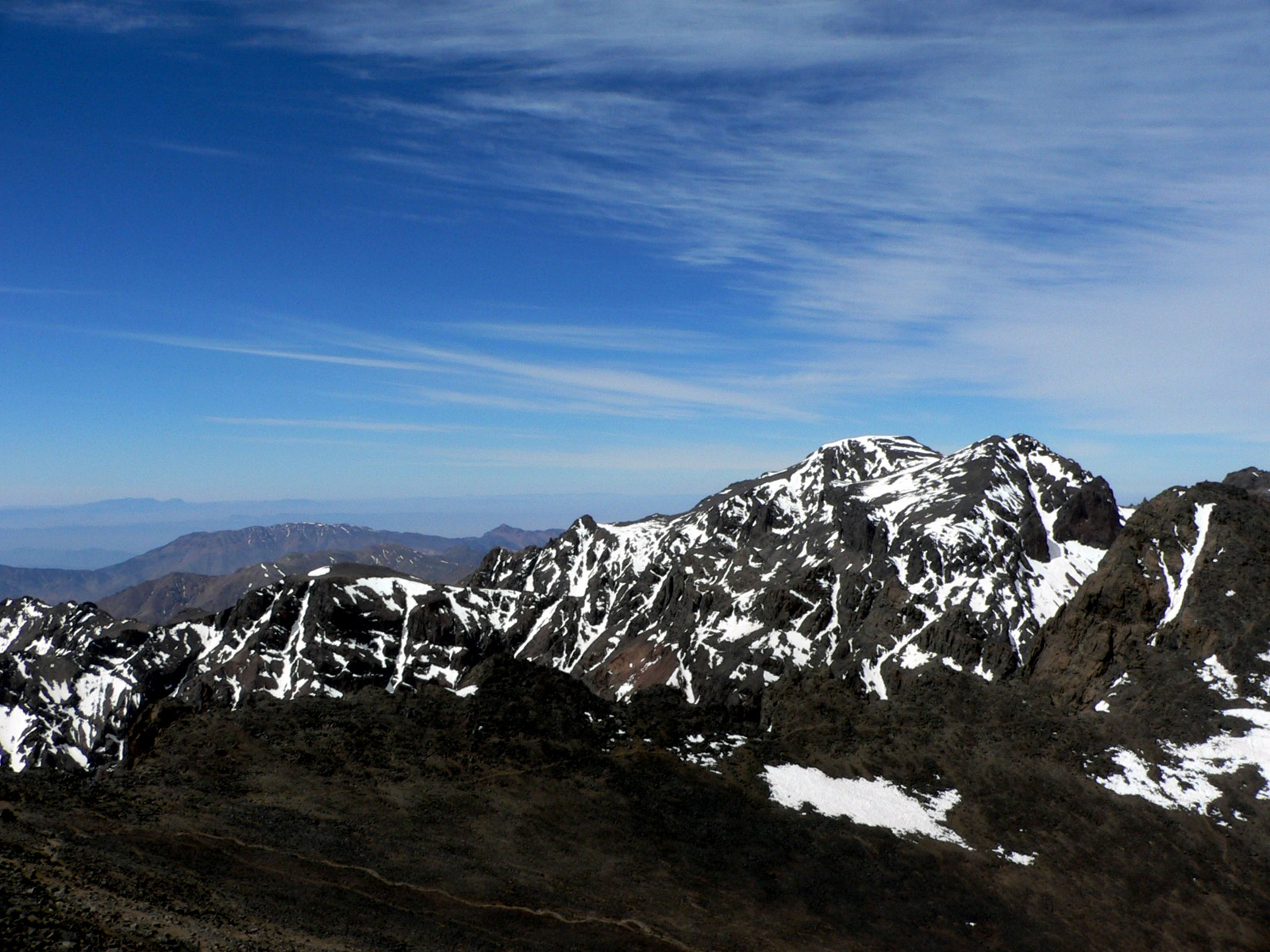
Il Jbel Toubkal, la vetta più alta dei monti dell'Atlante

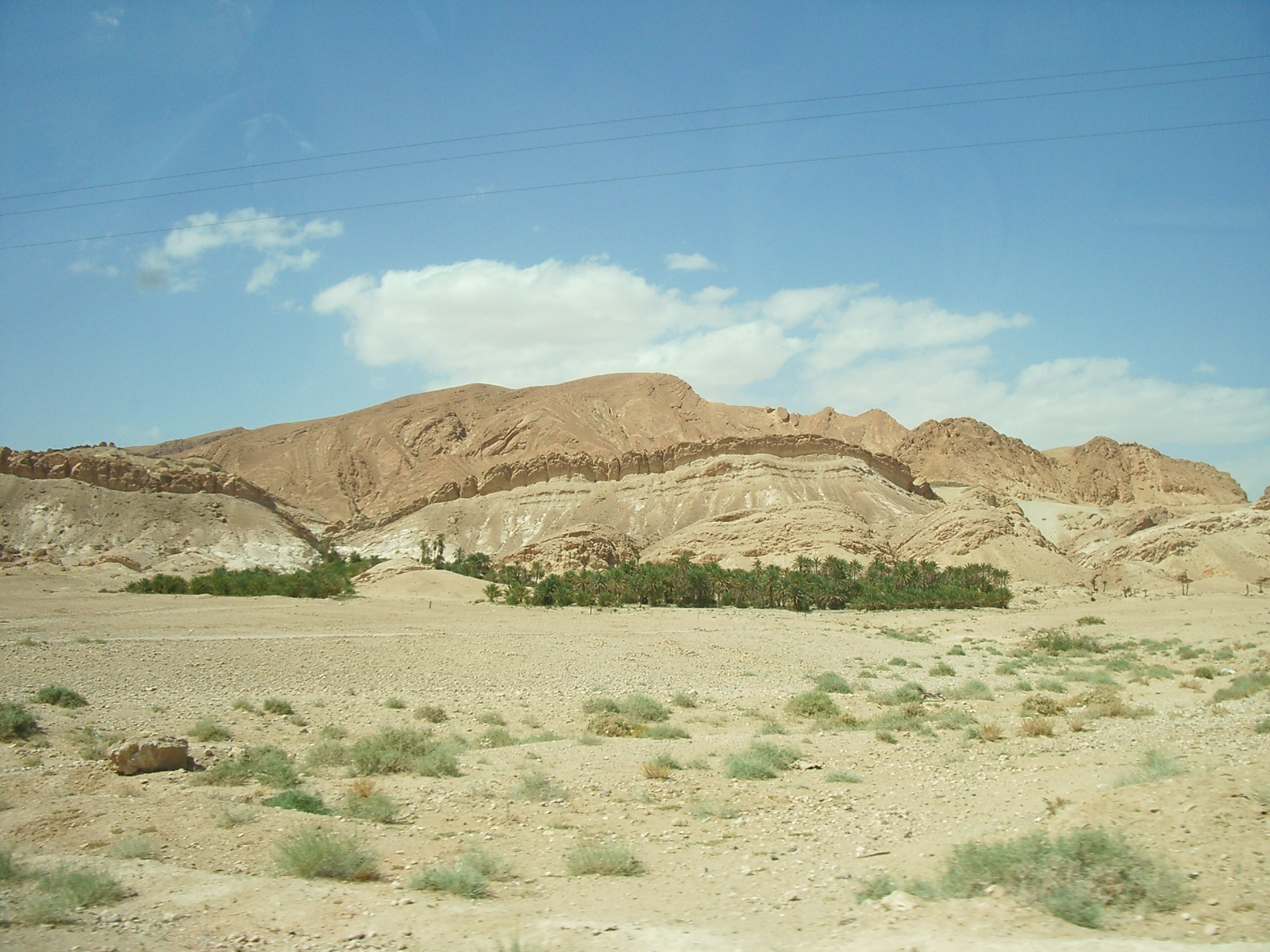
Montagne della Tunisia

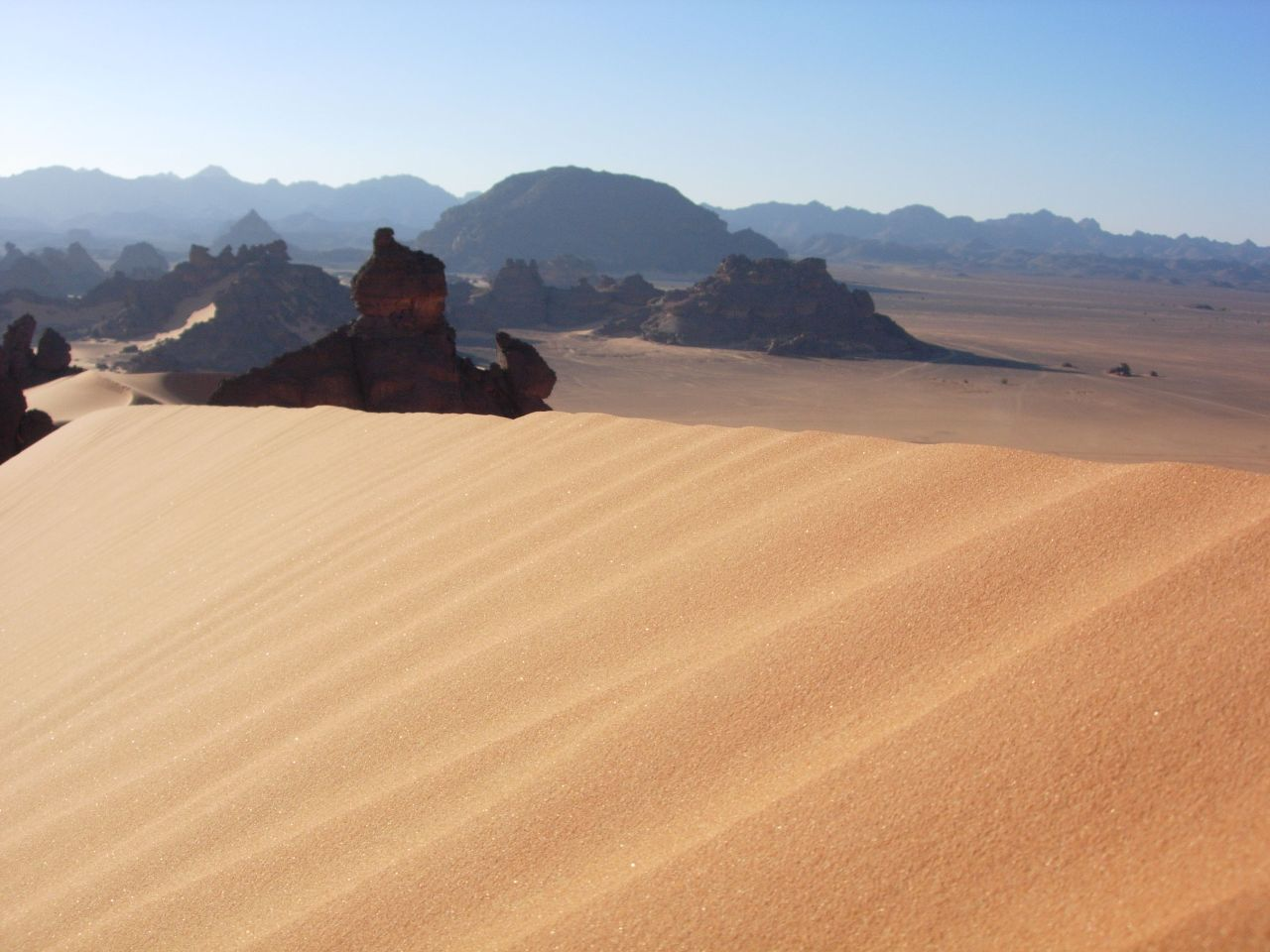
Il Deserto Libico

Geograficamente, il Maghreb è delimitato a nord dal Mar Mediterraneo, a ovest dall'Oceano Atlantico e a sud dal deserto del Sahara. A est il confine è più sfumato e dipende dalle definizioni, ma viene in genere considerato il golfo della Sirte, o grande Sirte, presso la città libica di Agedabia.
Il Maghreb si espande su una superficie di oltre sei milioni di chilometri quadrati con ampie disparità da un paese all'altro.
Da Tobruk a Tangeri, il Maghreb presenta un litorale che si estende per quasi 5000 chilometri lungo il Mar Mediterraneo e per altri 700 lungo l'Oceano Atlantico tra Tangeri ed Agadir. La costa presenta caratteristiche desertiche presso la foce del fiume Senegal 1.500 chilometri più a sud.

### Morfologia
La regione è attraversata diagonalmente dalle montagne dell'Atlante per oltre 2000 chilometri e dai rilievi (anch'essi di origine terziaria) che ne costituiscono il naturale prolungamento. La cima principale è data dal monte Toubkal (4167 m s.l.m.).
Sull'interno si estendono, in rapida successione, numerosi altopiani che delineano una fascia particolarmente arida con la presenza di territori caratteristici della steppa desertica e priva di possibilità di sostentare una numerosa popolazione, eccetto che nelle peraltro numerose e confortevoli oasi.

### Clima
Sul lato del Mediterraneo, il clima sufficientemente temperato favorisce l'agglomerarsi della popolazione; il terreno fertile ha contribuito in passato alla creazione di importanti e storiche città.

## Società

### Demografia

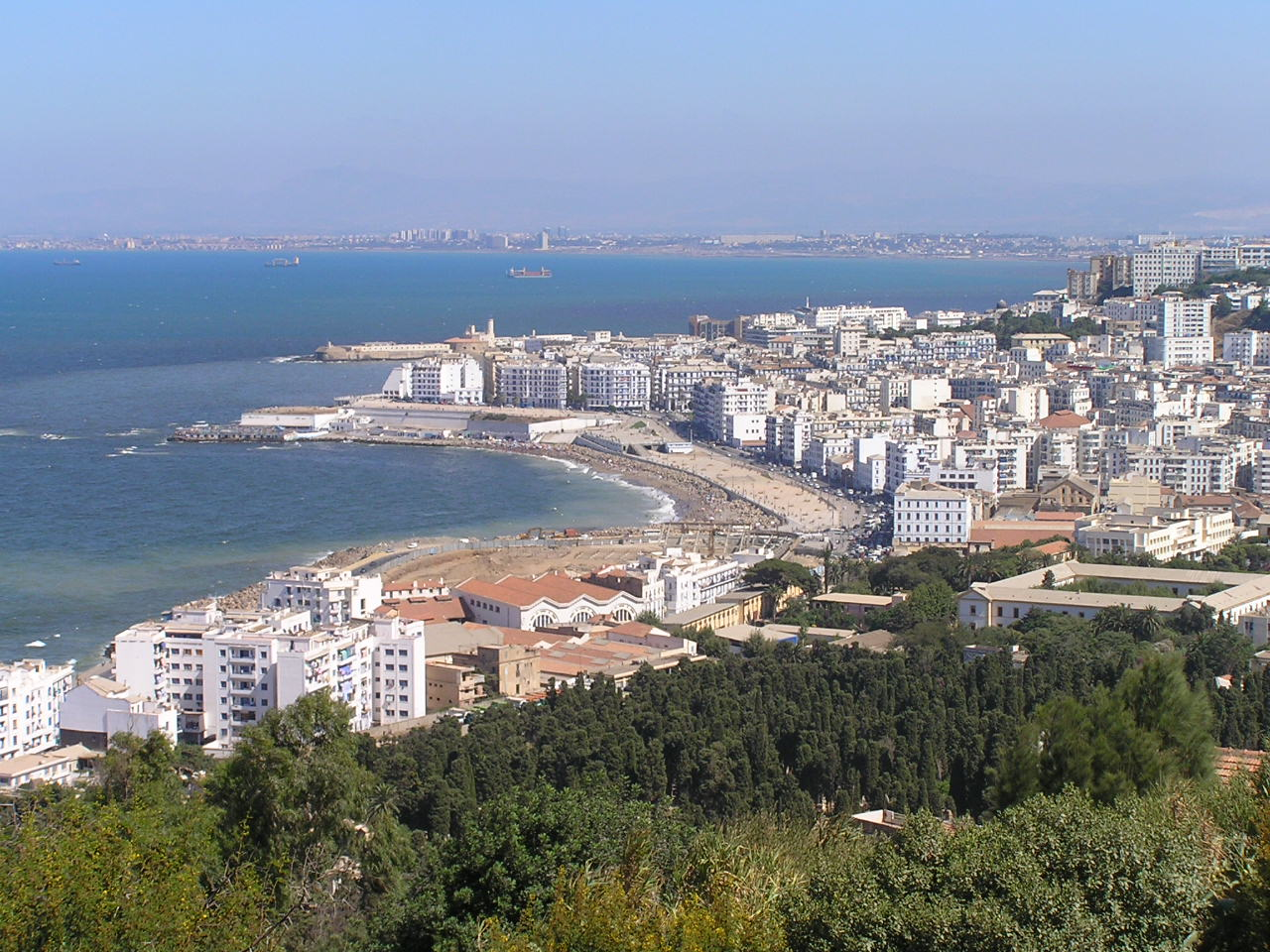
La costa di Algeri

Il Maghreb conta oltre 100 milioni di abitanti. La popolazione è distribuita in modo molto disomogeneo. La più alte densità abitative si riscontrano nelle regioni pianeggianti a nord della catena montuosa dell'Atlante e sulla costa mediterranea ed atlantica. Le principali agglomerazioni urbane gravitano intorno a Casablanca, Algeri, Rabat, Tunisi e Orano.
In trent'anni la popolazione maghrebina è raddoppiata. Tuttavia, la crescita demografica tende a rallentare a causa del graduale abbassamento del tasso di natalità, fenomeno spiegato dall'efficacia delle politiche di pianificazione familiare, di una maggiore istruzione tra le donne e di una generale modernizzazione dello stile di vita.
Negli ultimi due secoli vi è stato un forte esodo dalle zone rurali e montuose verso le città costiere dove i salari sono più alti e le condizioni di vita migliori. All'inizio del XXI secolo più della metà della popolazione del Maghreb vive in zone urbane. Forte è stata l'emigrazione verso l'Europa occidentale.

### Etnie

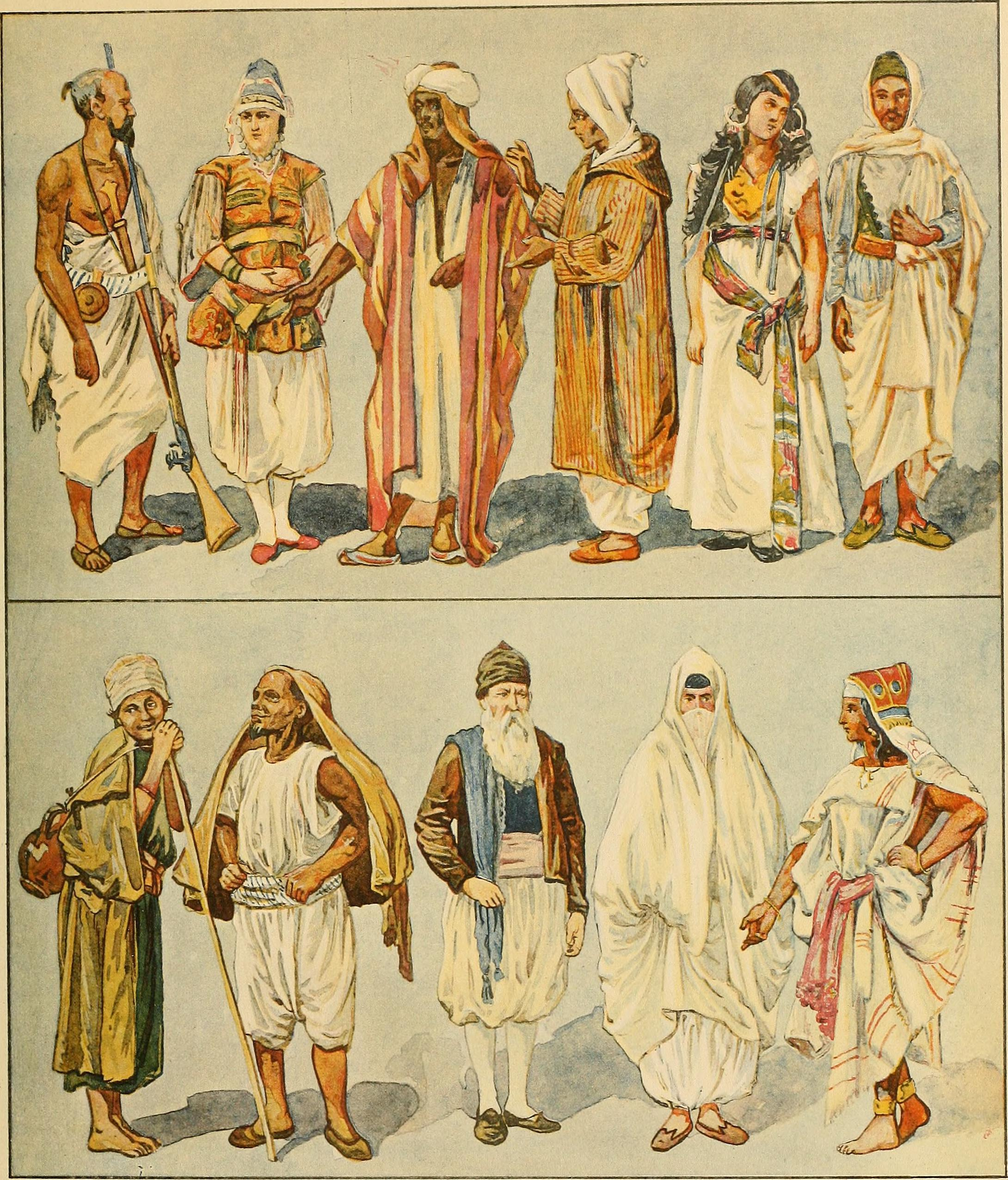
Costumi tradizionali del Maghreb

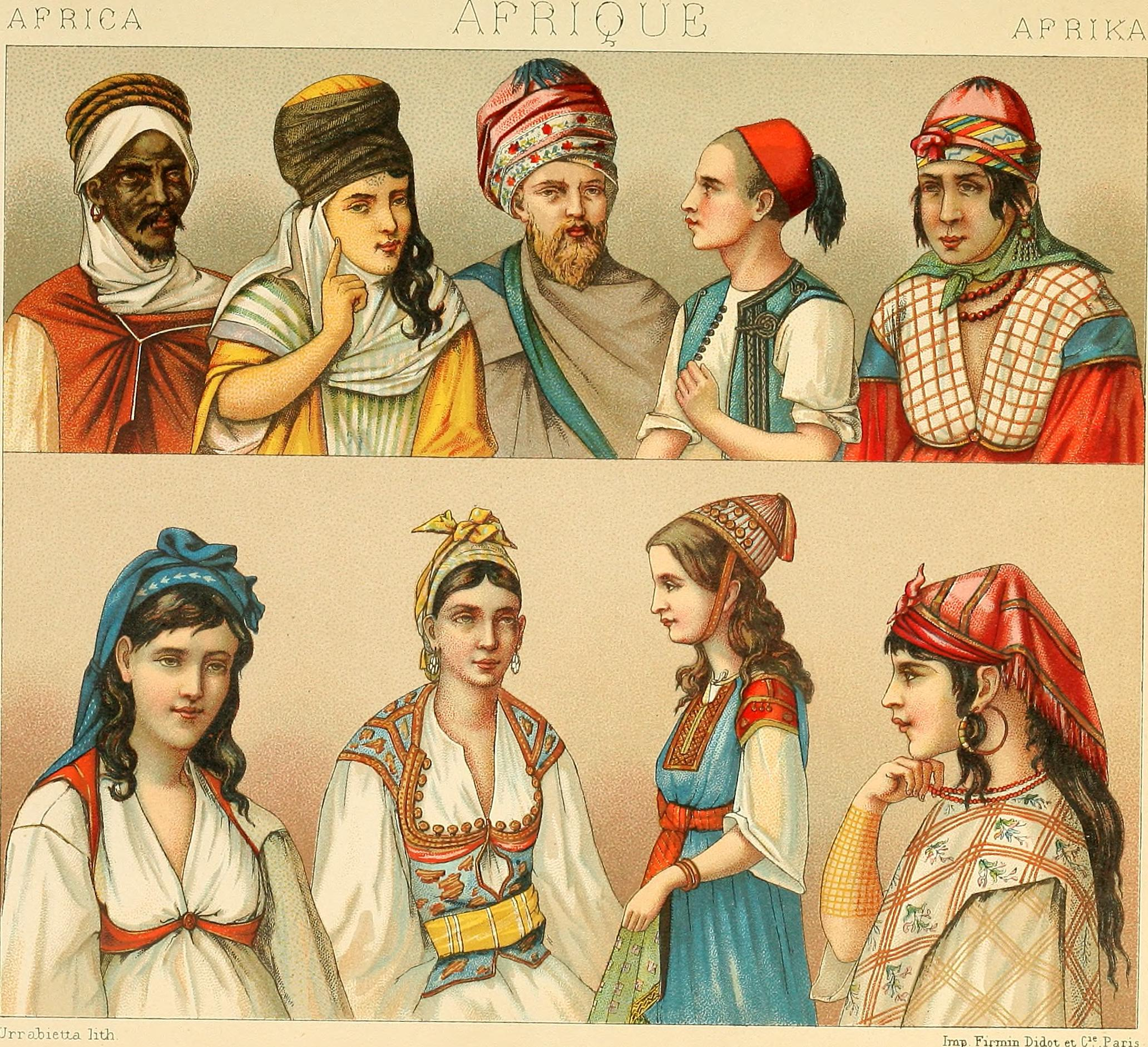
Gruppi etnici del Maghreb

Il Maghreb rappresenta una regione eterogenea e variegata dal punto di vista etno-linguistico.
La regione è stata abitata dai tempi più antichi da popolazioni berbere, che costituiscono tuttora segmenti cospicui della popolazione, in particolare nelle zone montuose dell'Algeria e del Marocco. Significativi segmenti di popolazione la cui lingua tradizionale è di tipo berbero risiedono anche in Tunisia ed in Libia. Nel deserto del Sahara è poi diffusa l'etnia tuareg, tradizionalmente nomade.
L'impronta culturale più forte è stata segnata dall'arrivo dell'Islam nel VII secolo, a cui corrispose una parziale arabizzazione dei principali centri urbani e di alcune delle zone pianeggianti.
Ma la diffusione della lingua araba nelle zone rurali si verificò solo a partire dal basso medioevo, in occasione dell'arrivo delle tribù dei Banu Hilal.
Vari altri elementi influenzarono il mosaico culturale ed etnico della regione.
In particolare si citano i flussi migratori dei moriscos (definiti anche "andalusi") dalla vicina penisola iberica, alimentati dagli eventi seguenti la Reconquista. Le comunità moriscos, stabilendosi nelle principali città della costa maghrebina, finirono per costituire l'élite degli stati barbareschi, stabilendo un ruolo fondamentale nella fondazione delle repubbliche corsare. L'immigrazione dei moriscos dette un contributo fondamentale al patrimonio culturale della regione, in particolare nell'ambito musicale, architettonico e culinario. Le famiglie discendenti dei moriscos conservano tuttora un'identità culturale separata dal resto della popolazione.
Le scorrerie corsare portarono flussi continui di schiavi europei nelle città costiere, che nel corso del tempi si mescolarono in buona parte con le popolazioni locali.
Storicamente, il Maghreb ha costituito la residenza di fiorenti comunità ebraiche, la cui presenza è antecedente all'arrivo dell'Islam del VII secolo. Queste comunità sono state poi rinvigorite dall'arrivo di ebrei sefarditi dalla vicina penisola iberica (arrivati insieme ai musulmani moriscos), a partire dal XV secolo, in concomitanza con l'inquisizione. La popolazione ebraica maghrebina, che intorno agli anni 1950 si aggirava oltre a mezzo milione di individui, ha testimoniato l'esodo di massa dalla regione in seguito alla decolonizzazione, in particolare verso Israele e Francia. I residui di questa comunità risiedono oggi maggiormente a Casablanca, a Tunisi, nell'isola di Gerba, a Ceuta e a Melilla.
Altra significativa presenza è costituita da comunità di parziale origine turca (definite kouloughlis), eredità del periodo ottomano. Profondamente mescolatasi con le popolazioni locali, la comunità koulougli conserva in parte il rito hanafita a differenza della maggioranza malikita.
Popolazioni di origine sub-sahariana raggiunsero il Maghreb nell'ambito della tratta araba degli schiavi attraverso le vie commerciali trans-sahariane. Tra queste popolazioni si citano i haratin, diffusi nelle oasi in prossimità del Sahara, e i gnawa.
In Algeria, una vasta comunità di origine europea, conosciuta come pieds-noirs, immigrò nella regione, stabilendovisi in concomitanza con il periodo coloniale francese a partire dalla prima metà del XIX secolo. La comunità pieds-noirs, diffondendosi nelle grandi città dell'Algeria, si costituì come élite socio-economica. La maggioranza di questi emigrò in massa verso la Francia in seguito all'indipendenza del paese nel 1962, stabilendosi in gran parte nelle regioni meridionali e in Corsica.
Vaste comunità europee vivevano anche nel Marocco francese e spagnolo (500.000 anime, concentrati soprattutto a Casablanca) e nella Tunisia francese (oltre 250.000 persone, delle quali buona parte di origine italiana). La stragrande maggioranza di questi abbandonò la regione nel corso degli anni 1950 e 1960.
A Ceuta e Melilla la popolazione è per la maggior parte di lingua spagnola e confessione cattolica.

### Lingue

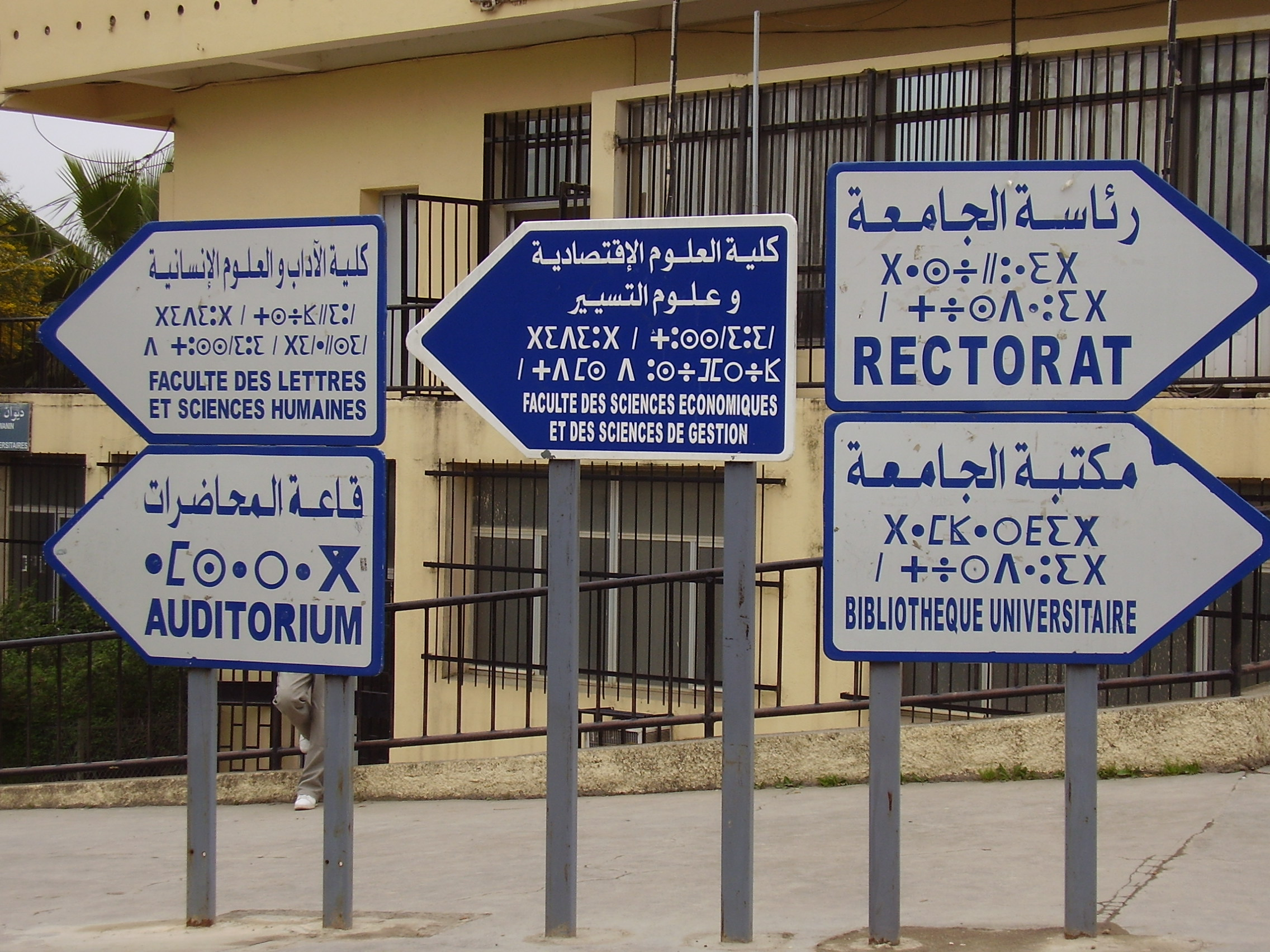
Segnali trilingui in Algeria

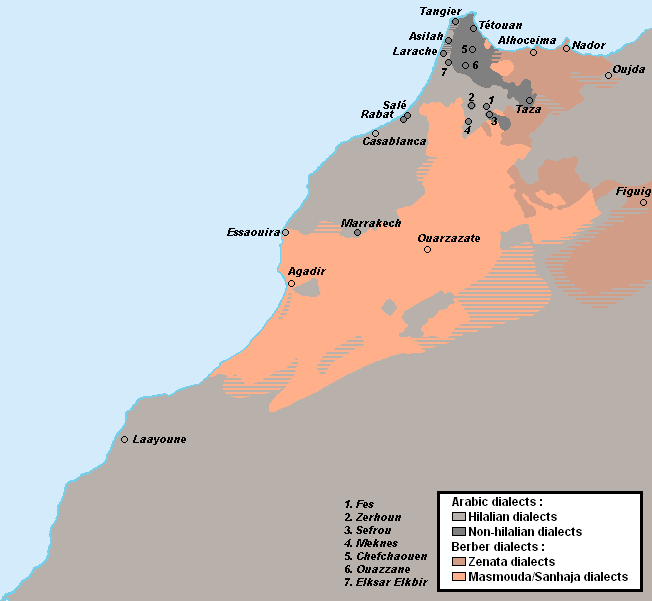
Mappa linguistica del Marocco

La lingua diffusa maggiormente è quella araba maghrebina, parlata in varie forme, tra le quali si distinguono due categorie: da una parte i dialetti pre-hilalici, diffusi maggiormente in alcune zone montuose e nei centri storici delle principali città; dall'altra, i dialetti hilalici, formatisi in seguito all'immigrazione delle tribù beduine dei Banu Hilal (da cui l'origine della denominazione).
Questi ultimi hanno costituito la base delle koinè formatesi nel corso del XX secolo e che costituiscono oggigiorno gli idiomi maggiormente utilizzati nella comunicazione orale e nei mass-media, nonché lingua franca.
L'arabo classico e standard rivestono esclusivamente il ruolo di lingua scritta.
Sono poi diffuse le varianti del berbero, la cui area è costituita principalmente da zone montuose (in particolare i monti dell'Atlante e del Rif).
Dopo decenni di lotte e di rivendicazioni, le prime forme standardizzate del berbero hanno ottenuto un riconoscimento come lingua ufficiale in Marocco e in Algeria (rispettivamente nel 2011 e nel 2016).
Le principali varietà del berbero sono il chleuh, il cabilo, il rifiano, il tamazigh del Marocco centrale e il chaoui.
Per la trascrizione del berbero vengono adoperati l'alfabeto latino, l'alfabeto neo-tifinagh ed in misura minore quello arabo.
Significativa è la presenza della lingua francese, lascito del periodo coloniale e che tuttora è parlata come seconda lingua da una vasta fetta della popolazione maghrebina, in particolare delle classi più istruite.
Pur non rivestendo al giorno d'oggi il ruolo di lingua ufficiale in nessuno dei paesi della regione, la lingua francese è stata prevalente negli ultimi due secoli nell'ambito commerciale, educativo, culturale e amministrativo. Nel corso del XX secolo, i governi maghrebini hanno promosso massicce campagne di arabizzazione nel campo della burocrazia e dell'istruzione, che portarono a marginalizzare il berbero, ma che non ebbero effetti sulla posizione privilegiata della lingua francese. Oggi, la lingua francese è padroneggiata da circa il 33% dei marocchini, dal 
67% degli algerini e dal 63,6% dei tunisini.
Il Marocco, la Tunisia e la Mauritania sono membri dell'Organizzazione internazionale della francofonia.
Sono poi diffuse lingue minoritarie, come lo haketia, parlato storicamente dalle comunità ebraiche sefardite principalmente a Tétouan, Tangeri e Orano, e lo spagnolo (a Ceuta e Melilla).
A Tabelbala, in Algeria, è parlata la lingua korandje.
Si citano infine la lingua romanza d'Africa, evolutasi dalla lingua latina introdotta in seguito alle guerre puniche ed estintasi tra il basso medioevo e il XVIII secolo, e il sabir, pidgin parlato nei porti di tutto il Mediterraneo fino al XIX secolo.

### Religione

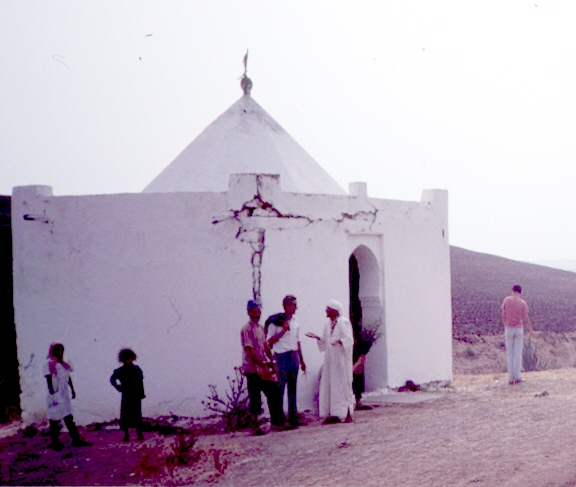
La tomba di un marabutto nella campagna marocchina nel 1985

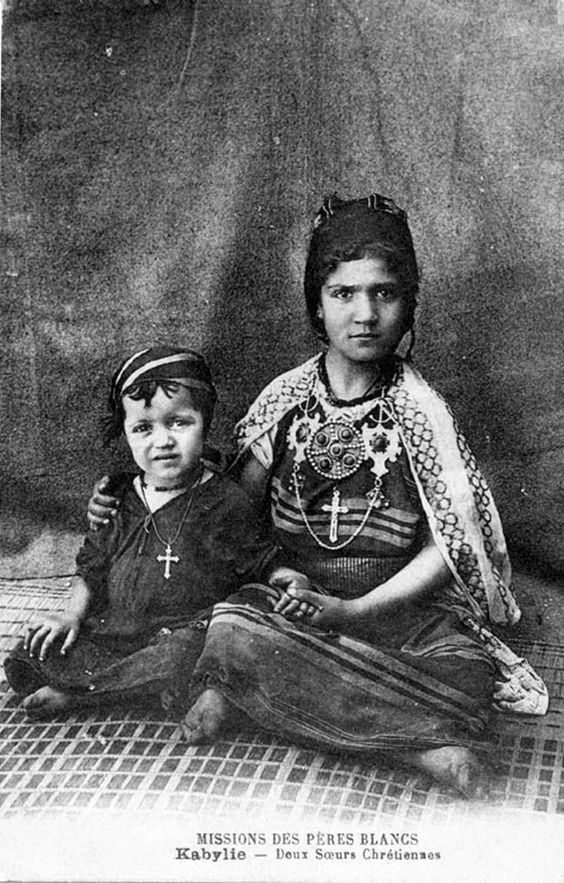
Due sorelle berbere cristiane in Cabilia

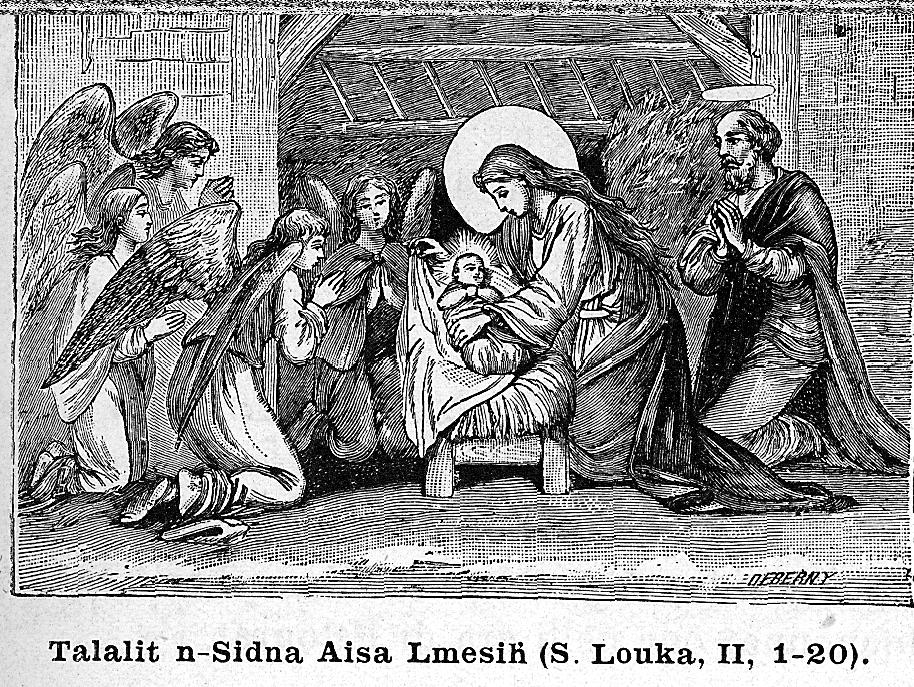
La nascita di Gesù in un catechismo in lingua berbera (Amat 1920)

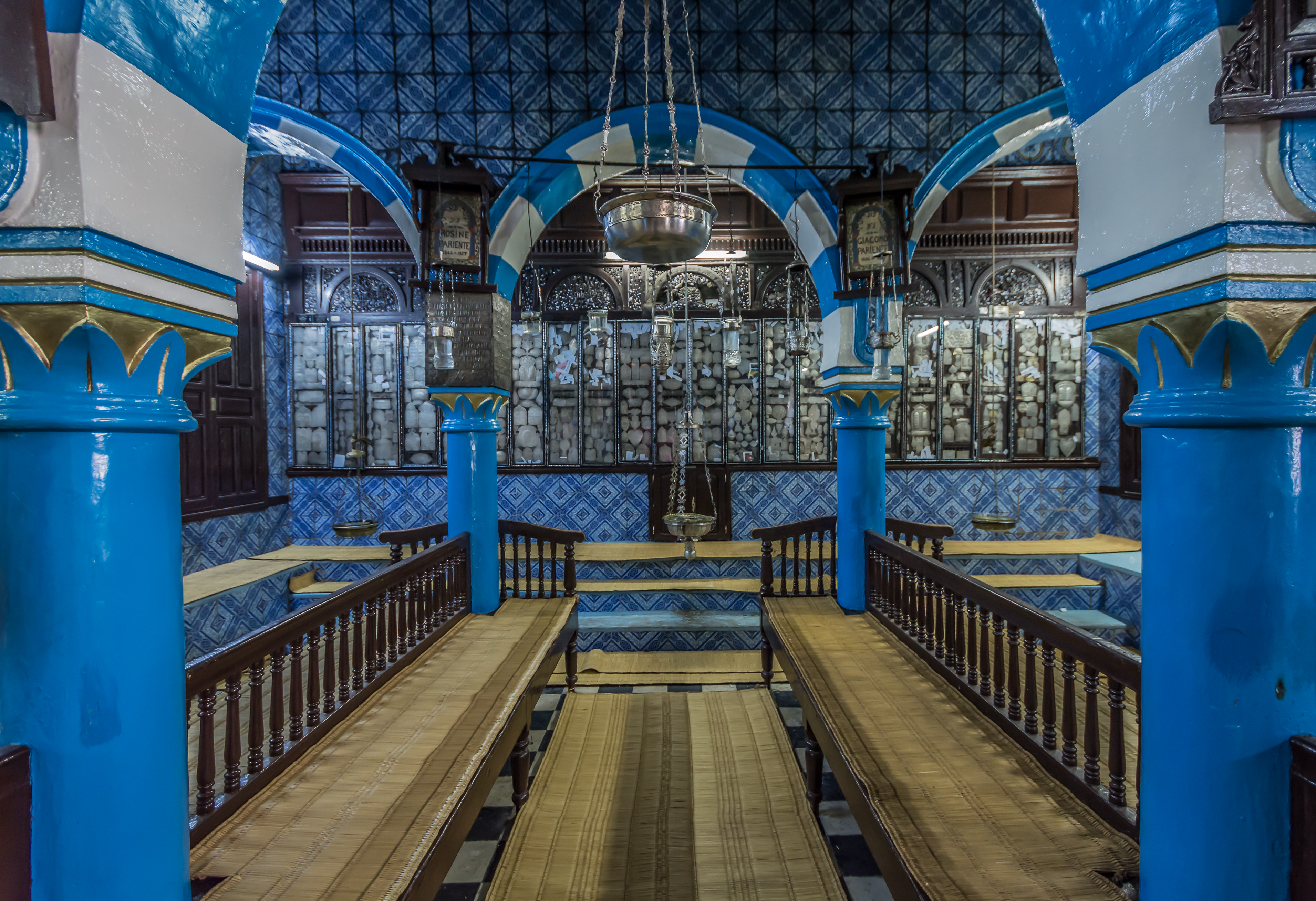
Interno della Sinagoga El Ghriba, considerata una delle più antiche al mondo

Nei tempi antichi, le credenze dei popoli berberi erano strutturate come culti dedicati alla fertilità, con un pantheon prettamente matriarcale.
La regione del Maghreb visse poi una graduale inclusione nel mondo classico, testimoniando una profonda colonizzazione delle zone costiere prima da parte dei Fenici, poi dai Greci e successivamente da parte del mondo romano. Nel II secolo a.C., l'area divenne un centro del cristianesimo di lingua punica. 
La regione dette i natali a importantissime figure per la cristianità tra le quali si citano Tertulliano, i martiri scillitani, Perpetua e Felicita, San Cipriano di Cartagine, Santa Monica, suo figlio Sant'Agostino d'Ippona, Santa Giulia di Corsica, Sant'Adriano di Canterbury, nonché tre papi (Papa Gelasio I, Papa Milziade e Papa Vittore I).
Il cristianesimo, che nei momenti di massimo splendore era diffuso in tutta la regione (nei concili africani si contavano centinaia di vescovi), cominciò rapidamente a decadere con la conquista araba, verso la fine del VII secolo. Ma numerose comunità cristiane continuarono ad esistere per diversi secoli, almeno fino alla fine del XIII secolo, sparse in tutto il Maghreb, in particolare in Tripolitania, a Gafsa, Tozeur, Kairouan, Mahdia, Tunisi, Bugia, Qal'a dei Banu Hammad, Tiaret, Tlemcen, Ceuta e Fez. Ancora all'epoca di Gregorio VII esistevano due vescovi africani con cui il papa corrispondeva in latino.
In epoca moderna, il cristianesimo fu reintrodotto in epoca coloniale sia per opera dei missionari (in particolare si citano i Padri Bianchi), che degli immigrati provenienti dalla vicina Europa, che formarono ai tempi delle presenza coloniale francese comunità molto vaste, che furono identificate con l'espressione pieds-noirs. Un certo numero di conversioni si sono registrate sia in epoca coloniale sia in tempi più recenti e le comunità di cristiani in Maghreb sono oggi piuttosto numerose, anche se un clima poco tollerante le costringe ad una estrema discrezione.
La maggior parte della popolazione di Ceuta e di Melilla è di confessione cattolica. I vescovi cattolici locali si riuniscono nella Conferenza episcopale regionale del Nordafrica. Nel 1972 venne fondata la Chiesa protestante d'Algeria.
La religione più diffusa oggigiorno è l'Islam sunnita praticato secondo il rito malikita. In alcune moschee dell'Algeria e della Tunisia è praticato il rito hanafita, lascito del periodo ottomano.
In parte dell'isola di Gerba, a Zuara, nel Gebel Nefusa e nella valle dello Mzab, l'Islam è praticato nella forma ibadita, residuo di una più vasta tradizione kharigita di epoca medievale.
L'Islam nel Maghreb ha accolto vari elementi delle tradizioni locali pre-islamiche, espressi nella tradizione marabuttica e nel Sufismo.
La tradizionale venerazione dei marabutti e delle loro tombe si consolidò fin dai tempi più antichi in tutta l'Africa nord-occidentale. Queste pratiche furono condivise in buona parte anche dalle locali comunità ebraiche.
Una rete di zawiya permise nei secoli scorsi una parziale alfabetizzazione, nonché la conoscenza della religione islamica nelle zone rurali ed in quelle più isolate, oltre a costituire importanti centri della vita sociale.
Tra le principali confraternite islamiche diffuse nella regione si citano la Rahmaniya, la Tijaniyyah, la Qadiriyya, la Shadhiliyya e la Nasiriyya.
Forte fino al XX secolo la presenza della religione ebraica, praticata in gran parte secondo il rito sefardita diffuso dai rifugiati sefarditi di Al-Andalus.
L'isola di Gerba è sede della Sinagoga El Ghriba, considerata una delle più antiche al mondo.
Oggi, i residui di questa comunità, che nel secolo scorso contava oltre mezzo milione di individui, risiedono maggiormente a Casablanca, a Tunisi e nell'isola di Gerba, nonché a Ceuta e a Melilla.

### Emigrazione

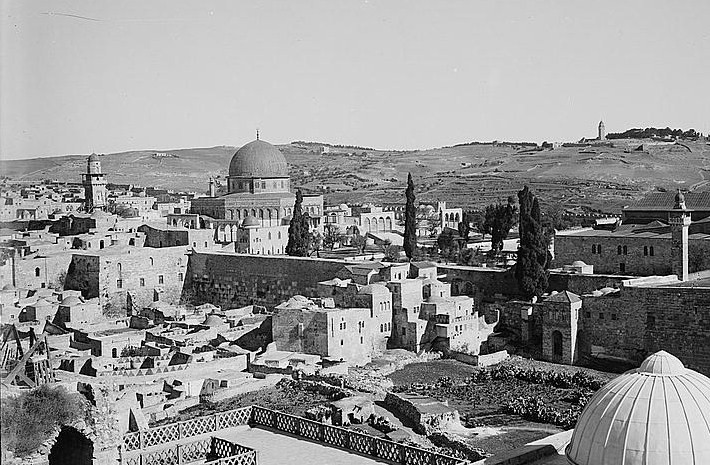
Il quartiere marocchino davanti al Muro Occidentale, nella Città Vecchia di Gerusalemme. Il quartiere fu demolito dalle autorità israeliane nel 1967

I primi flussi migratori, in epoca medievale, avevano come destinazione principalmente il Medio Oriente, in particolare l'Egitto e la Terra santa, e interessavano perlopiù pellegrini che poi si stabilivano definitivamente al loro arrivo. Pellegrini musulmani dal Maghreb stabilirono a Gerusalemme, a partire dal basso medioevo, il quartiere marocchino, la cui comunità, sia musulmana che ebraica, mantenne intatte l'identità e le tradizioni culturali della terra d'origine fino ad almeno il XIX secolo. Gran parte della comunità ebraica palestinese e libanese, fino alla seconda metà del XIX secolo, aveva origini maghrebine, eredità espressa nelle peculiarità dei suoi dialetti arabi, che presentavano profonde influenze maghrebine.
Cospicui flussi migratori avvenivano tra la fine del XVIII e il XIX secolo in direzione delle Americhe e vedevano protagonisti perlopiù gruppi di ebrei marocchini.

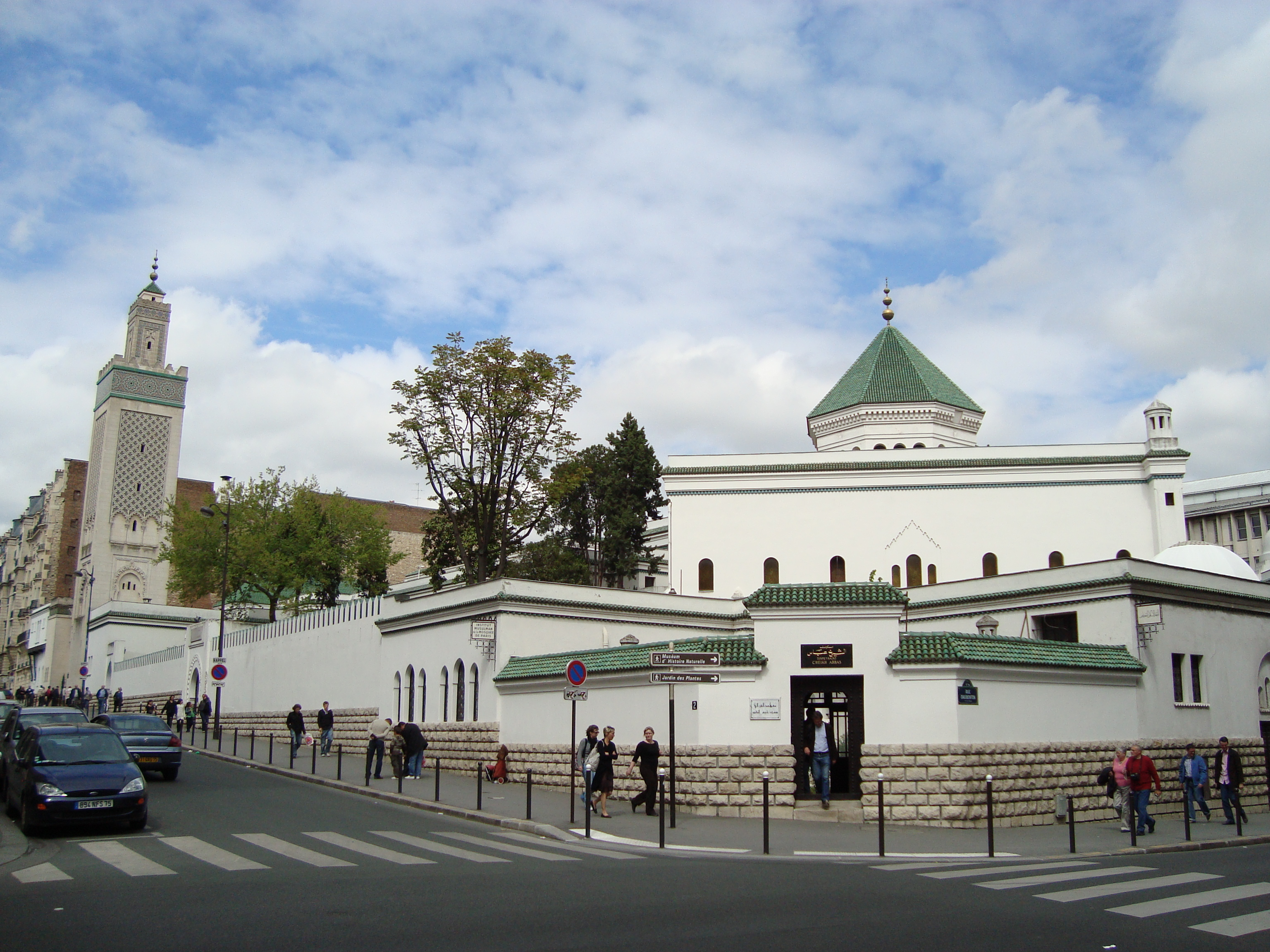
La Grande Moschea di Parigi

Le prime emigrazioni di massa avvennero però solamente a partire dal periodo della colonizzazione francese. I primi immigrati maghrebini in Francia provenivano soprattutto dall'allora Algeria francese e lavoravano nelle industrie e nelle miniere, stabilendosi soprattutto a Parigi, a Marsiglia e nel Passo di Calais.
Nel 1912 risiedevano in Francia circa 5.000 algerini, la maggior parte dei quali originari della Cabilia.
In occasione della prima guerra mondiale e nel successivo dopoguerra, l'urgente bisogno di manodopera portò le autorità francesi ad invitare più immigrati dalla regione. Nel 1924, vivevano in Francia 100.000 algerini, 10.000 marocchini e altrettanti tunisini. Nel 1926, fu inaugurata la Grande Moschea di Parigi, che nel corso della seconda guerra mondiale si rese protagonista del salvataggio di centinaia di famiglie ebraiche. La Grande depressione generò successivamente vaste condizioni di disoccupazione che portò molti immigrati maghrebini a tornare nelle terre d'origine, tanto che allo scoppio della seconda guerra mondiale, la loro presenza si era ridotta a 50.000 unità.

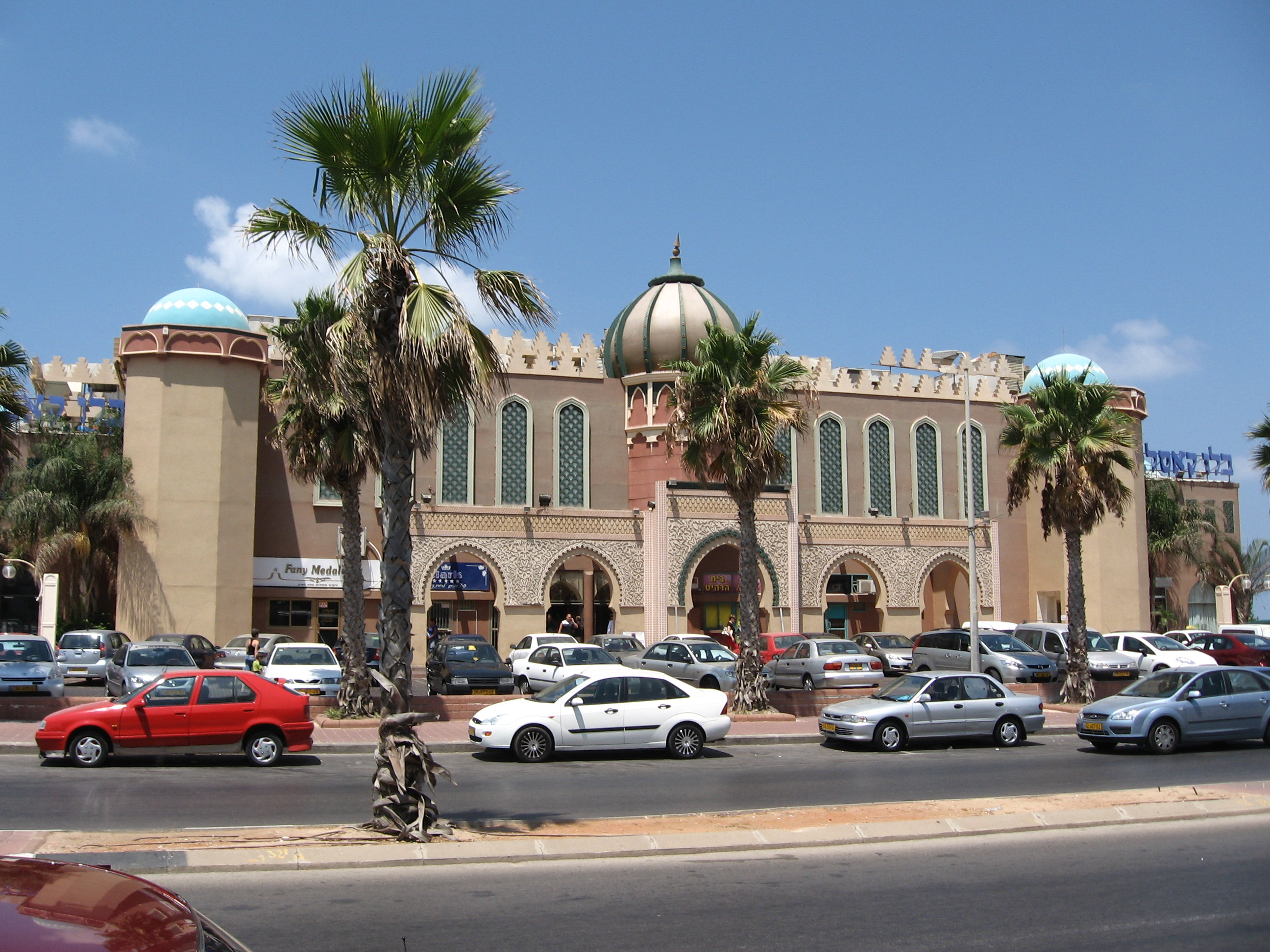
Il centro culturale marocchino LaMimunia ad Ashdod

La ricostruzione francese nel secondo dopoguerra portò al rinnovo dell'immigrazione dal Maghreb, anche se negli anni 1950, le tensioni politiche nelle terre d'origine portarono a controlli più stringenti da parte delle autorità francesi. Nel 1956, la Francia ospitava circa 250.000 maghrebini, il 90% dei quali originari dell'Algeria.
Gli anni 1960 testimoniarono un incremento dell'emigrazione. La guerra d'Algeria e la successiva indipendenza, portarono al drastico esodo verso la Francia delle comunità pieds-noirs, della pluri-millenaria comunità ebraica algerina, nonché di decine di migliaia di harkis. Tra gli anni 1940 e 1960, si consumò l'esodo, incoraggiato e organizzato dall'Agenzia ebraica e dal Mossad, di centinaia di migliaia di ebrei marocchini alla volta di Israele. Negli stessi anni emigrarono in massa gli ebrei tunisini e quelli libici.
L'espansione industriale europea nel secondo dopoguerra accelerò l'emigrazione dalla regione. Se nel 1959 emigrarono dal Marocco 3.000 lavoratori, quasi tutti verso la Francia, nel 1962 il numero si alzò a 14.000, un quarto dei quali verso la Germania. Sempre nello stesso periodo tra i paesi europei e quelli del Maghreb furono siglati accordi bilaterali che permettessero la selezione degli immigrati. Accordi di questo tipo furono stabiliti dalla Francia con la Tunisia e con il Marocco nel 1963 e con l'Algeria nel 1964. A Casablanca e a Tunisi furono aperti uffici dell'Office national de l'immigration.

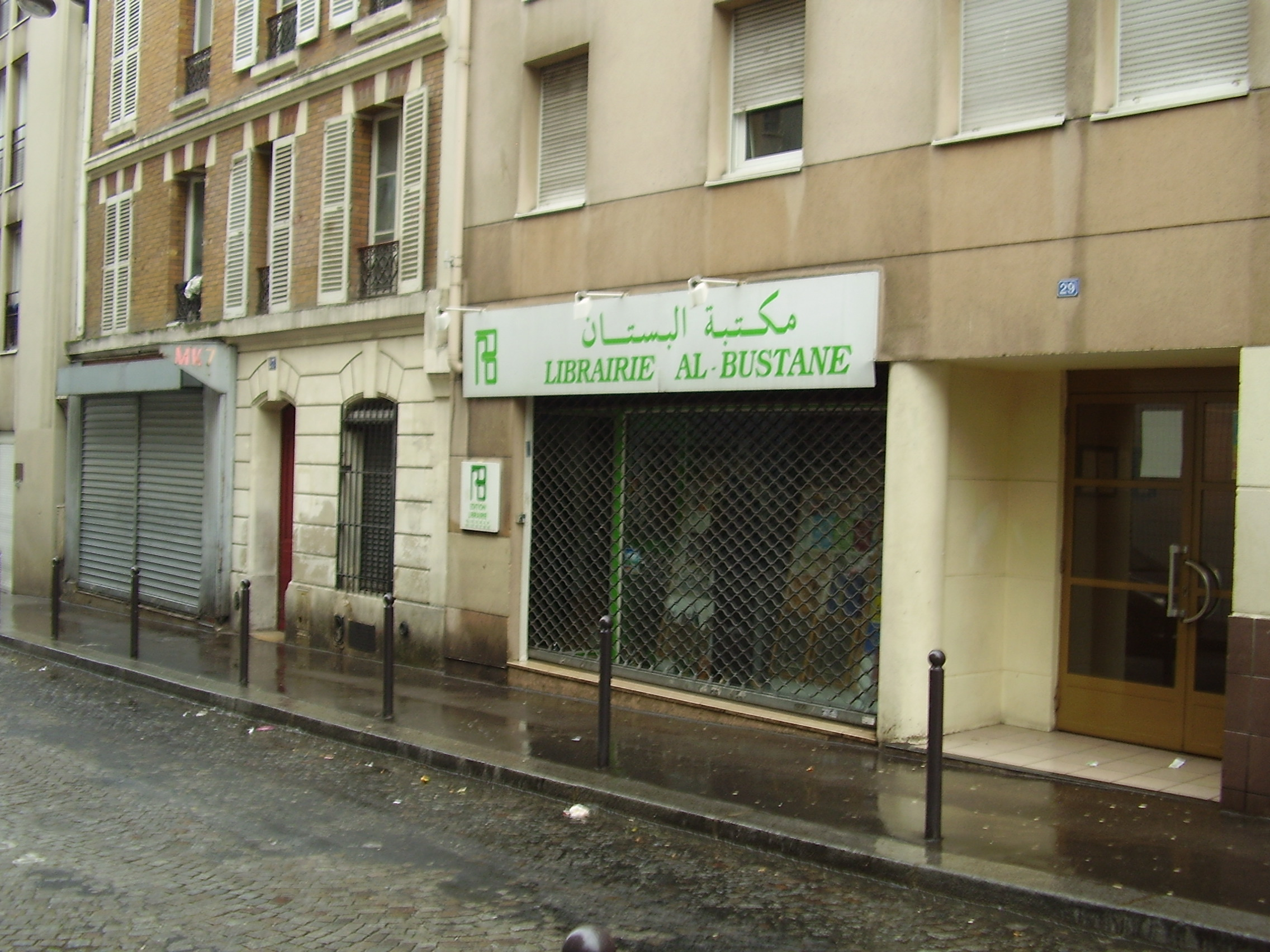
Librairie Al-Bustane ("Libreria Al-Bustane") (مكتبة البستان) a Parigi

Tra il 1962 e il 1974 emigrarono dal Marocco 300.000 lavoratori che si stabilirono in tutta Europa, in particolare in Francia, Germania, Paesi Bassi e Belgio. Nello stesso periodo emigrarono verso l'Europa 150.000 lavoratori tunisini. Nel 1974, si stimava che la presenza maghrebina in Europa superasse il milione e mezzo di unità (escludendo i pieds-noirs).
In seguito alla crisi energetica del 1973, i paesi europei cominciarono a introdurre misure più stringenti per controllare l'immigrazione, la quale si ridusse drasticamente e cominciò ad interessare principalmente dinamiche di riunificazione familiare e lavoratori stagionali assunti tramite contratto. Si ebbe così un incremento del fenomeno dell'immigrazione clandestina, tanto che tra il 1987 e il 1988 si contavano nei paesi dell'Europa mediterranea circa 536.000 clandestini di origine maghrebina. L'immigrazione negli anni 1970 e 1980 era composta in gran parte, a differenza delle precedenti migrazioni, di giovani scolarizzati provenienti dalle zone urbane.
La natura dell'emigrazione di massa verso la Francia portò a forti situazioni di disagio sociale nelle comunità immigrate che si stabilirono nelle banlieues, che portarono alla Marcia dei Beurs nel 1983 e a pesanti rivolte nel 2005. Da un punto di vista culturale, i giovani maghrebini cresciuti in Francia hanno sviluppato un'identità beur, la quale ha trovato espressione nella musica, nella letteratura e nel cinema.
Oggigiorno, le comunità maghrebine espatriate più nutrite da un punto di vista numerico sono situate in Europa occidentale (alcune stime parlano di oltre sei milioni di persone), distribuite in particolar modo tra Francia, Spagna, Paesi Bassi, Belgio, Italia e Germania.
Forti comunità si sono stabilite in Canada, dove a Montréal molti membri della comunità sono concentrati nel Petit Maghreb, e in Israele, dove gli israeliani di origini maghrebine contano circa un milione di persone.

## Cultura

### Architettura

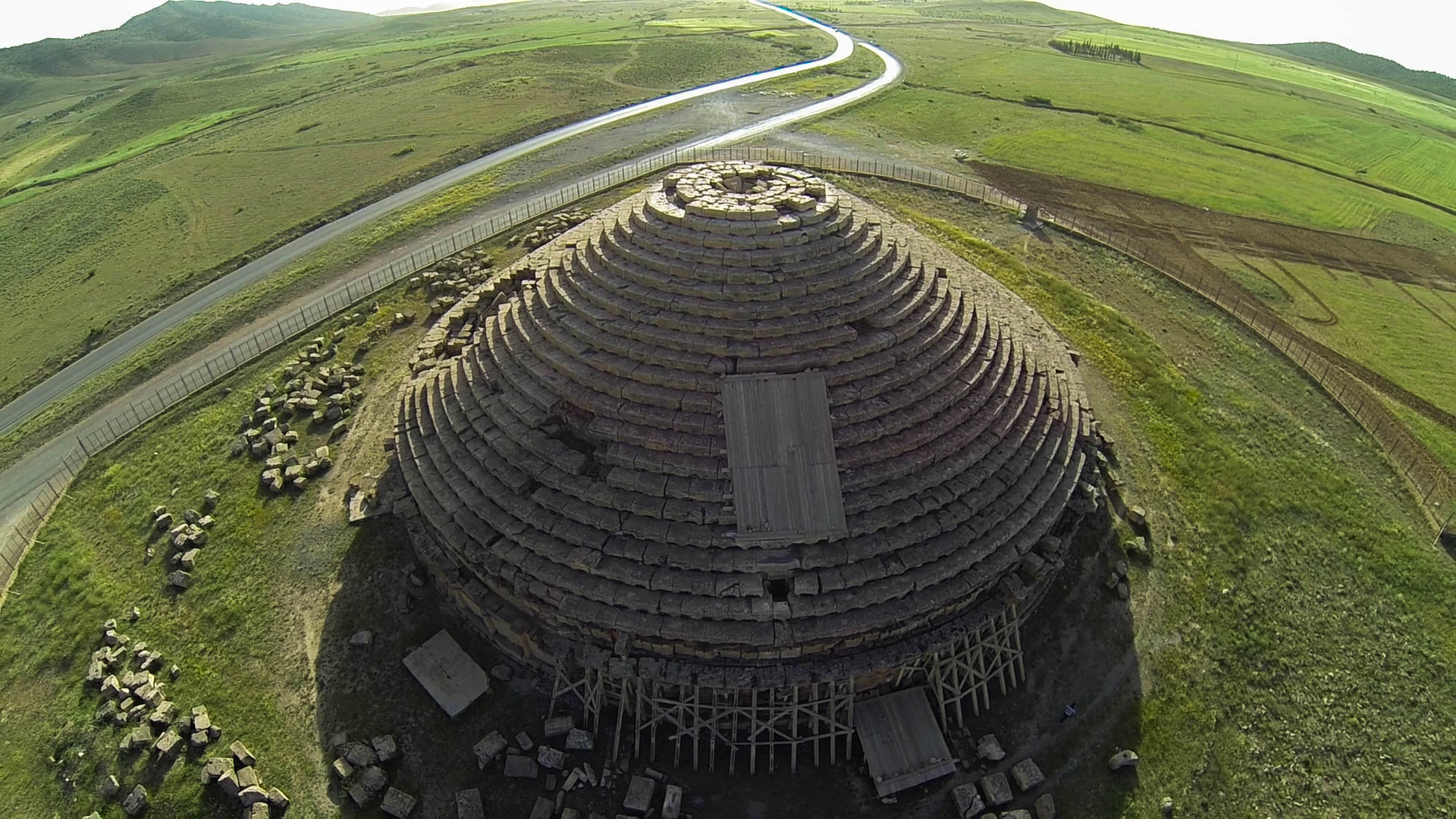
Mausoleo di Medracen

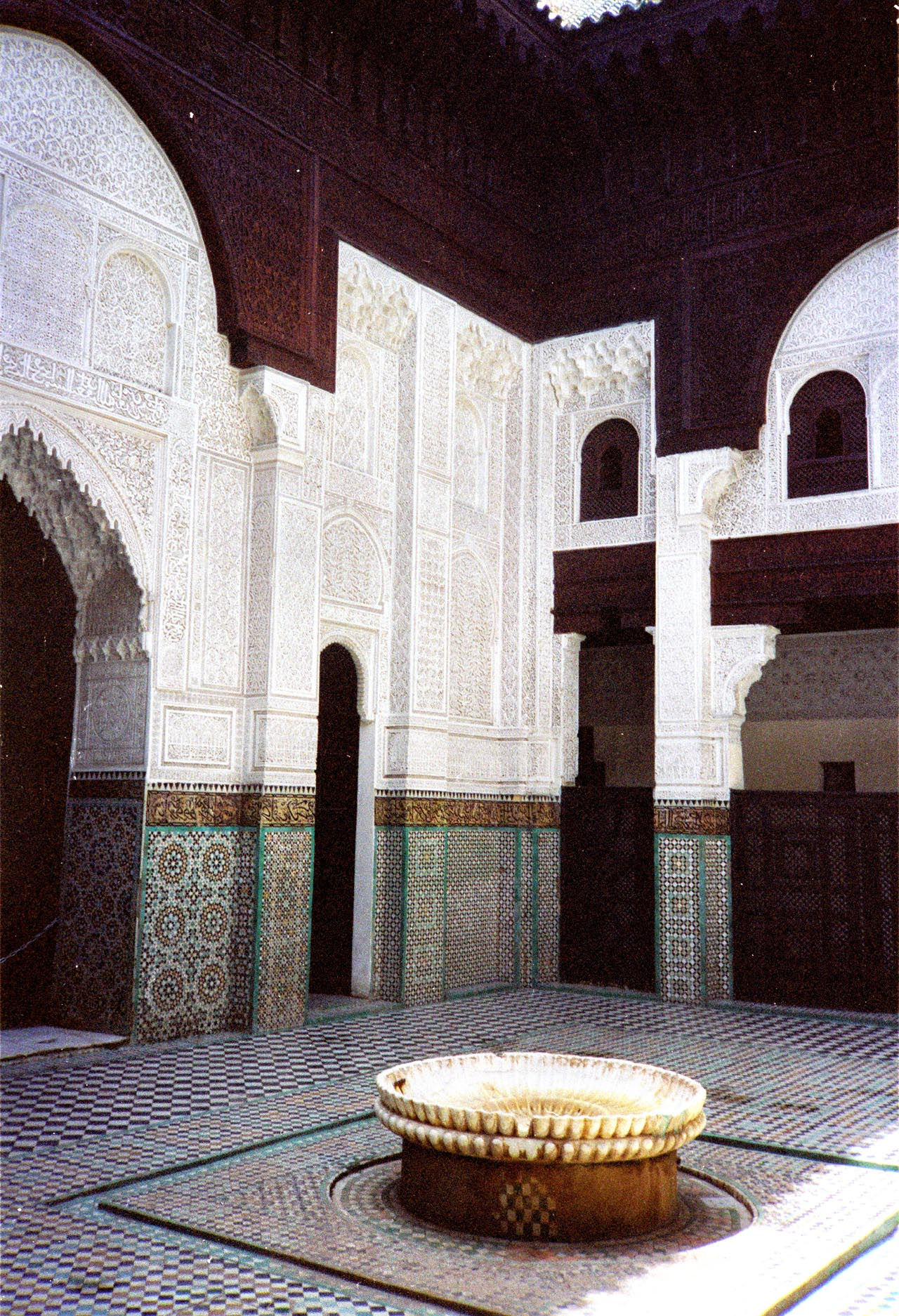
Interno della Madrasa Bou Inania di Meknès, costruita nel 1350 dal sultano Abu Inan Faris

L'architettura della regione si è sviluppata dalla commistione di culture diverse.
Sotto gli antichi regni berberi della Numidia e della Mauretania, la regione testimoniò un aumento dello sviluppo urbano. L'urbanizzazione è associata in particolare ai regni di Massinissa e di Giuba II.
Gli antichi monumenti funebri di questo periodo combinano una serie di diversi stili architettonici introdotti dai Cartaginesi, facenti spesso riferimento a motivi ellenistici e punici.
Annessa al mondo romano, la regione ha testimoniato e conservato le vestigia di questo periodo: templi (come a Dougga), teatri (come a Timgad), anfiteatri (come a Thysdrus), archi trionfali (come a Volubilis), terme (come a Cartagine) e mosaici (Museo nazionale del Bardo).
La civiltà islamica contribuì al rinnovo dei paesaggi urbani che videro l'affermarsi di moschee, suq, hammam, medine e casba e la fondazione di nuove città (come Kairouan nel 670, Fès nell'809 e Orano).
Nella Spagna islamica si sviluppò l'arte ispano-moresca che influenzò profondamente le strutture urbane nelle città del Maghreb.
Una delle più importanti manifestazioni dell'architettura maghrebina è quella religiosa, espressa in particolare nella moschea, costituita da elementi comuni, tra i quali il sahn (il cortile con la vasca per le abluzioni), il riwaq (il portico), la muṣallā (la sala dedicata alla preghiera), il miḥrāb (la nicchia posta nella parete a indicare la direzione della Mecca), il minbar (il pulpito, presente nella moschea principale, da dove l'imam pronuncia il sermone) e il minareto (la torre, utilizzata dal muezzin per chiamare a raccolta i fedeli, spesso a base quadrata oppure ottagonale nelle moschee di tradizione ottomana).
Un altro edificio oggetto dell'architettura religiosa è la madrasa, costruita spesso nei pressi di una moschea e in cui si insegna teologia.

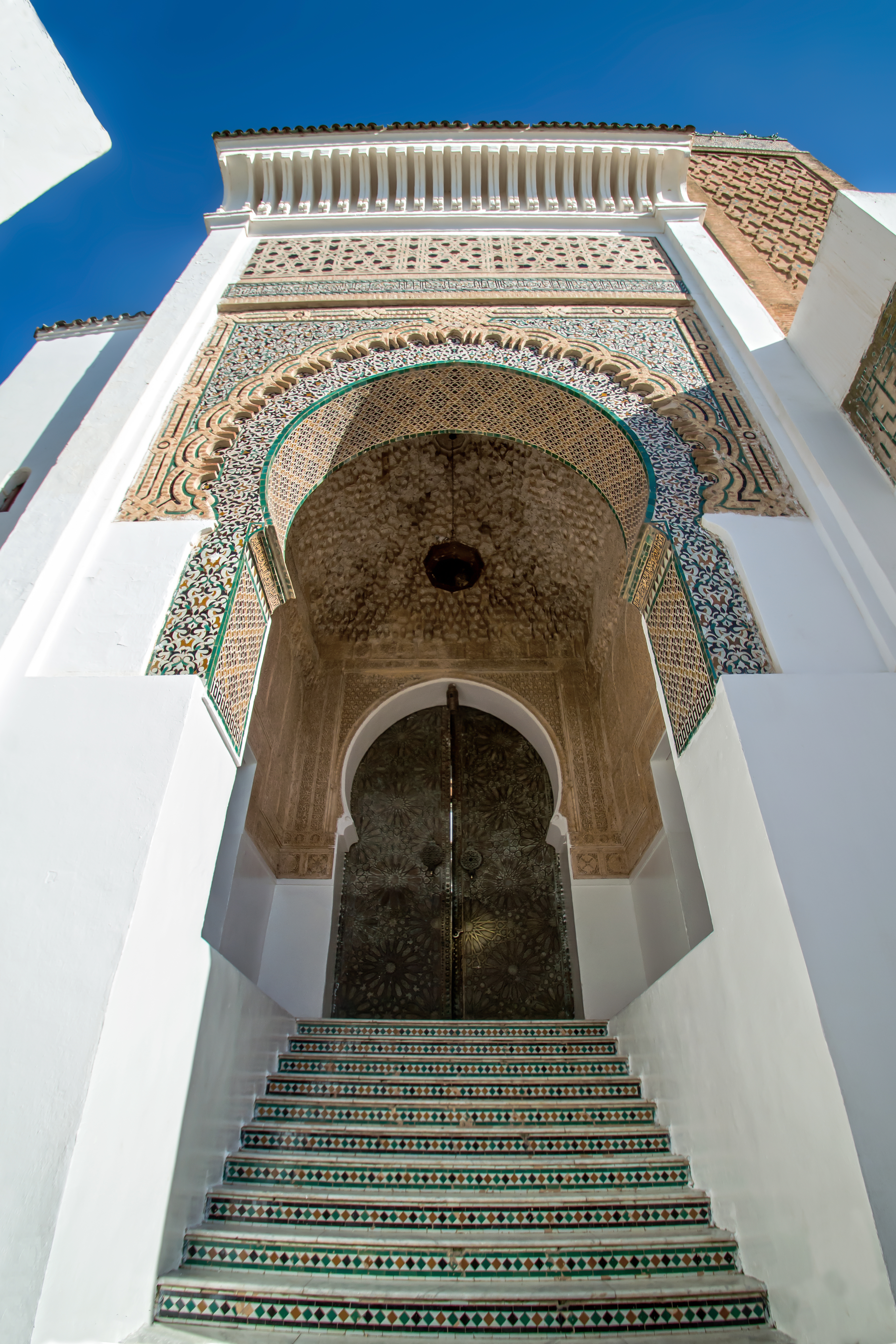
Entrata della Moschea di Sidi Boumediene, Tlemcen, 2007

Oltre all'architettura religiosa occorre citare quella urbana con il suq, la cui struttura prevede un intreccio di vie coperte per permettere di mantenere il clima al suo interno fresco e aerato. Il riferimento del suq è la moschea, intorno alla quale si sviluppano i vari negozi.
Altro importante elemento dell'architettura urbana, particolarmente di quella marocchina, è il riad, particolare costruzione con pianta non circolare e giardino o cortile interno a cielo aperto, nel quale trovano spazio fontane e fonti.
Le decorazioni solitamente sono impreziosite con mattonelle (lo zellige) e stucchi (muqarnas).
L'architettura berbera si esprime nella casba e nello ksar, tradizionale villaggio fortificato composto generalmente da granai e abitazioni, arroccato su colline vicino a corsi d'acqua al fine di poter meglio garantire protezione da attacchi da parte di tribù nomadi.
Alla base dello ksar c'è la ghorfa, la cui funzione è immagazzinare le derrate alimentari in previsione dei periodi di siccità, e in questo assimilabile ai granai fortificati che si riscontrano in altre regioni del Maghreb, come l'agadir diffuso nel Marocco meridionale o la guelaa nell'Aurès.
Le abitazioni nell'Aurès sono costituite con mattoni di fango e presentano un tetto piatto e fondamenta in pietra. I piani terra comprendono una stanza centrale che costituisce la base del focolare domestico. Queste abitazioni sono talvolta realizzate di fianco ad altre case o a delle rocce, al fine di migliorare l'efficienza della costruzione e ridurre i costi dei materiali.
In Cabilia, le abitazioni sono costruite in pietra e hanno tetti inclinati e piastrellati; sono costituite in sezioni; man mano che la famiglia si espandeva, venivano aggiunte ulteriori sezioni.
Tipiche sono le caratteristiche abitazioni troglodite scavate nel terreno, all'interno di colline e formate da un cortile a cielo aperto, profondo vari metri e nel quale si accede attraverso una galleria dal fianco della collina. Questo tipo di architettura è diffuso negli altopiani della Tunisia meridionale, in particolare a Matmata, e nel Gebel Nefusa.

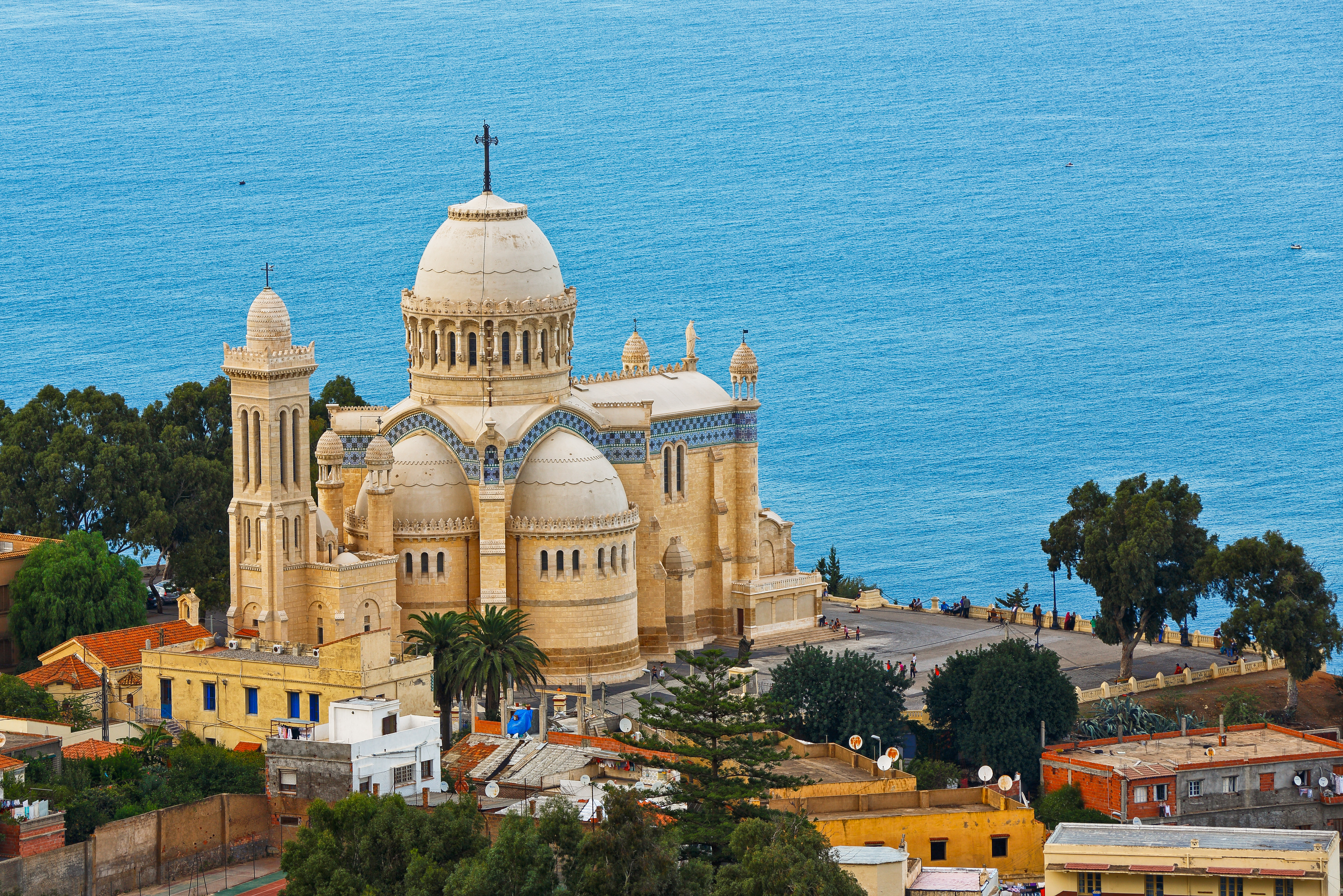
Basilica di Nostra Signora d'Africa, esempio di architettura neobizantina, Algeri

A partire dal XIX secolo, si stabilì progressivamente nella regione la presenza coloniale francese. L'architettura coloniale fu caratterizzata dalla ristrutturazione delle città attraverso strutture di ingegneria militare. Motivata dalla percezione di supremazia militare e culturale sui soggetti coloniali, l'amministrazione francese cercò di trasformare radicalmente le strutture urbane preesistenti per consentire una migliore logistica dell'occupazione militare e rispecchiare culturalmente la madrepatria.
La maggior parte dei pianificatori e degli architetti urbani coloniali francesi si è vista affidare il compito di rimodellare le città per rispecchiare la regolarità, la simmetria e le strutture pubbliche caratteristiche della madrepatria francese; i governi coloniali progettarono nuovi sviluppi con linee e angoli retti e stabilirono numerose strutture pubbliche tra le quali ospedali e uffici postali. Gli edifici realizzati dall'amministrazione francese facevano inizialmente riferimento in gran parte a stili europei affermati tra i quali l'architettura neobarocca e l'architettura neobizantina per poi adottare successivamente stili innovativi come l'Arabisance e il Modernismo.
Nel Marocco francese, il governatore Hubert Lyautey affidò all'architetto e urbanista Henri Prost il compito di supervisionare lo sviluppo urbano e dedicò molti provvedimenti legislativi a proteggere i centri storici dalle grandi città.

#### Galleria d'immagini

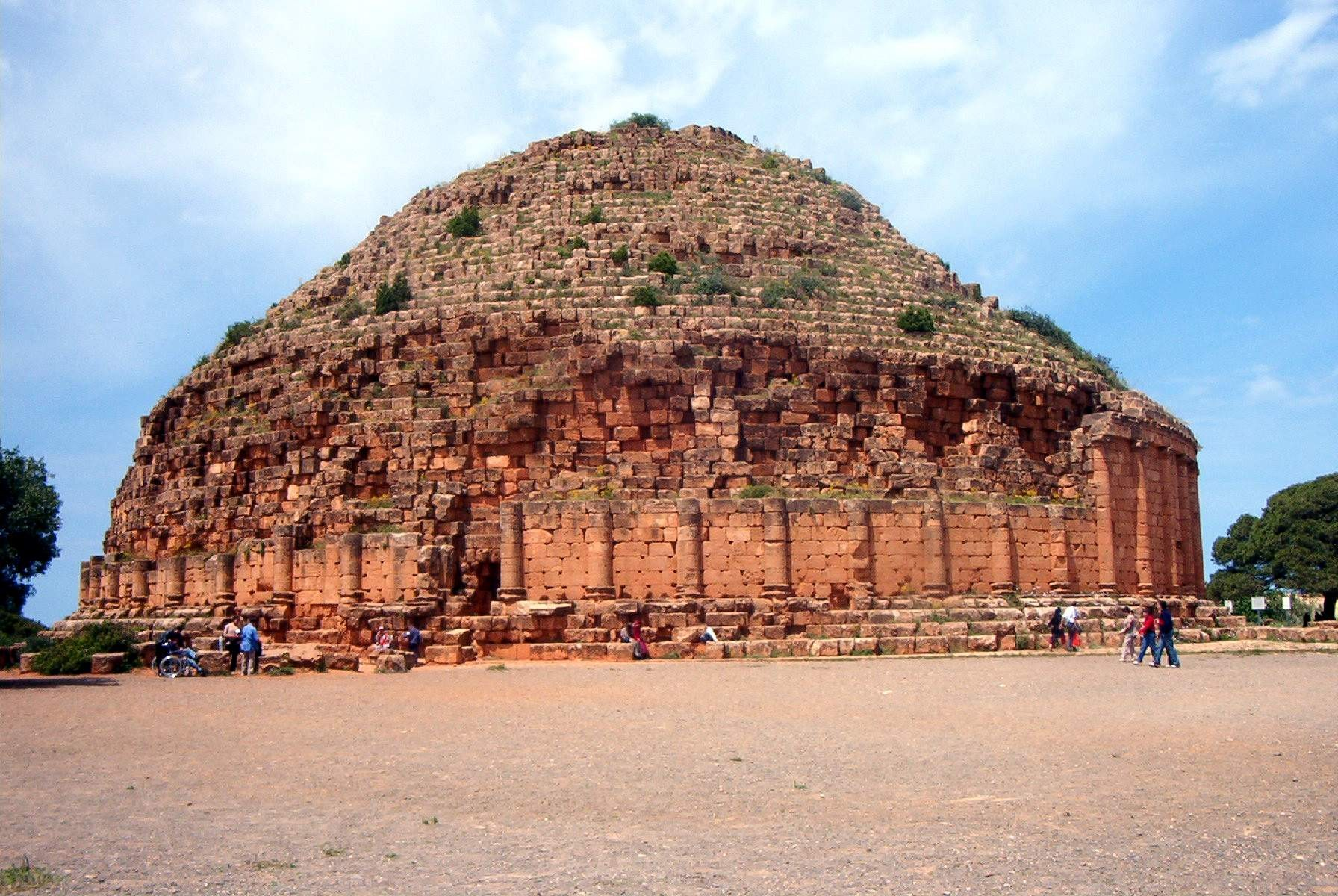
Mausoleo reale di Mauretania
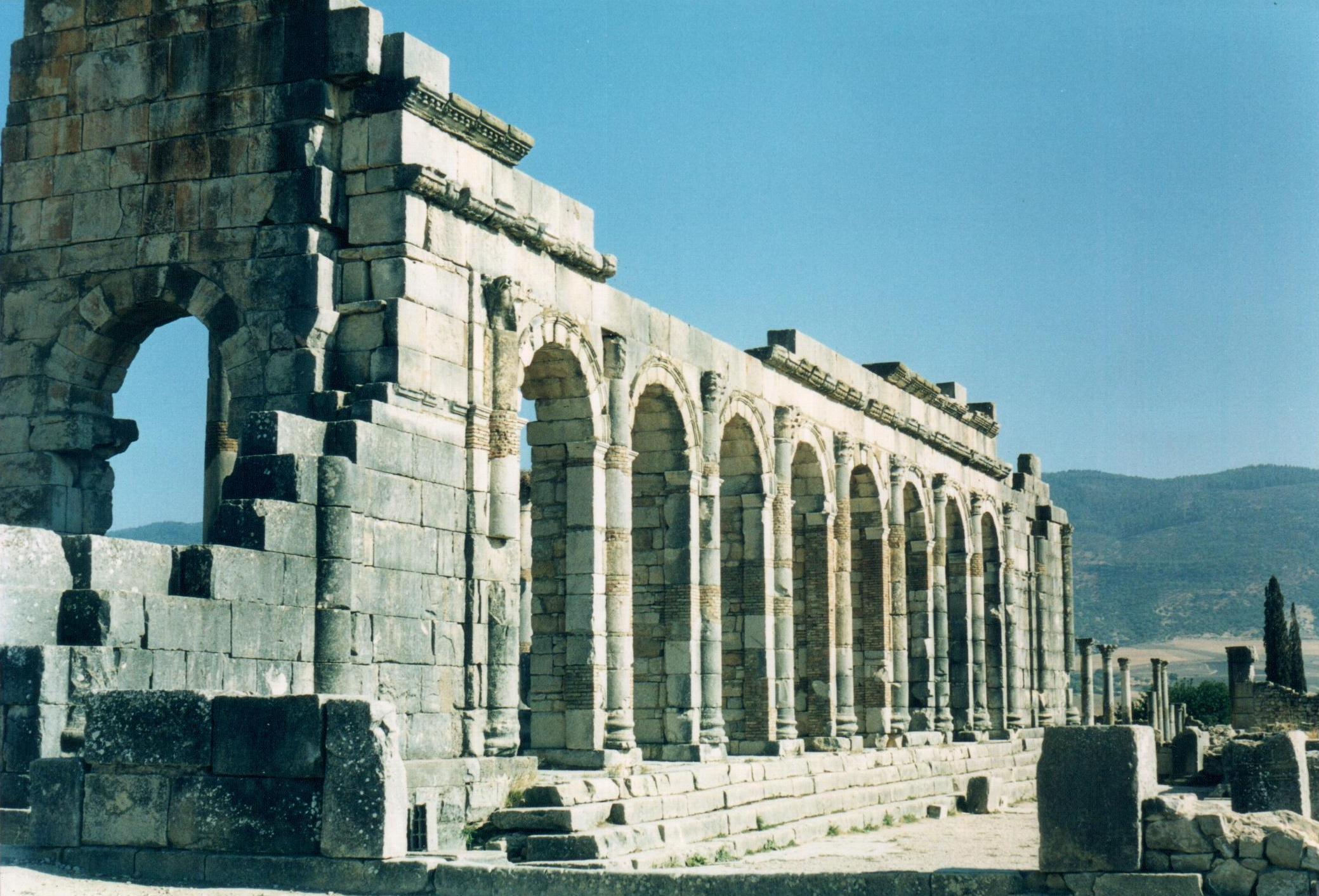
La basilica romana di Volubilis
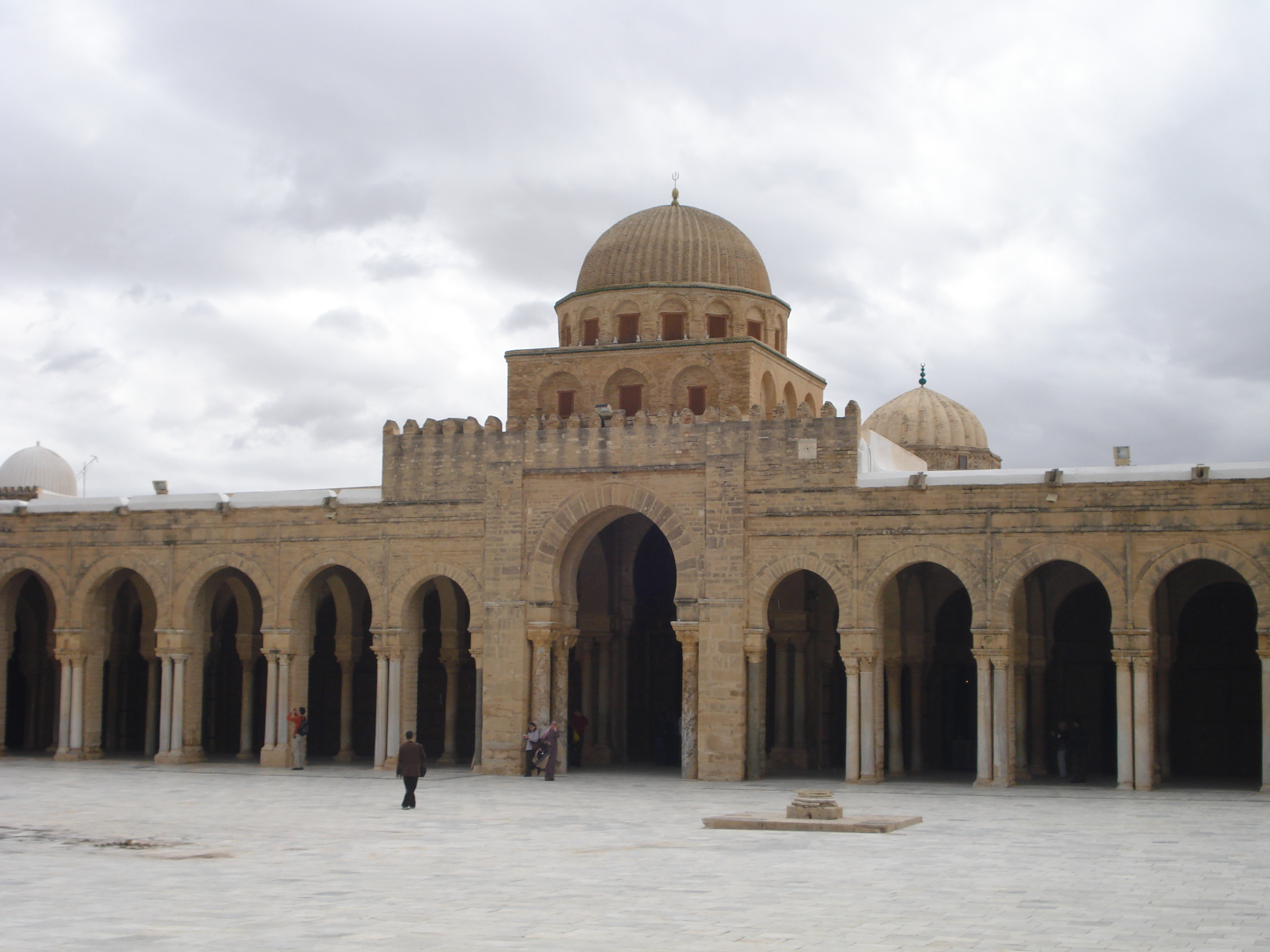
La Grande Moschea di Kairouan, la più antica del Maghreb
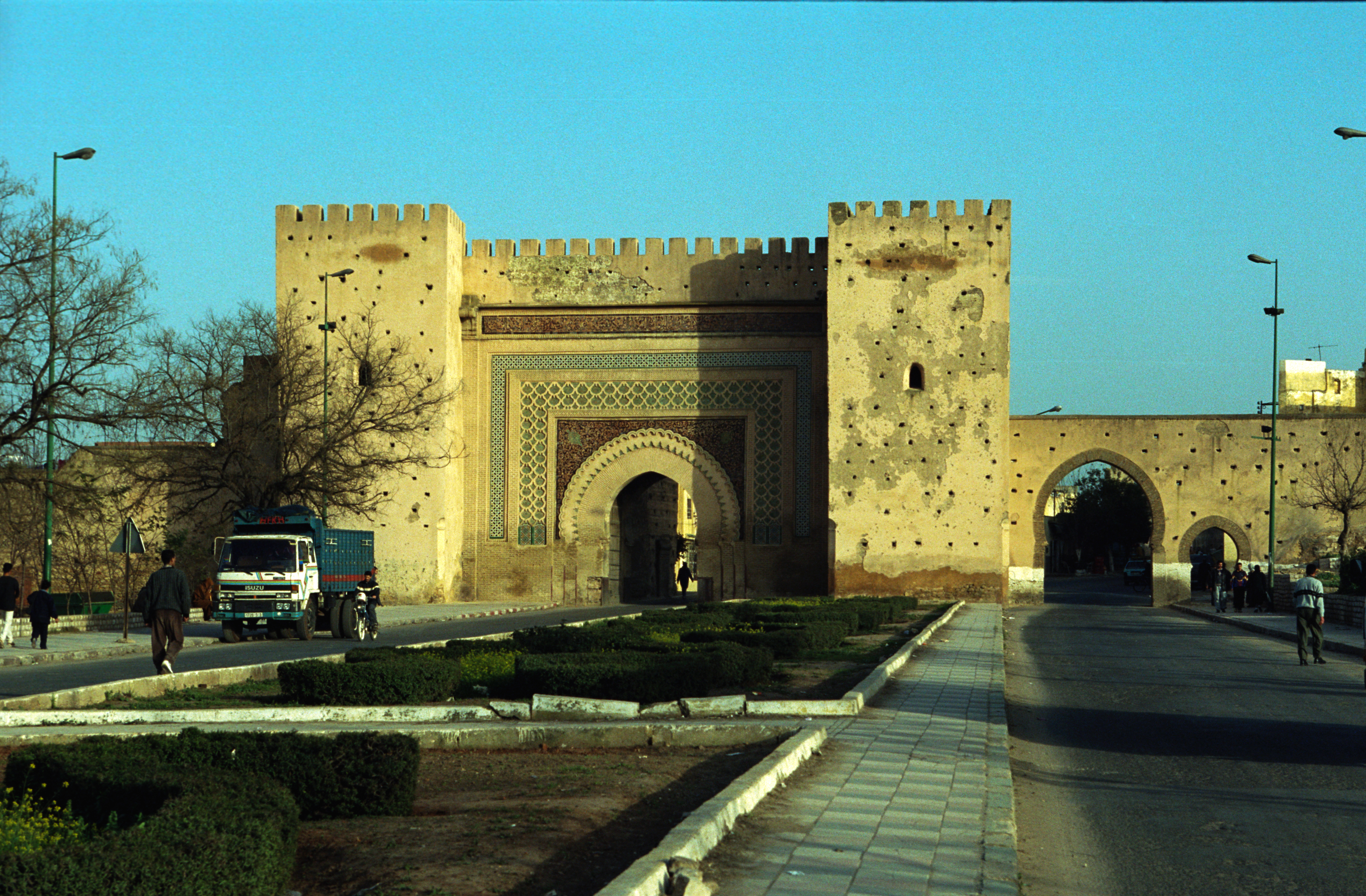
Bab El-Khemis, Meknès, Marocco
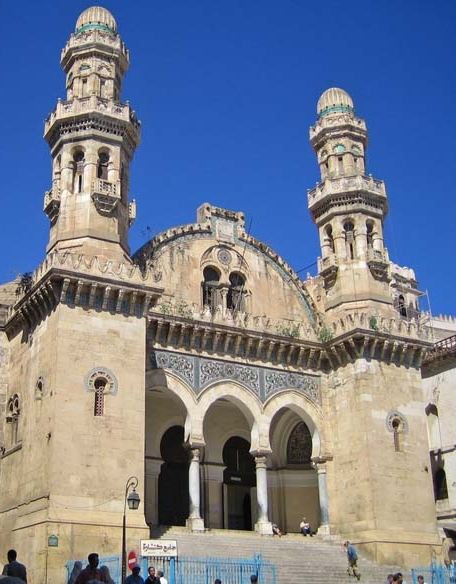
Moschea Ketchaoua ad Algeri
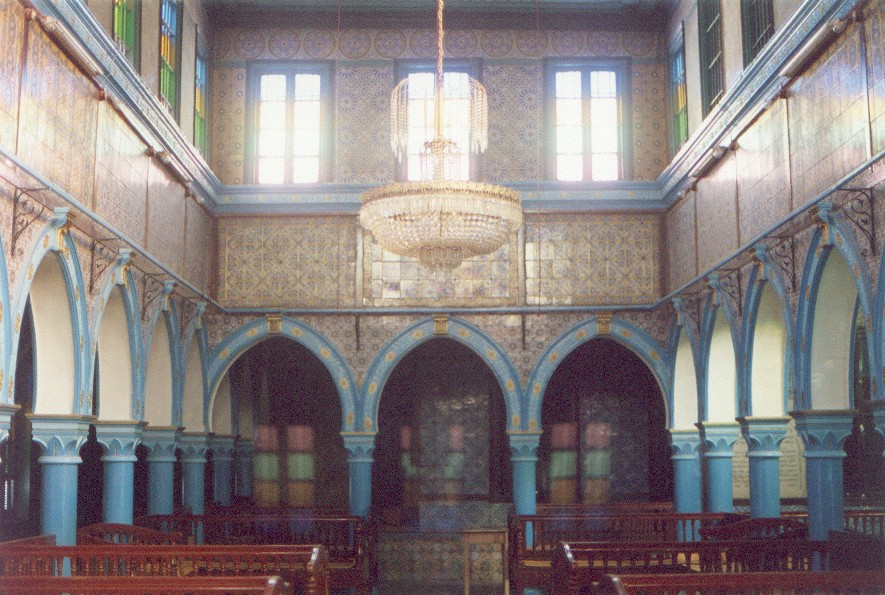
Interno della Sinagoga El Ghriba
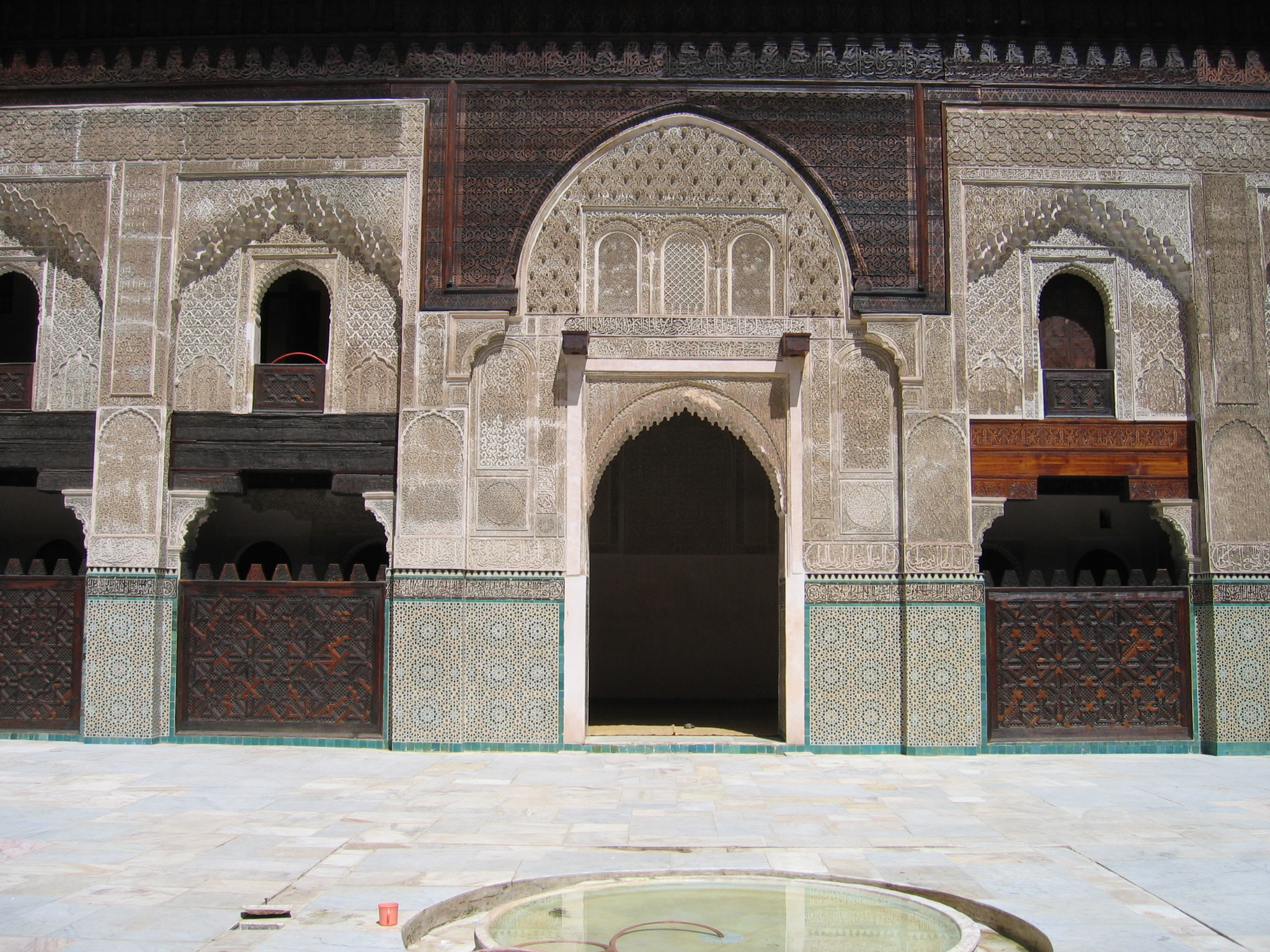
Il cortile della Madrasa Bou Inania di Fès, costruita tra il 1351 e il 1356 dal sultano Abu Inan Faris
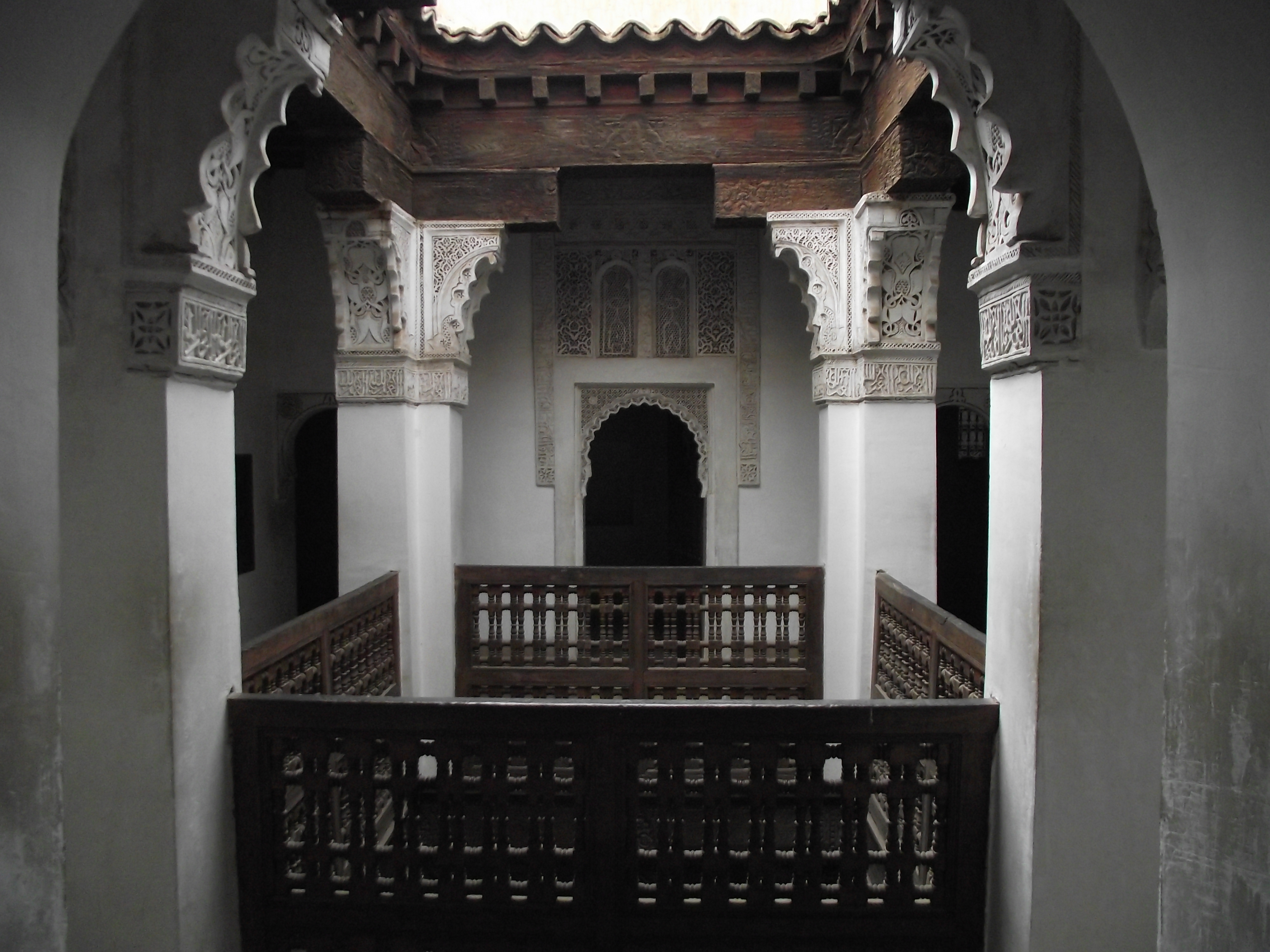
Gli alloggi degli studenti nella Madrasa di Ben Youssef
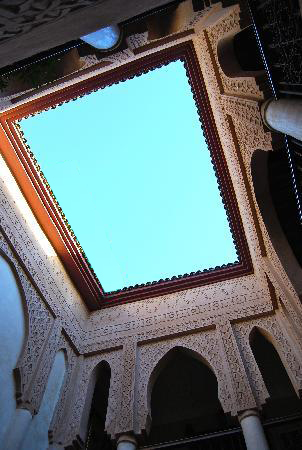
Riad Laksiba, Marrakech, esempio di architettura arabo-ispanica
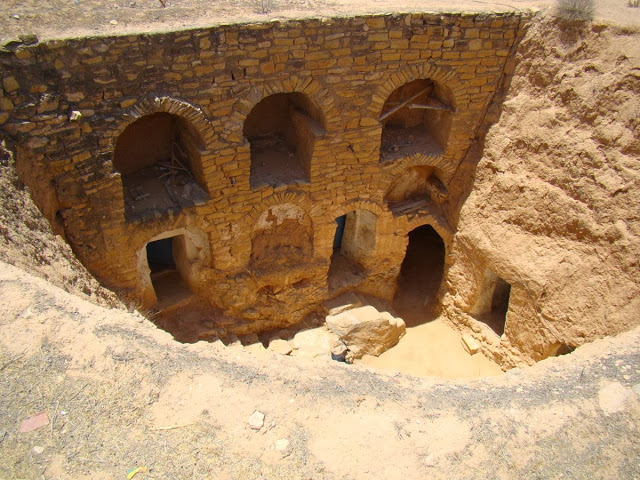
Abitazione troglodita a Matmata
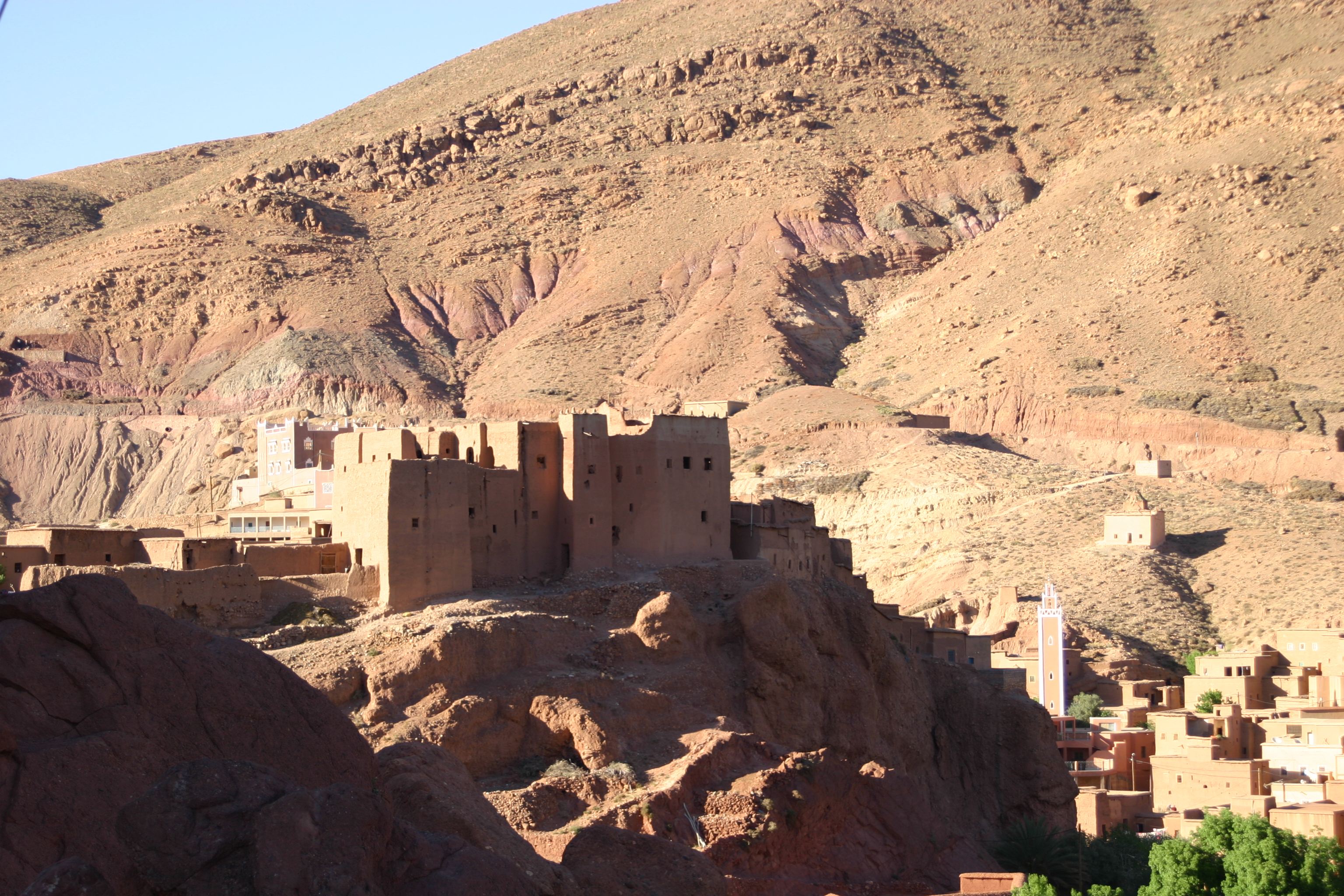
Casba di Taourirt, Ouarzazate
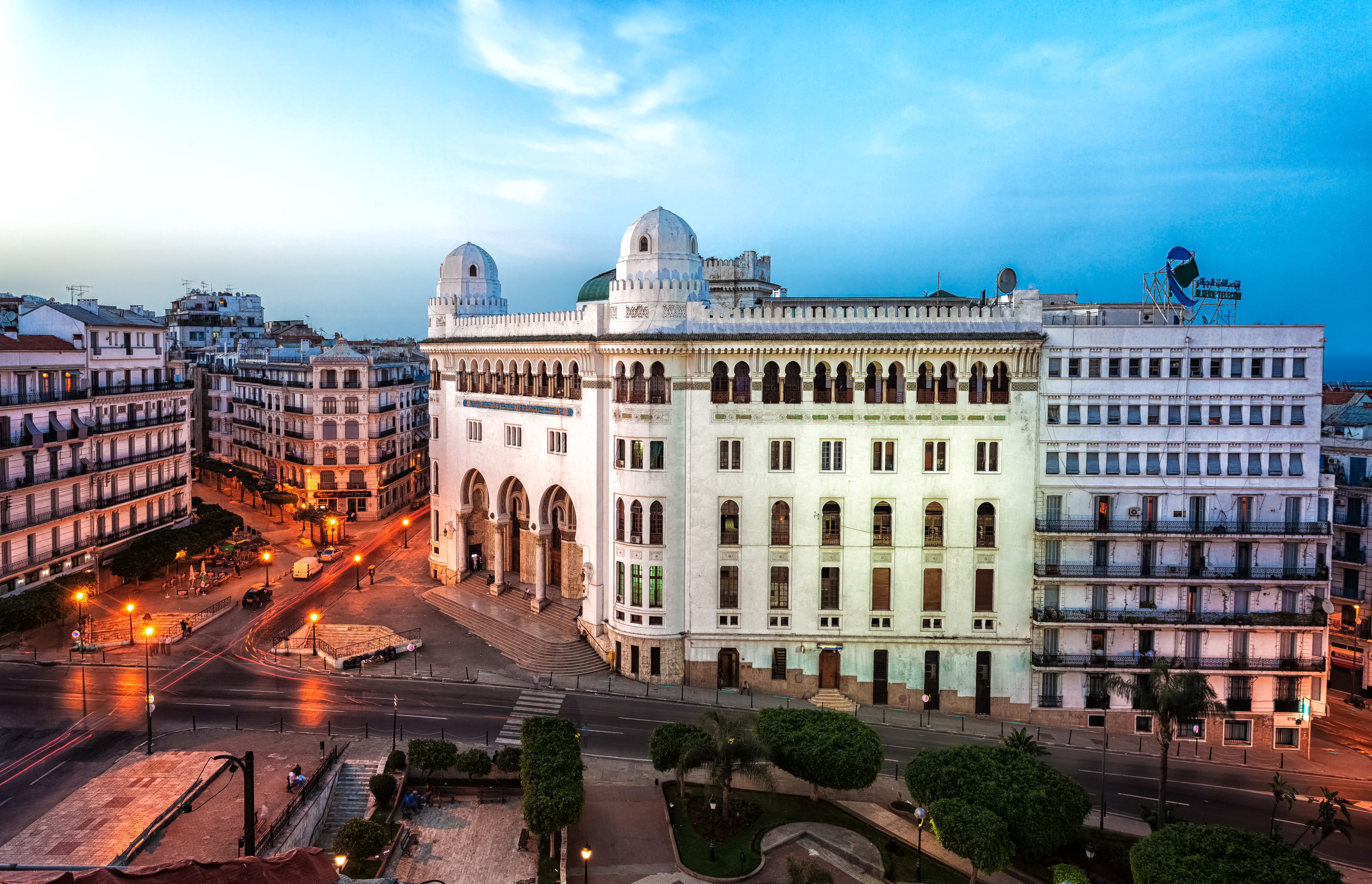
La Grande Poste d'Alger

### Letteratura

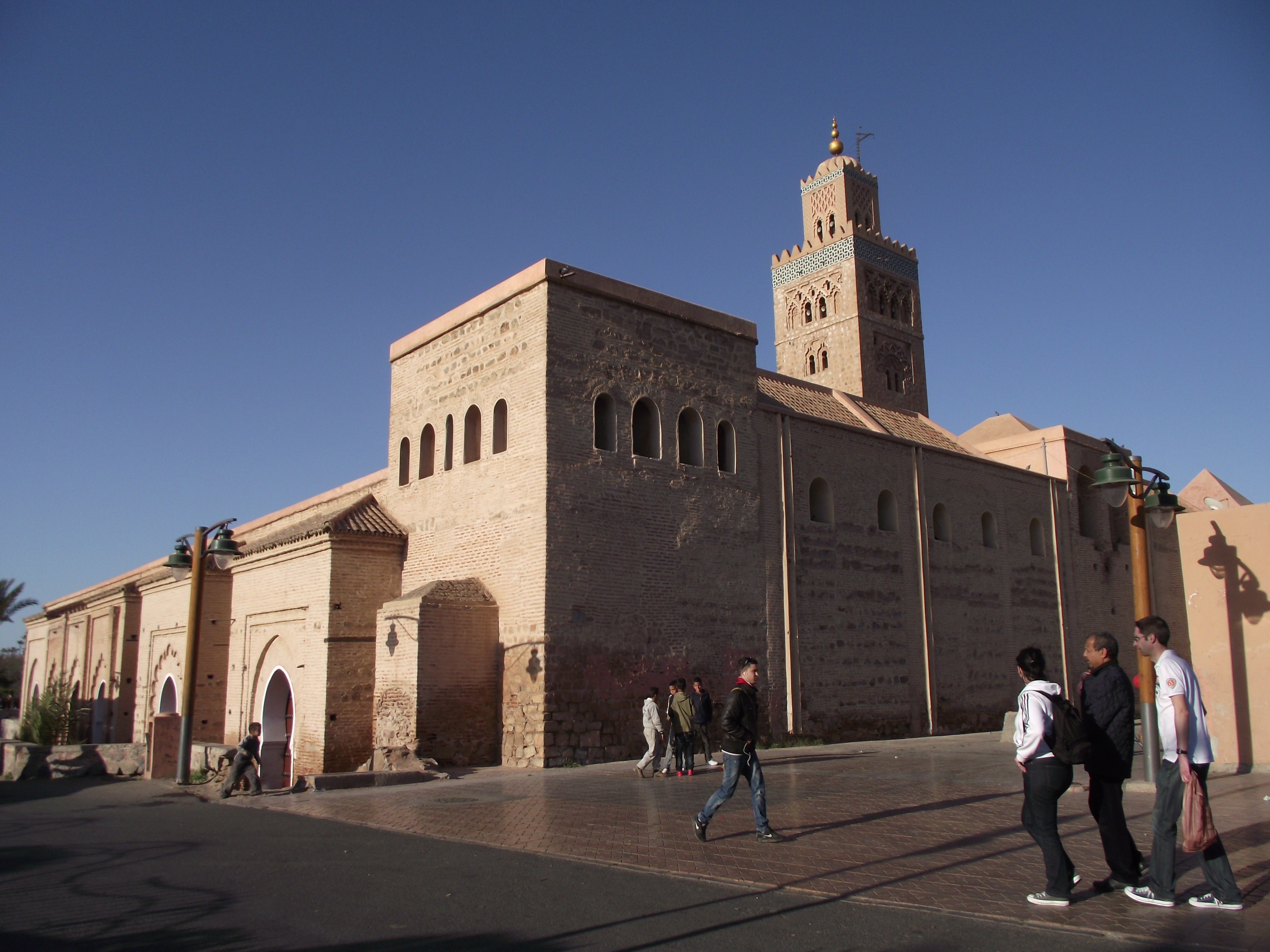
Moschea della Kutubiyya

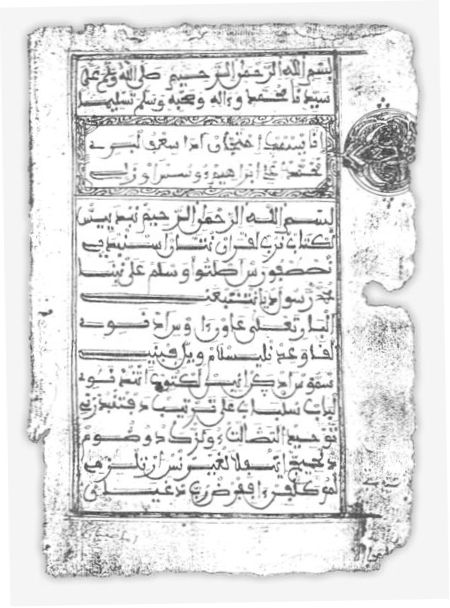
Prima pagina di un manoscritto in lingua berbera del XVIII secolo (di Muhammad Awzal)

La maggior parte della cultura della regione, prima della sua inclusione nel mondo classico si trasmetteva in via orale.
Sono state tuttavia rinvenute numerose iscrizioni: sono circa 1140 quelle pubblicate nelle raccolte di Jean-Baptiste Chabot e di Lionel Galand.
Quella più lunga e conosciuta è un'iscrizione bilingue numidico-punica che Micipsa, re della Numidia, fece incidere sul mausoleo dedicato al padre Massinissa eretto a Dougga nel 138 a.C. 
L'importanza dell'iscrizione è considerevole dal punto di vista storico e giuridico, in quanto permette di conoscere i principali titoli e funzioni municipali delle città numidiche di quel tempo.
La rilevanza del punico, come lingua letteraria e di cultura, era, infatti, molto significativa all'epoca di Agostino d'Ippona che lo conosceva ed ogni tanto citava, nelle sue opere, parole o espressioni in questo idioma.
In seguito alla colonizzazione romana, molti autori nordafricani contribuirono con i loro scritti alla letteratura latina. Tra costoro si possono ricordare Terenzio, Anneo Cornuto, Floro, Frontone, Apuleio, Marco Minucio Felice, Terenziano Mauro, Tertulliano, San Cipriano, Arnobio, Aurelio Vittore, Lattanzio, Agostino d'Ippona, Fulgenzio e Marziano Capella.
Particolarmente notevole è il testo della fiaba di Amore e Psiche, narrata da Apuleio all'interno del romanzo L'asino d'oro.
Nel corso del Medioevo, vivace fu il contributo che molti scrittori dettero alla letteratura araba. Tra questi Ahmad al-Buni e Ibn Manzur e Ibn Khaldun, che realizzò la Muqaddima.
Data la vicinanza culturale e sociale di al-Andalus, anche i contributi in ambito intellettuale originari di quest'ultima regione vengono considerati parte integrante della cultura del Maghreb. Una vasta categoria di intellettuali di al-Andalus si stabilì nel corso del medioevo nel Maghreb; tra questi Muhammad al-Muʿtamid, Maimonide, Ibn al-Khatib, Leone l'Africano, Averroè e Ibn Zamrak.
Fatima al-Fihriyya fondò a Fès nell'859 l'Università al-Qarawiyyin. In particolare dall'inizio del XII secolo, l'Università al-Qarawiyyin ha rivestito un ruolo importante nello sviluppo culturale della regione, accogliendo studiosi provenienti da tutto il bacino del Mediterraneo, tra i quali Ibn Khaldun, Ibn al-Khatib, Al-Bannani, Nur al-Din al-Bitruji, Ali ibn Hirzihim, Leone l'Africano, Maimonide e Papa Silvestro II.
Gli Almohadi fondarono a Marrakech la Moschea della Kutubiyya, famosa per la sua raccolta di libri e manoscritti, mentre il sultano merinide Abu Inan Faris stimolò la letteratura, fondando la Madrasa di Bou Inania. Su suo invito, Ibn Battuta tornò a stabilirsi a Fès, dove ebbe modo di realizzare un resoconto del suo viaggio, assistito da Ibn Juzayy.
Il consolidamento di una rete di zawiya permise una parziale alfabetizzazione nelle zone rurali, oltre ad esprimere la vivacità culturale sviluppatasi in seno al Sufismo.
La letteratura berbera di epoca medievale si esprimeva principalmente nella poesia.
In Cabilia le poesie erano composte come isefra e descrivevano aspetti sia della vita religiosa che di quella laica. Le poesie religiose includevano devozioni, storie profetiche e poesie in onore dei santi. La poesia laica riguardava celebrazioni come nascite e matrimoni, nonché resoconti di guerrieri eroici. Queste poesie venivano spesso raccontate e tramandate da poeti itineranti chiamati Imaddahen.
Le opere più note in letteratura berbera scritta furono realizzate da Muhammad Awzal.

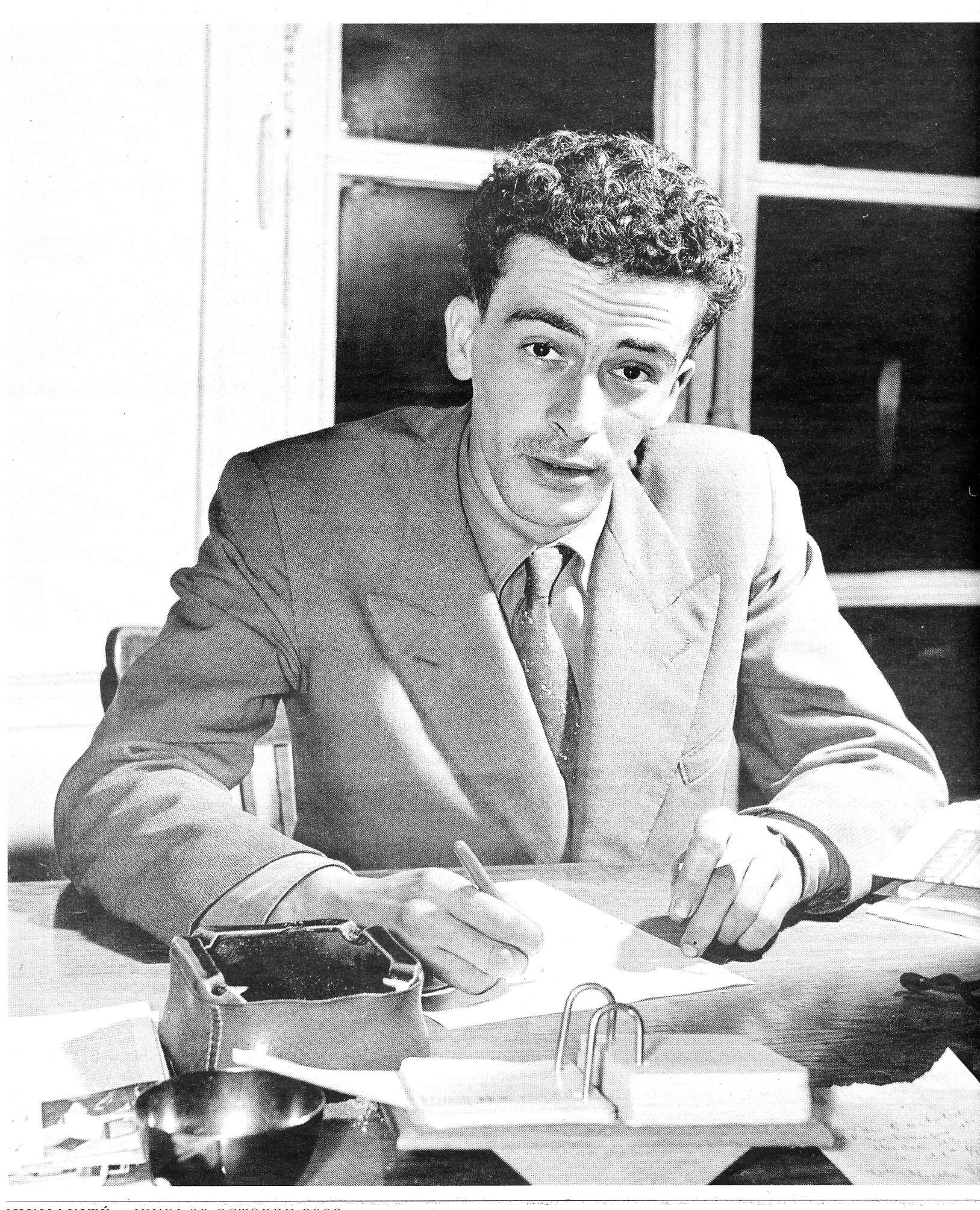
Kateb Yacine

L'emergere della letteratura maghrebina francofona risale al periodo coloniale. Lo scrittore e drammaturgo Kateb Yacine coniò l'espressione bottino di guerra per descrivere il ruolo che la lingua francese ha avuto nello sviluppo culturale della regione.
La letteratura all'inizio del XX secolo è contrassegnata da una tendenza all'esotismo, al pittoresco e ad una presentazione piuttosto benevola dell'assimilazione culturale. 
Tuttavia, se l'aspetto folcloristico di questa letteratura non attacca direttamente la narrativa coloniale, a volte manifesta una lacerazione dell'identità.
L'ascesa dei movimenti indipendentisti fu accompagnata dall'interrogazione sulla natura del colonialismo. La vena anticolonialista si affermò alla fine della seconda guerra mondiale e negli anni 1950, nel Maghreb così come nell'Africa sub-sahariana.
La guerra d'Algeria ha incoraggiato in particolare molti intellettuali a prendere parte attiva al conflitto. Djamel Amrani porta una testimonianza della tortura nel 1960 in una storia autobiografica. Henri Kréa usa la figura di Giugurta per rappresentare la figura del combattente della resistenza nel testo teatrale Le séisme. 
Il romanzo Nedjma di Kateb Yacine è uno dei più significativi del periodo coloniale, sia per le sue caratteristiche stilistiche che per il suo significato storico.
Il ruolo critico della letteratura maghrebina francofona si estende ad altre realtà sociali, come il peso della tutela paterna denunciata da Driss Chraïbi, la sopravvivenza di superstizioni e costumi ritenuti arcaici da Mouloud Mammeri e le disuguaglianze sociali descritte da Mohammed Dib.
In seguito alla decolonizzazione, la letteratura maghrebina si allarga alla critica dei regimi formatisi nella regione.
Molti scrittori coltivano un'inclinazione alla trasgressione o ad affermazioni distaccate dal contesto coloniale. L'algerino Nabile Farès e il marocchino Mohammed Khaïr-Eddine mostrano rispettivamente l'importanza della cultura berbera e l'ipocrisia della monarchia, contrariamente alla visione unificante della società promossa dai discorsi nazionalisti.
Gli anni 1990 hanno visto la nascita del fondamentalismo islamico. La guerra civile in Algeria incita molti scrittori algerini, come Tahar Djaout o Rachid Mimouni, a rinnovare le loro preoccupazioni, mentre emergono nuove figure che denunciano l'intolleranza e il fanatismo, come 
Yasmina Khadra e Malika Mokeddem.

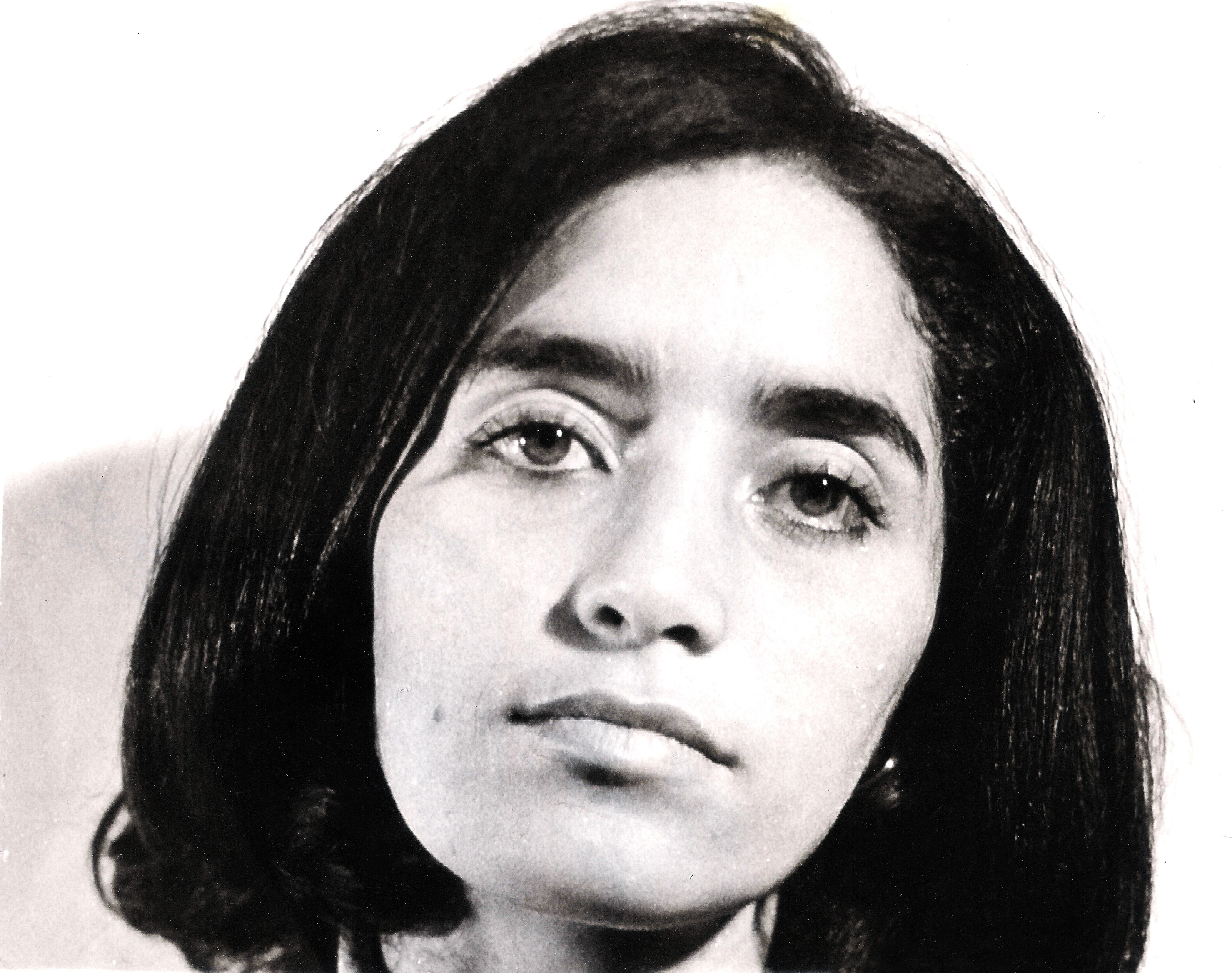
Ahlam Mosteghanemi

La letteratura francofona dette un impulso anche allo formazione letteraria di molte donne. Le prime scrittrici scrissero già prima della seconda guerra mondiale, come la italo-marocchina Elisa Chimenti, o Djamila Debèche, creatrice del primo quotidiano femminista algerino. A partire dagli anni 1990, l'immagine della donna tende a concentrarsi meno sull'oppressione patriarcale per mettere in discussione il desiderio e l'identità di genere.
Se Taos Amrouche, Assia Djebar e Fatima Mernissi sono tra le pioniere della letteratura femminile francofona del Maghreb, altre hanno descritto le sofferenze, le aspirazioni e i sogni delle donne attraverso personaggi - femminili e maschili - divisi tra l'emergere dell'individuo come entità libera di scegliere e il peso di una società che tende a dissolvere l'individualità, al punto di cancellarla.
Il periodo successivo alla colonizzazione porta ad una parziale rinascita della letteratura araba nella regione, che affianca quella francofona. Ahlam Mosteghanemi è stata la prima scrittrice algerina contemporanea ad utilizzare la lingua araba nelle sue opere dopo il periodo coloniale francese.
Ampio fu il contributo del poeta tunisino Abu l-Qasim al-Shabbi.
Marrakech ospita dal 2005 la biennale Arts in Marrakech.

### Musica

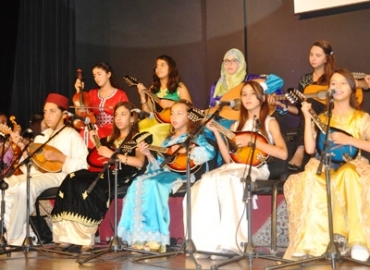
Orchestra gharnati

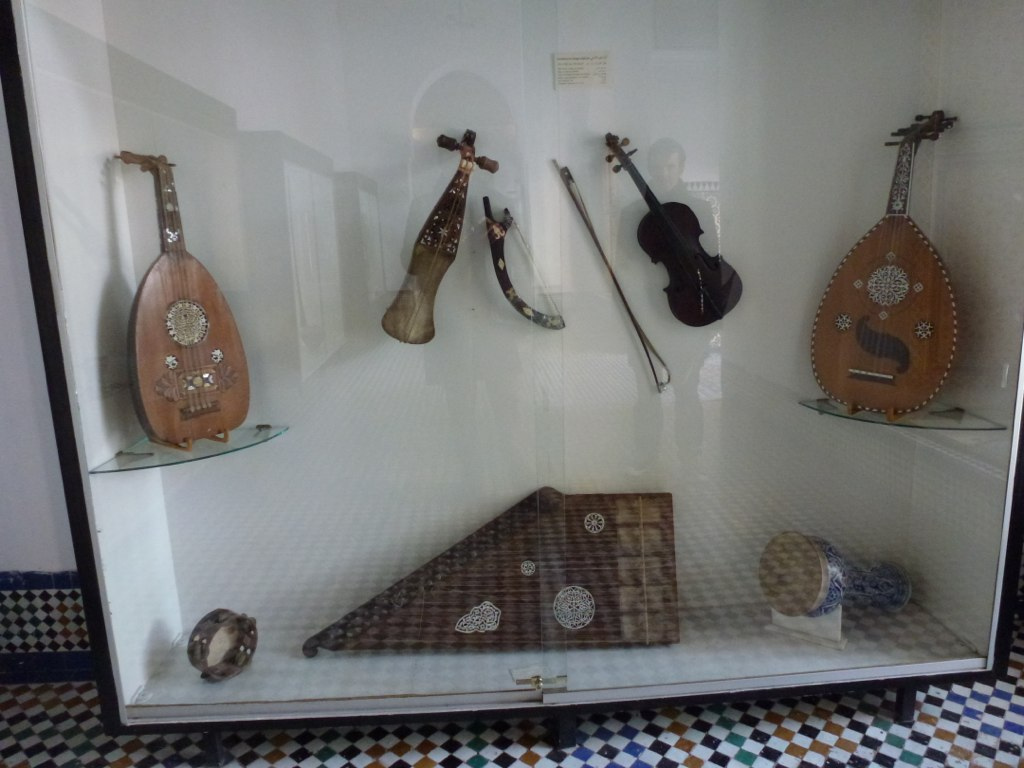
Strumenti tradizionali della musica arabo-andalusa

La musica classica trova espressione primariamente nella musica arabo-andalusa (chiamata così per via del suo sviluppo attorno all'anno 1000 nella Spagna islamica e diffusa poi dai rifugiati moriscos e sefarditi), le cui composizioni, in buona parte, sono organizzate in cinque movimenti dal diverso metro. Nella sua composizione, l'orchestra presenta strumenti a corda come il rebab, l'oud, il qanun, il violino e vari strumenti a percussione, tra i quali la darabouka.
Tra le forme più diffuse di musica arabo-andalusa si citano il gharnati, il ma'luf, il al-âla e il nūbah.
In Marocco si è affermato il malhun, forma di poesia melodica.
Tra i cantanti che si sono distinti in questi generi musicali nel corso del XX secolo spiccano Zohra Al Fassiya e Salim Halali.
Dalla commistione tra la musica urbana e quella rurale si sono sviluppati le numerose varianti del chaabi e il raï, quest'ultimo nato a Orano agli inizi del XX secolo e la cui popolarità è proseguita negli anni successivi, in concomitanza con il trasferimento di molti artisti in Francia.
Altri generi musicali diffusi nella regione sono la musica gnawa, peculiare sonorità tradizionale della comunità gnawa, e un vasto repertorio di musiche e danze tradizionali delle zone berbere, come la reggada, l'ahwach e l'ahidous e varie altre espressioni di musica berbera.
Negli ultimi decenni, forme popolari di musica occidentale stanno diventando sempre più popolari nel Maghreb, tra queste il fusion, il rock, il country, il metal e, in particolare, l'hip hop.

### Gastronomia

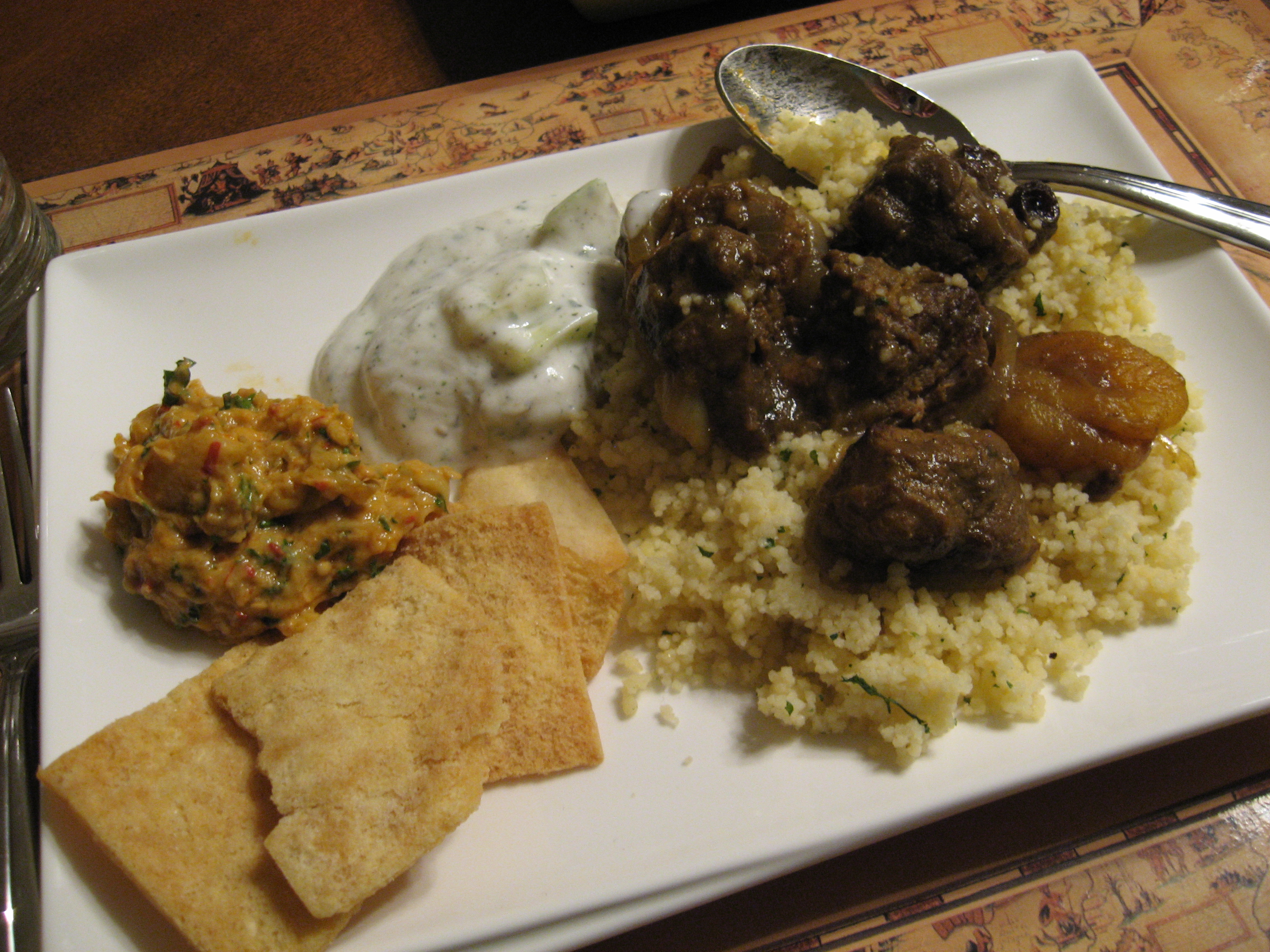
Cucina tradizionale maghrebina

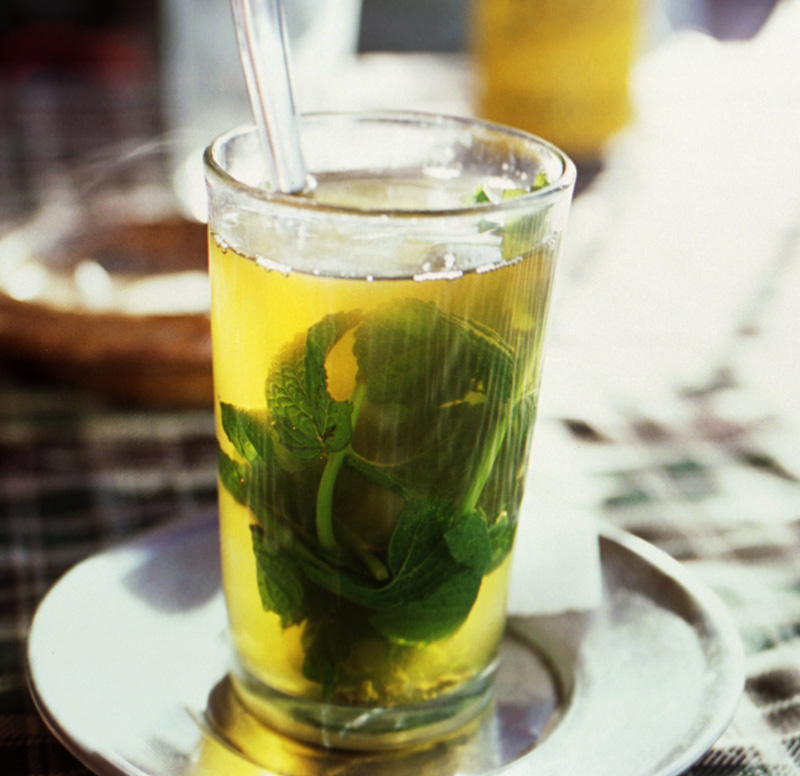
Un bicchiere di tè alla menta

In ambito gastronomico, gli alimenti base più comuni sono la farina, il pesce, carni ovine e bovine, datteri, mandorle, olive e vari tipi di verdure, legumi e frutta. Tra le spezie più usate si citano il cumino, lo zenzero, la paprika, la cannella, lo zafferano, la menta piperita, il prezzemolo e il coriandolo. 
Tra le miscele di spezie si citano il ras el hanout, il baharat e la harissa.
Il piatto più caratteristico del Maghreb è il cuscus, alimento costituito da semola di frumento o d'orzo cotta a vapore e guarnita con carni in umido e verdure e qualche volta anche con pesce in umido.
Altro comune denominatore della cultura gastronomica maghrebina è il tajine, la cui preparazione varia di regione in regione.
Il tè alla menta è la bevanda più diffusa, sia nelle zone rurali che in quelle urbane.
Le bevande alcoliche sono poco diffuse data la forte presenza della religione islamica nella società; tra quelle tradizionali si citano il Mahia, il Boukha e i vini Sidi Brahim.

### Abbigliamento

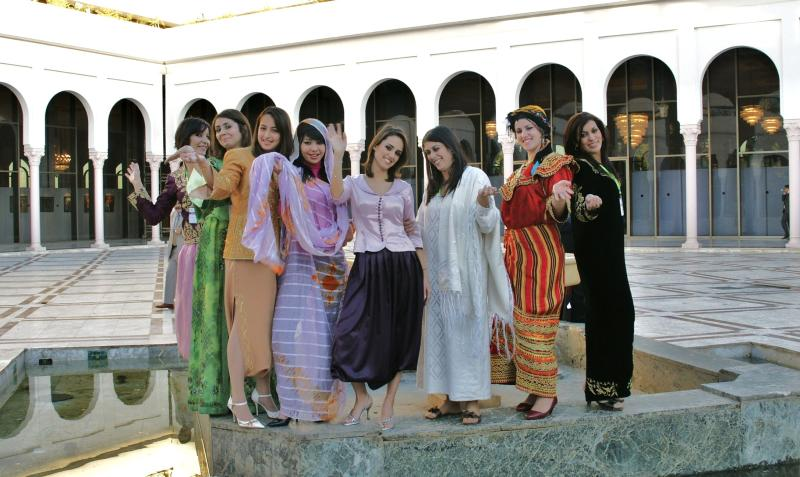
Donne in costumi tradizionali

Riguardo all'abbigliamento maschile, l'elemento più caratteristico di tutto il Maghreb, in particolare nelle regioni rurali che si affacciano sul Mediterraneo o sull'Atlantico, è il burnus, un ampio mantello di lana con cappuccio.
Sono poi diffusi la djellaba e il kaftan.
Le calzature più diffuse tradizionalmente sono le balgha e tra i copricapi si citano il fez e la shashia.
A partire dal XX secolo, parallelamente al Medio Oriente, si afferma, dapprima tra le élite urbane, la moda occidentale.

#### Galleria d'immagini

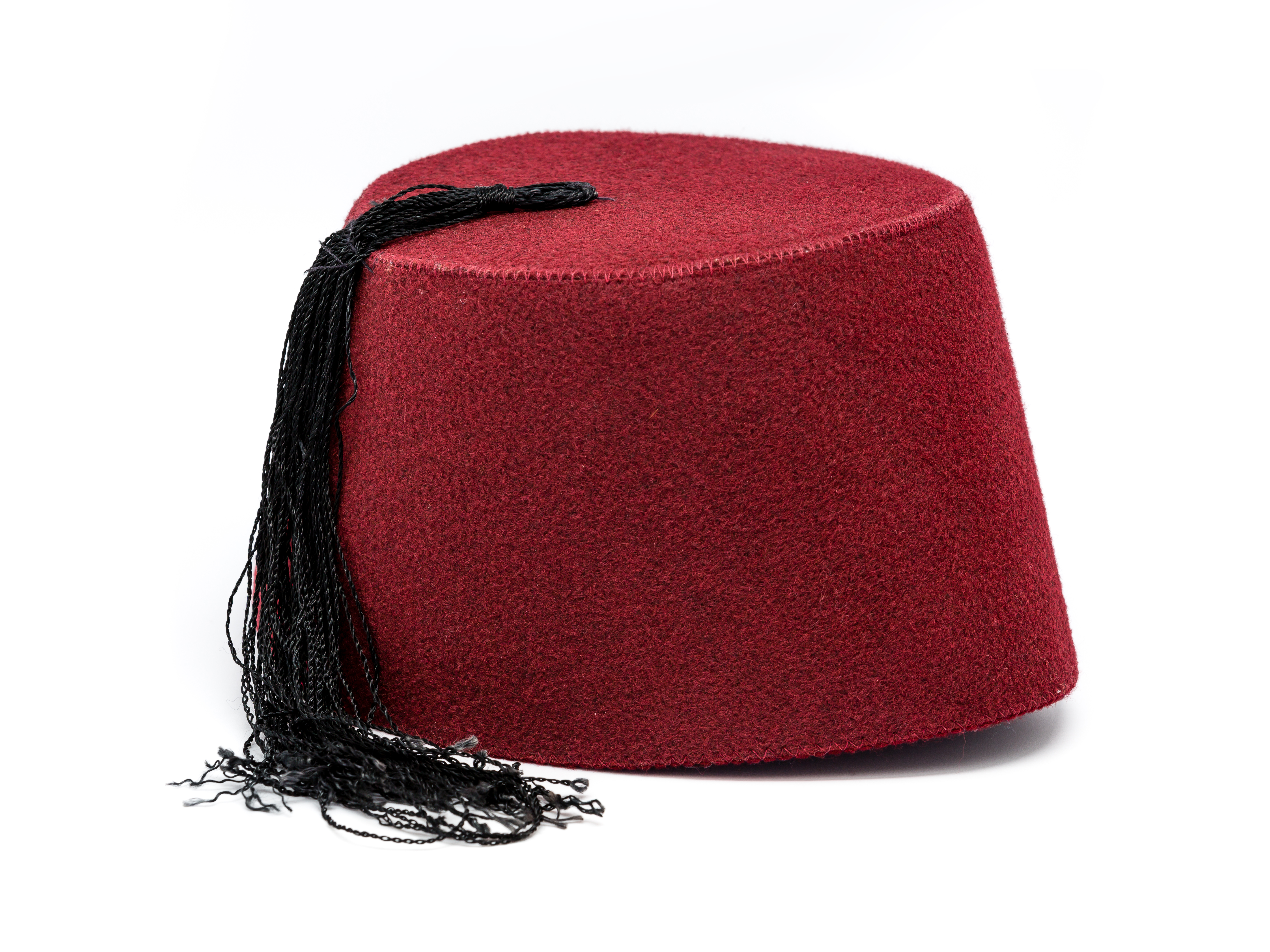
Il Fez
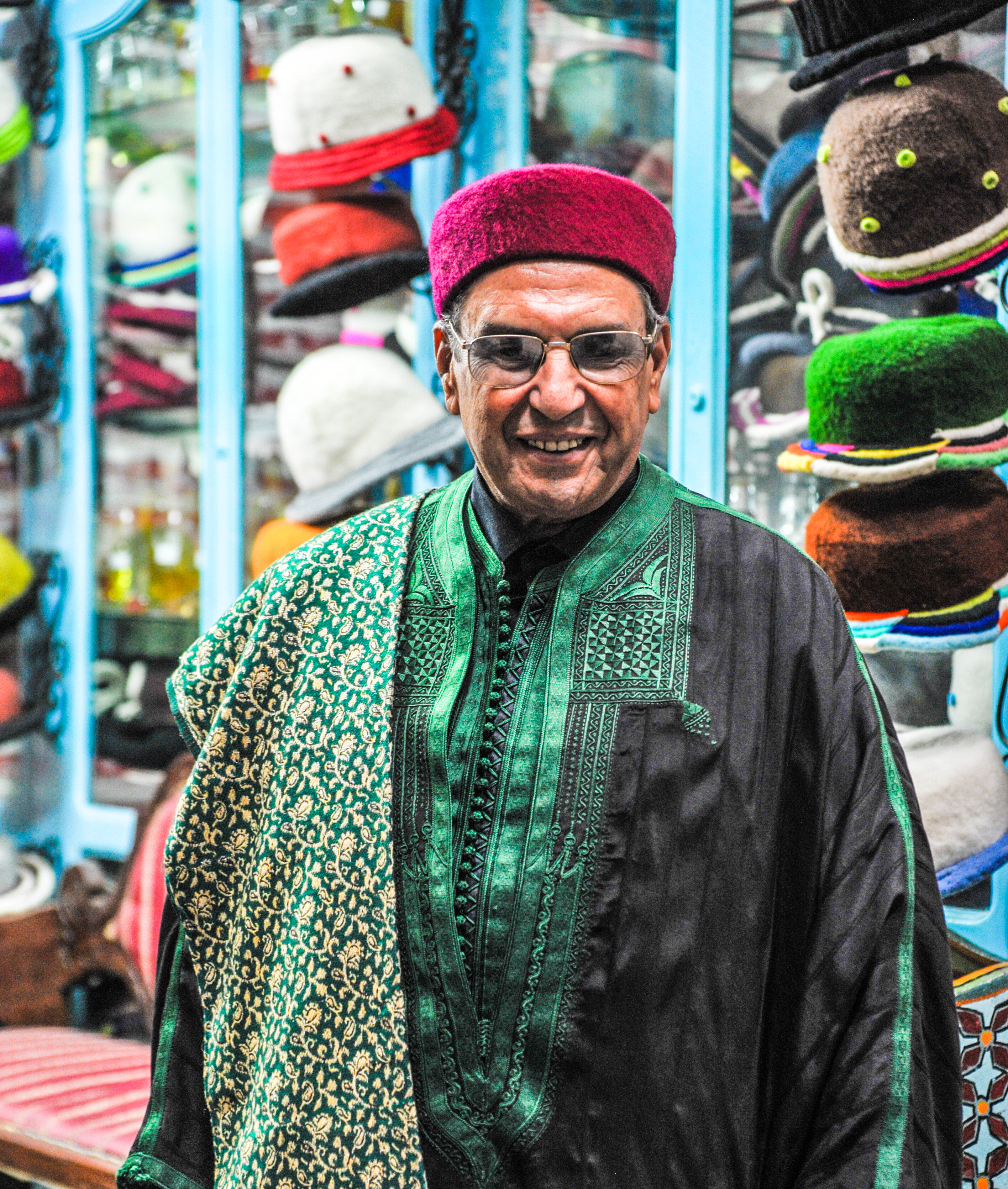
Uomo con indosso una shashia
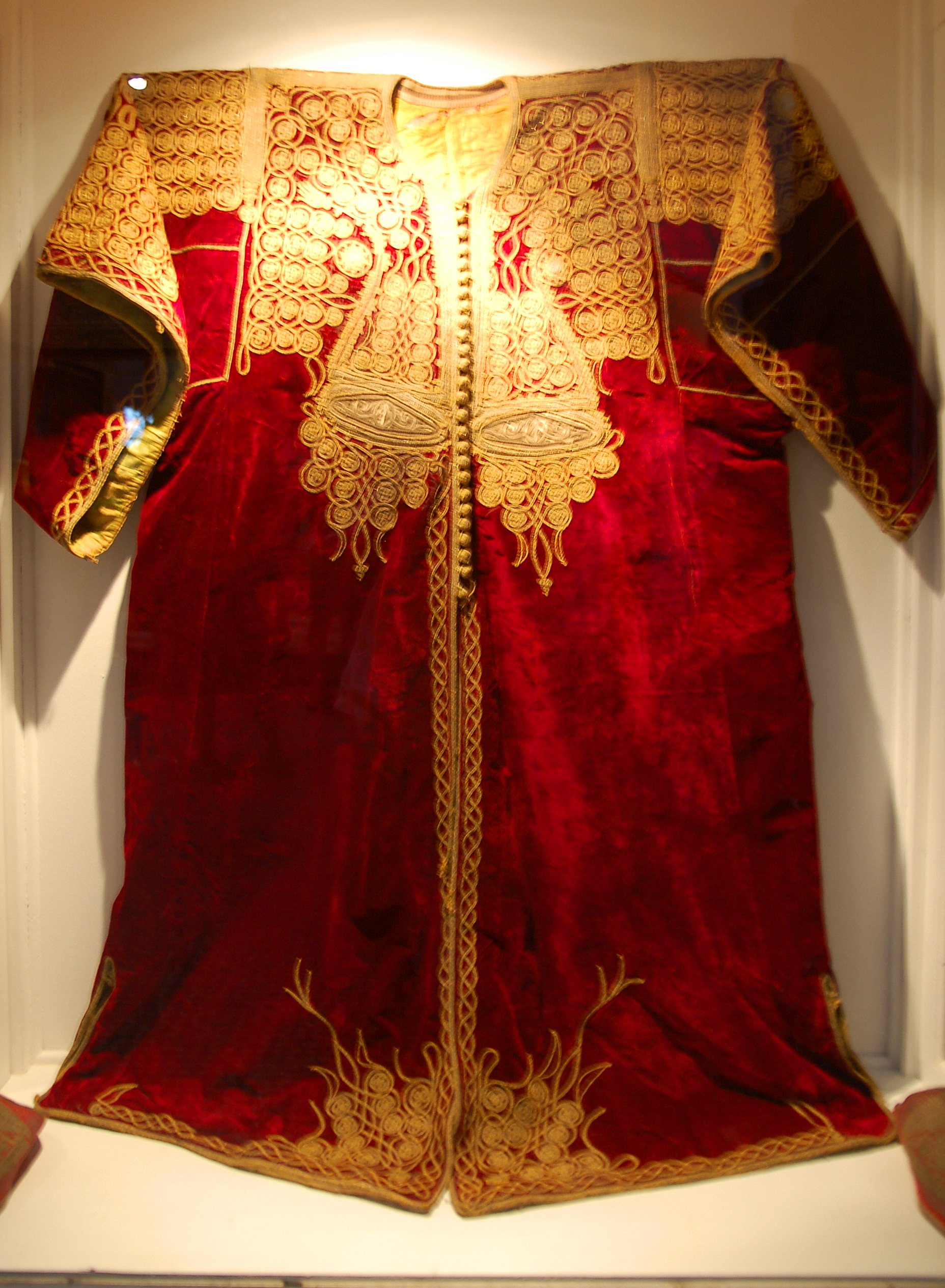
Tipico kaftan, Palazzo El Bahia, Marrakech
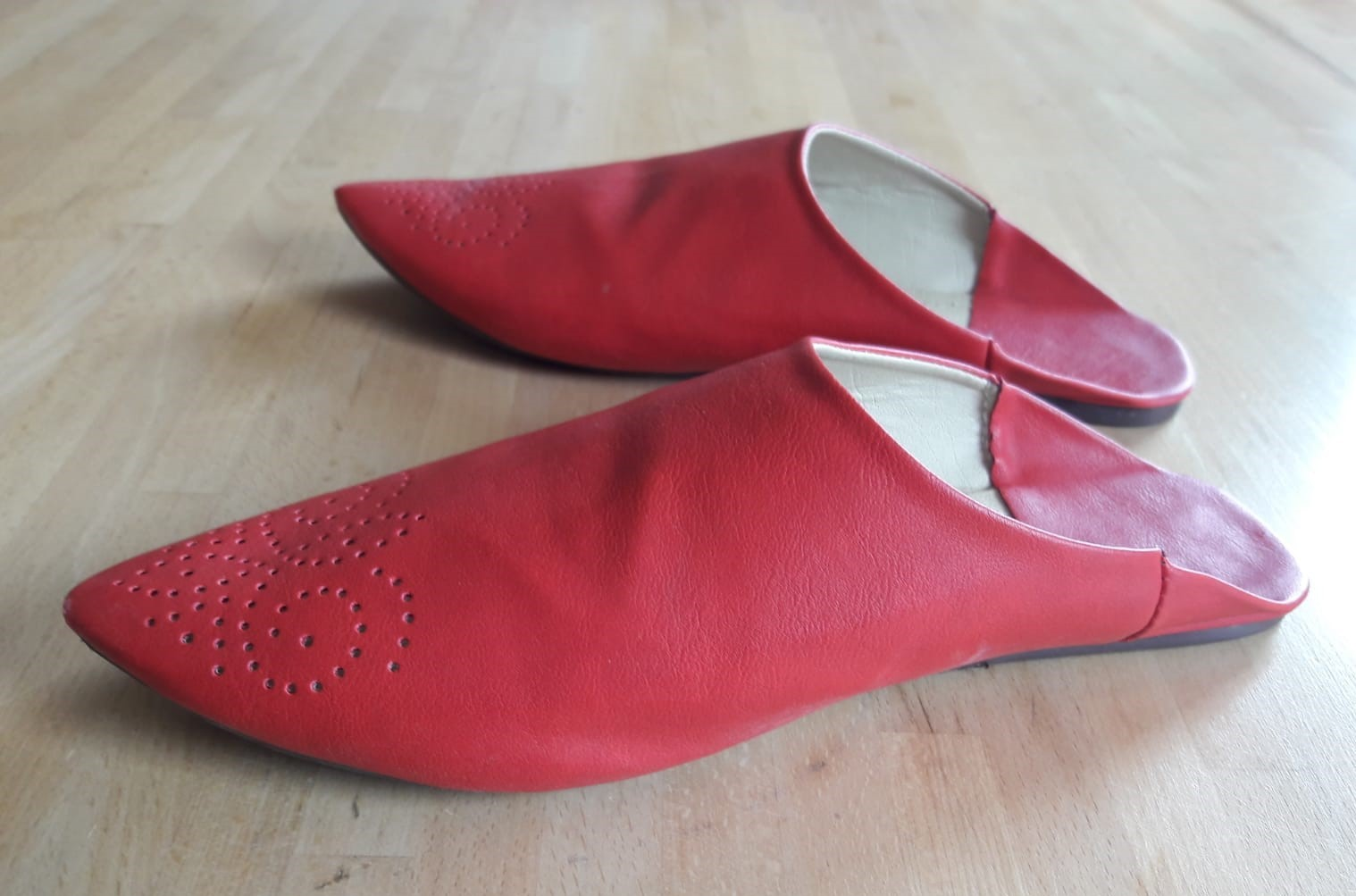
Tradizionali babucce femminili
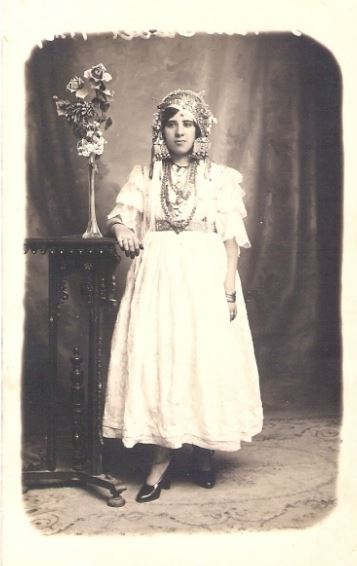
La blouza, costume tradizionale di Tlemcen, Orano e Oujda
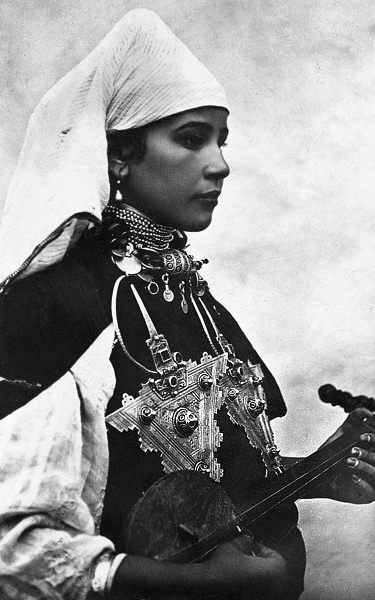
Musicista berbera con indosso due grosse fibule
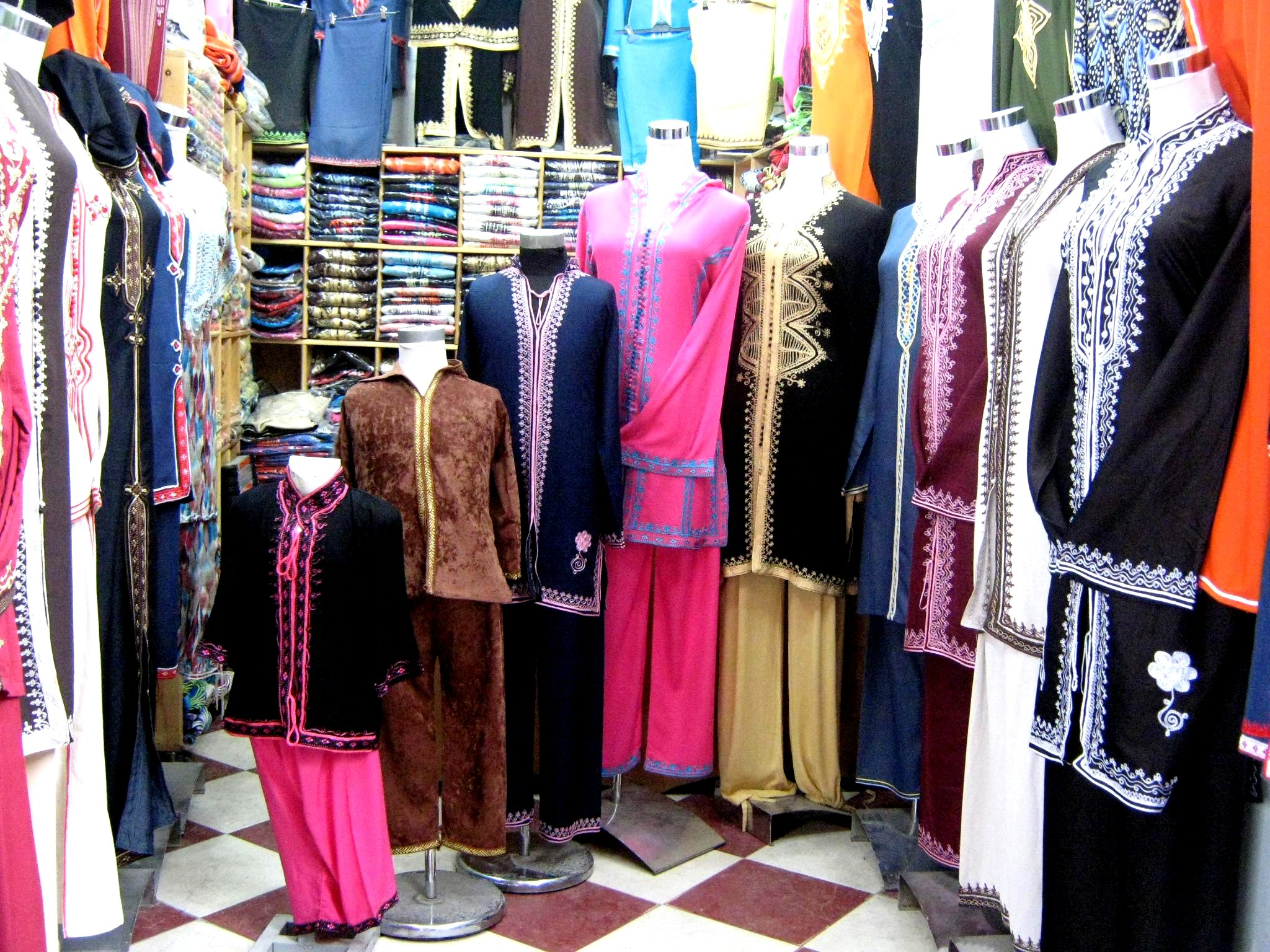
Negozio di abbigliamento tradizionale
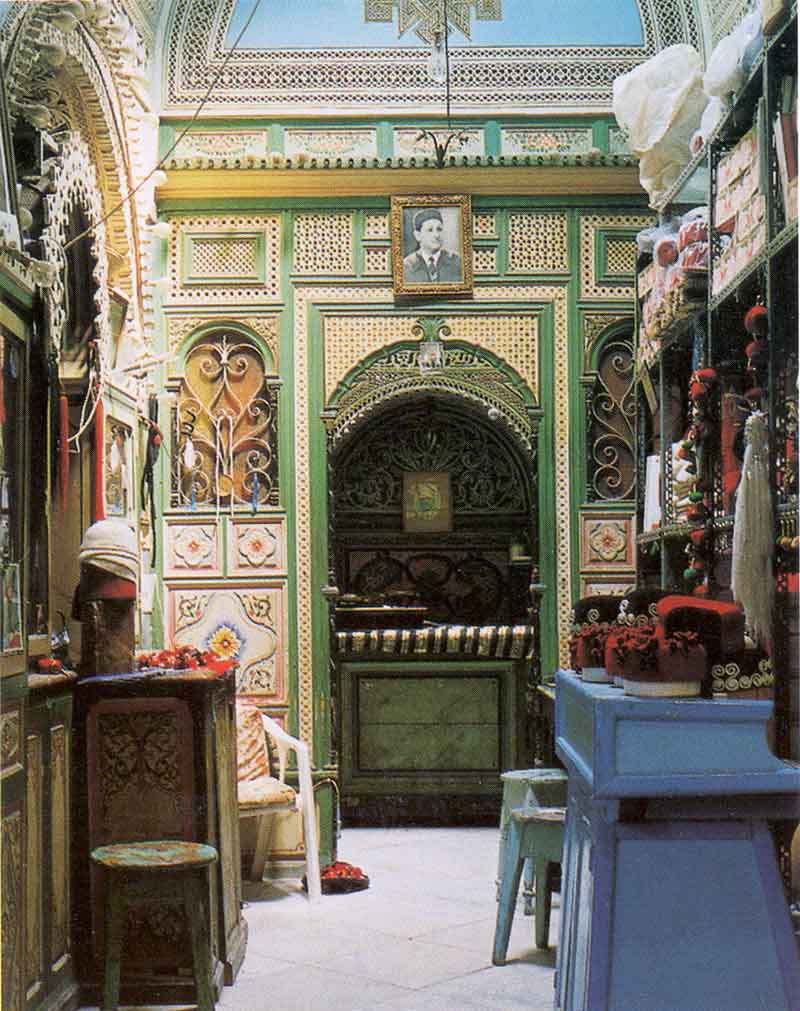
Laboratorio di un artigiano a Tunisi

### Tradizioni e folclore
Il ritmo della vita durante tutto l'anno è dettato anche dalle celebrazioni religiose, in particolare da quelle islamiche come il Ramadan, il Id al-adha, il Mawlid, Ashura e il capodanno islamico. Durante queste celebrazioni, la maggior parte delle quali sono giorni festivi, le famiglie si concentrano sulla preghiera e sul trascorrere del tempo con i parenti.
Il Bujlud è un carnevale tradizionale celebrato in alcune regioni in occasione dell'Id al-adha.
Tipica festività della comunità ebraica maghrebina è la Mimouna, celebrata il giorno seguente Pesach. 
Il consumo di Mahia è tradizionalmente associato alla festività del Purim.
Il calendario berbero e lo Yennayer, il relativo Capodanno celebrato tra il 12 e il 14 gennaio, sono stati riscoperti in seguito al risveglio identitario che ha interessato le regioni berbere nei decenni seguenti la decolonizzazione.
Tipica della regione è la fantasia, tradizionale esibizione equestre eseguita in occasione di eventi culturali e durante i matrimoni.
I tatuaggi costituivano in passato una tradizione popolare tra le donne del Maghreb, in particolare nelle regioni rurali.

#### Galleria d'immagini

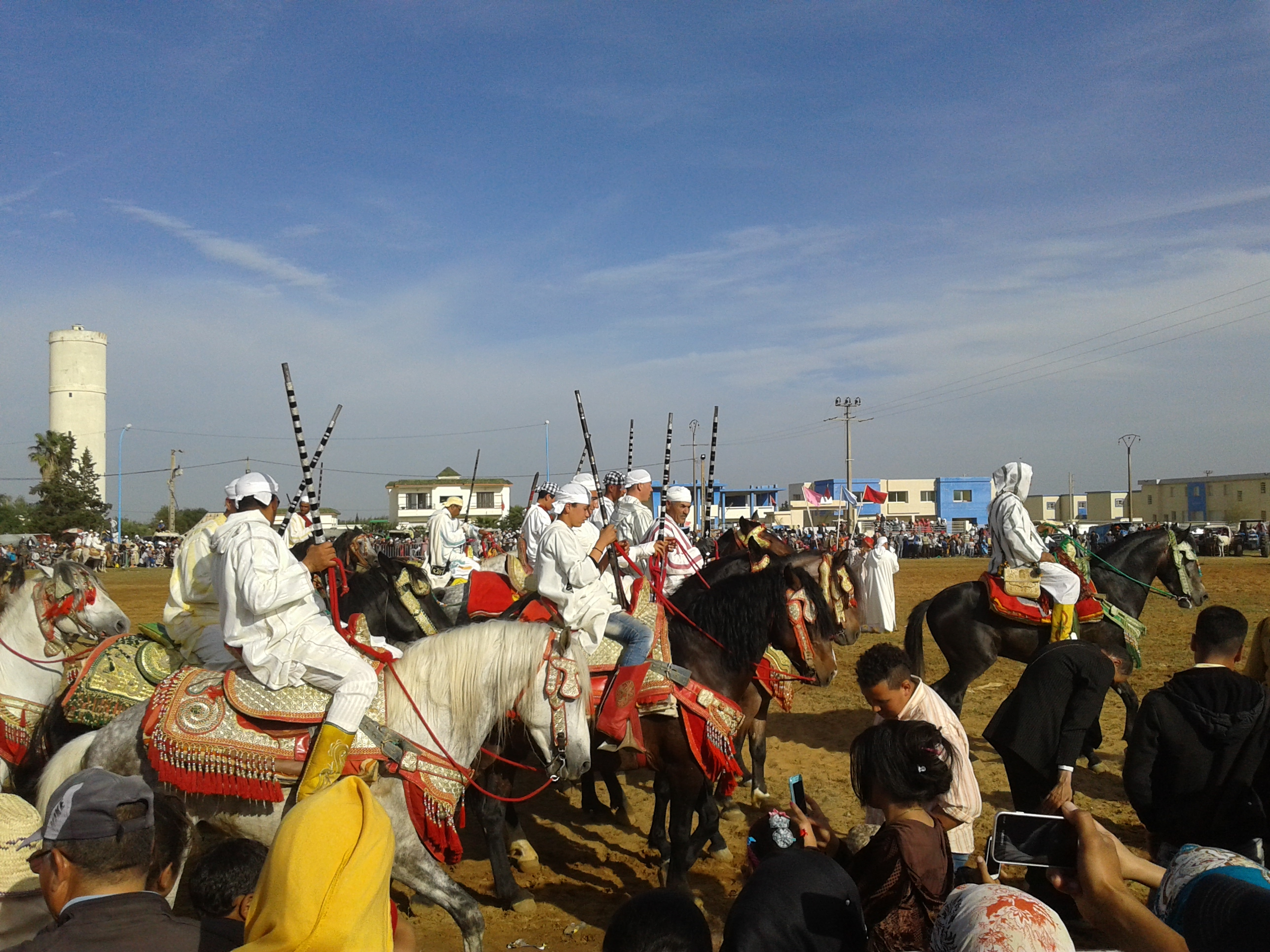
La fantasia, tradizionale esibizione tipica della regione
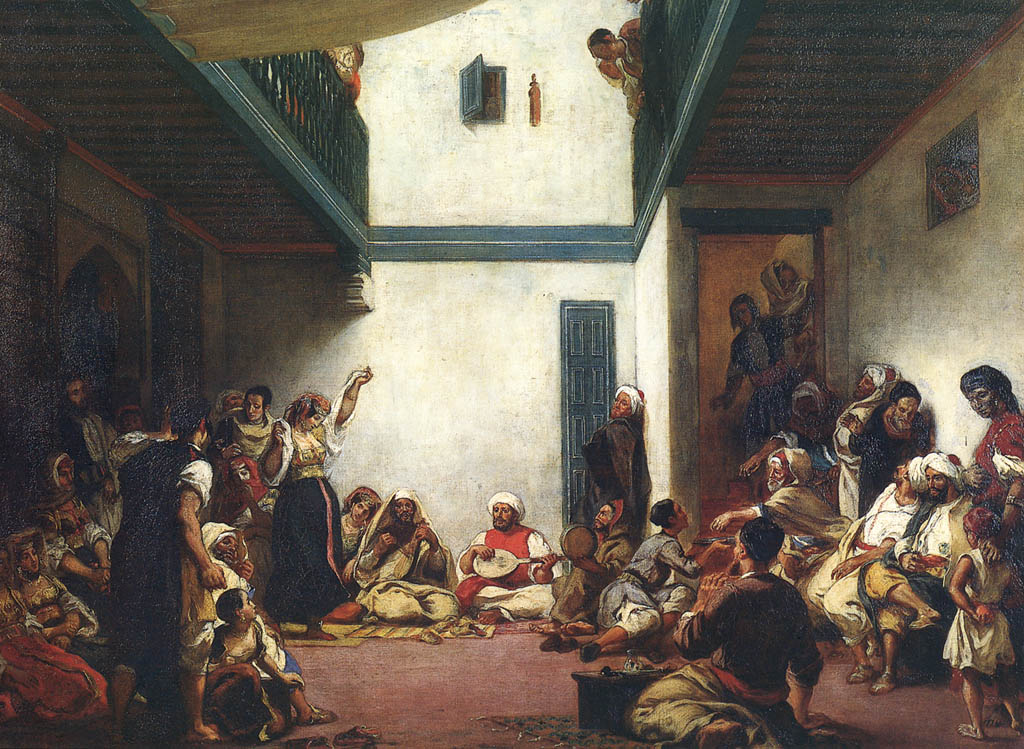
Matrimonio ebraico in Marocco, Eugène Delacroix, 1839
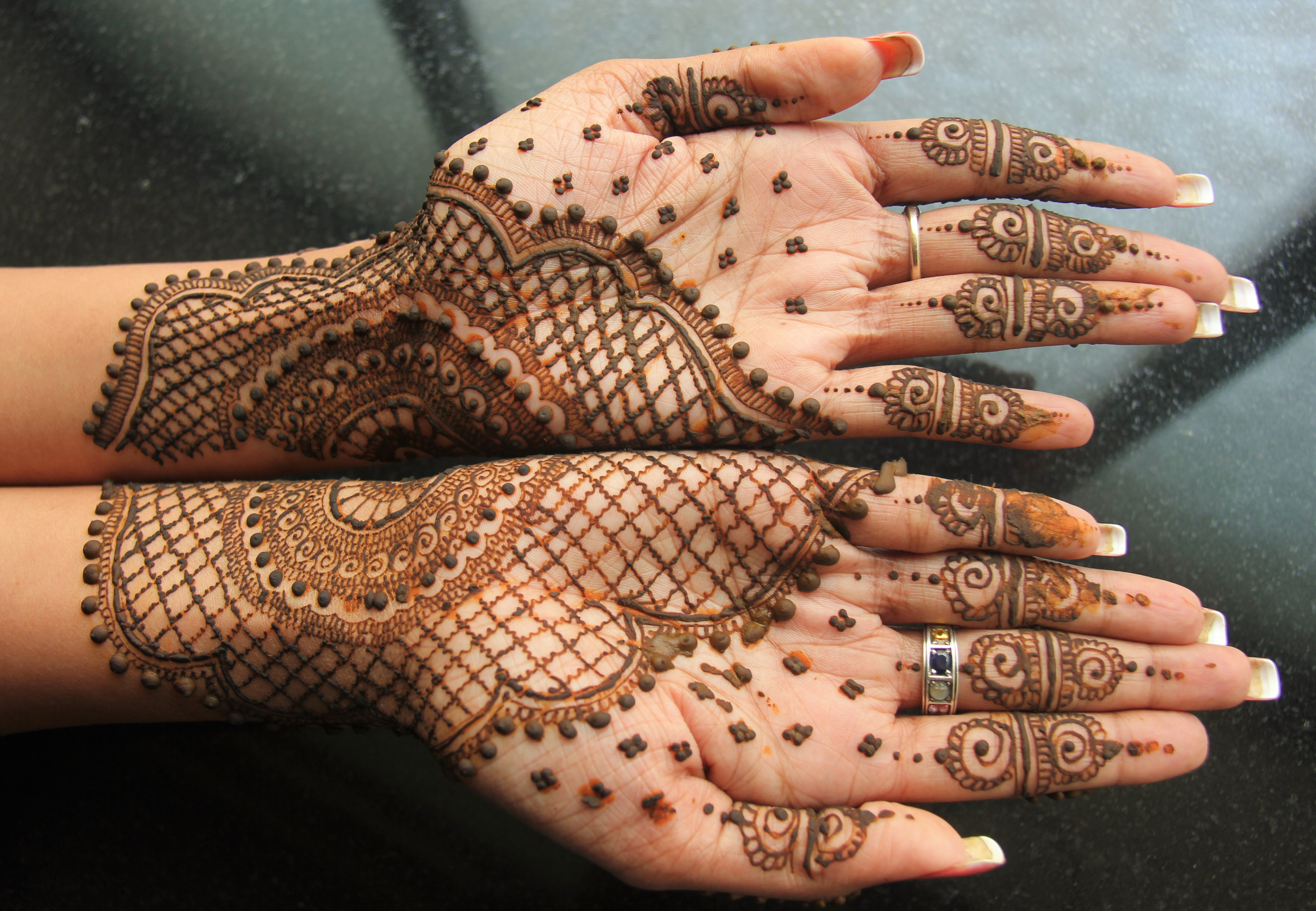
Mani decorate con l'henné
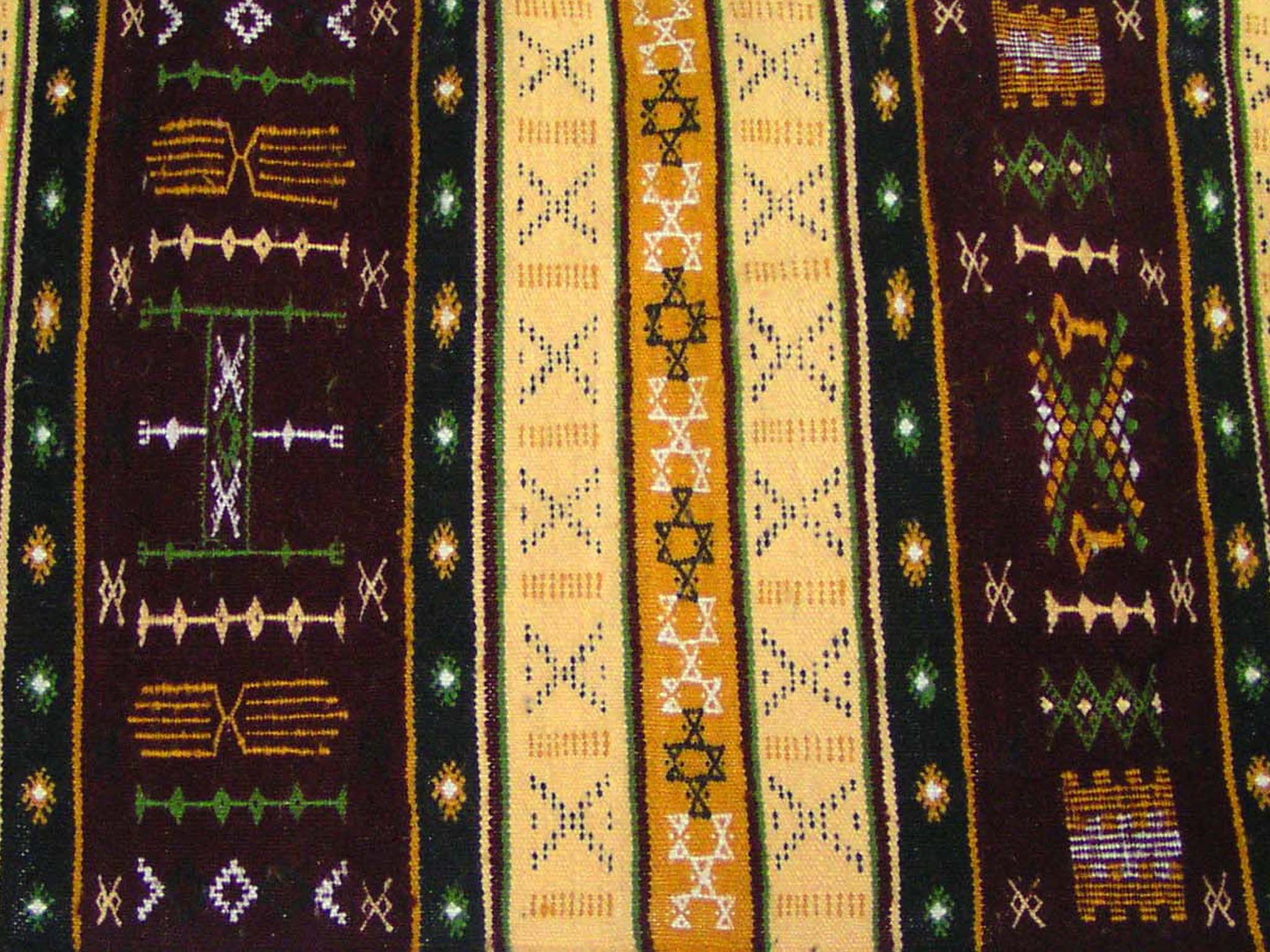
Tradizionale tappeto berbero originario della Cabilia
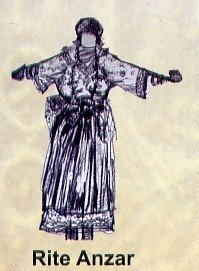
Rappresentazione di una bambola per il rito di Anzar
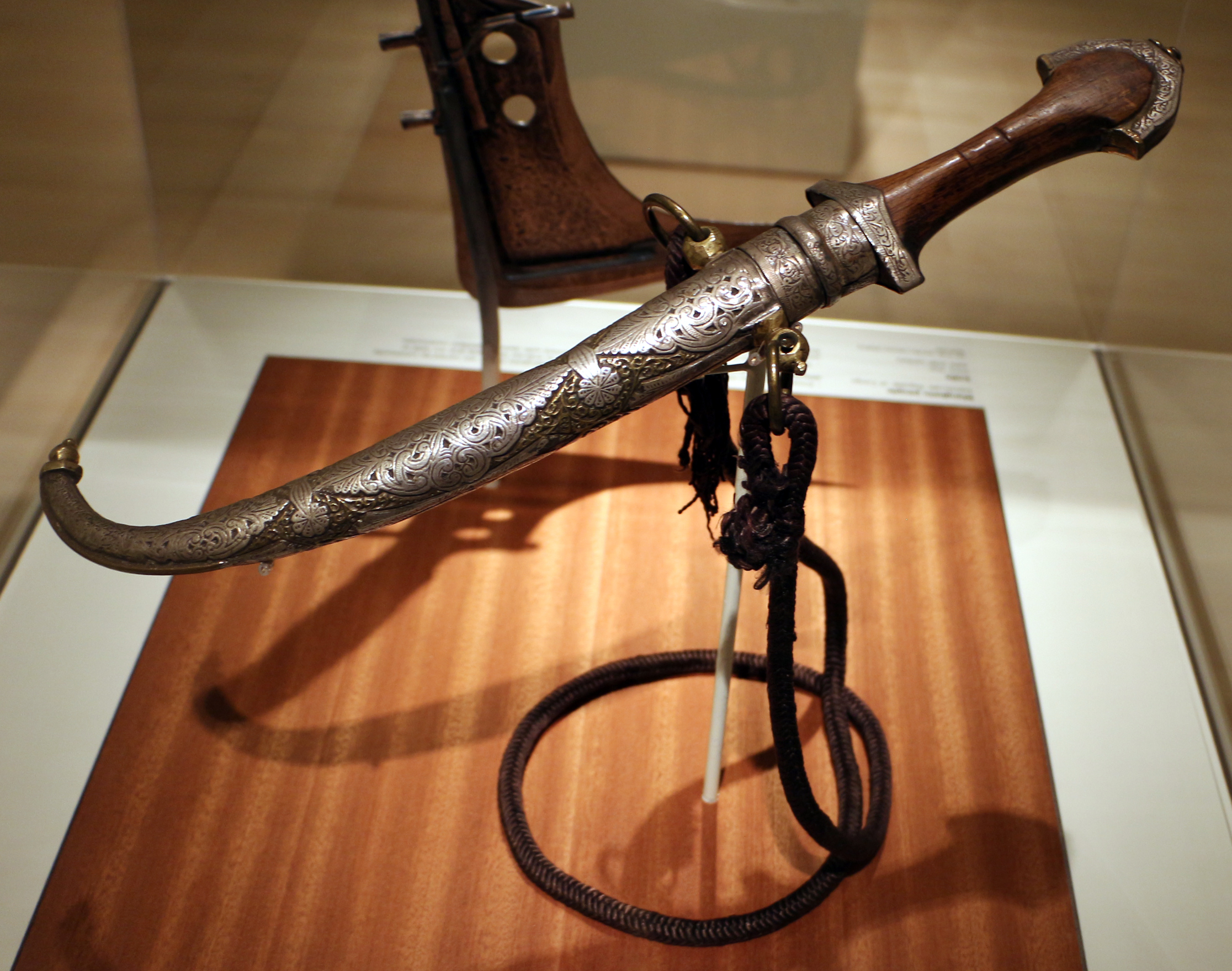
Pugnale tradizionale originario del Marocco
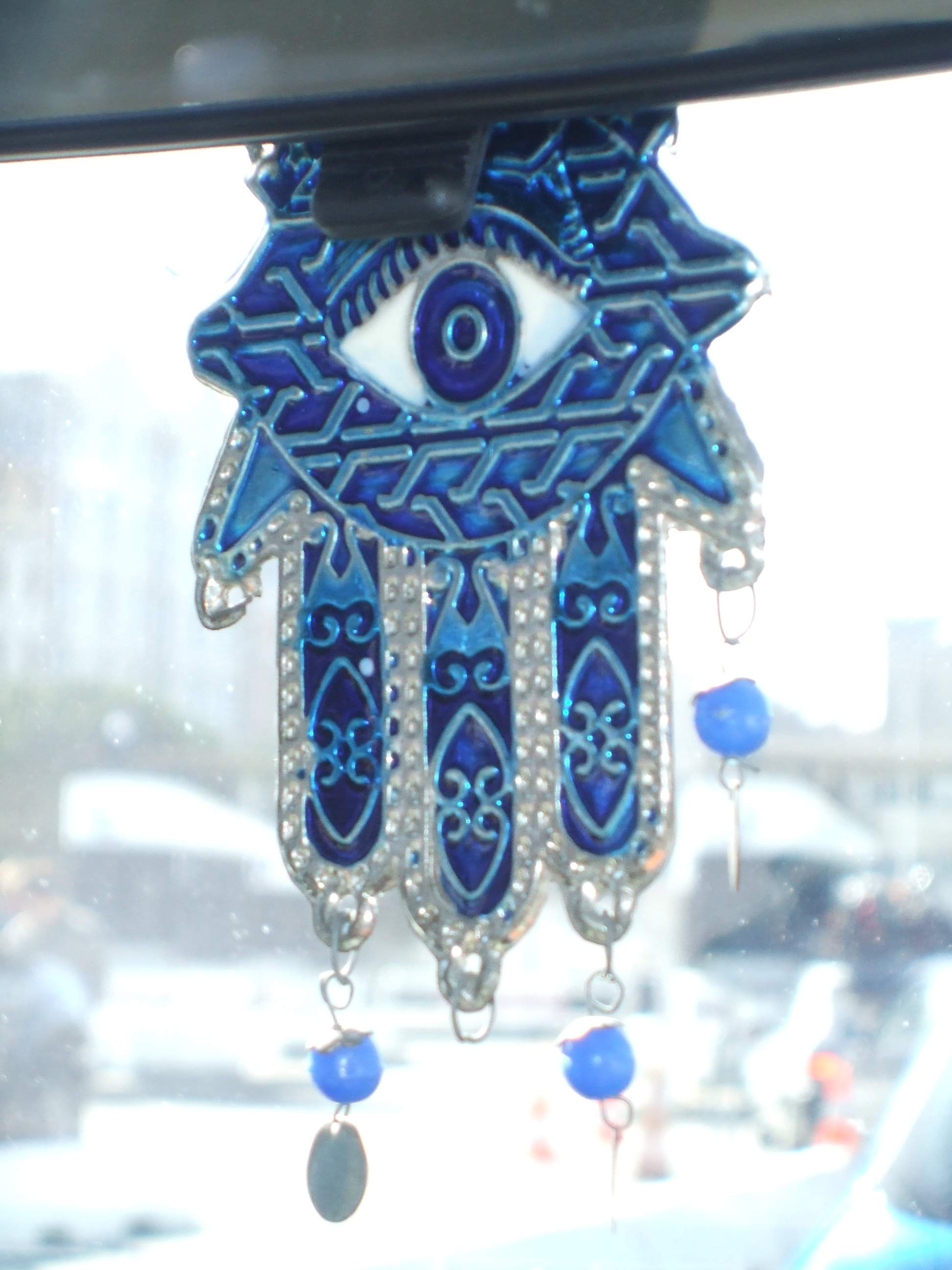
Una mano di Fatima all'interno di un'automobile
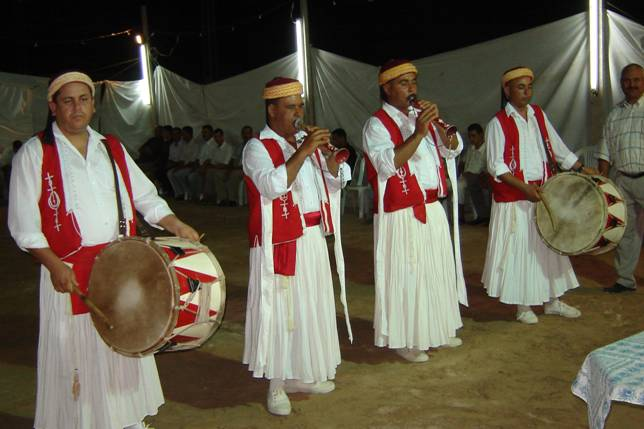
Gruppo folcloristico delle isole Kerkenna
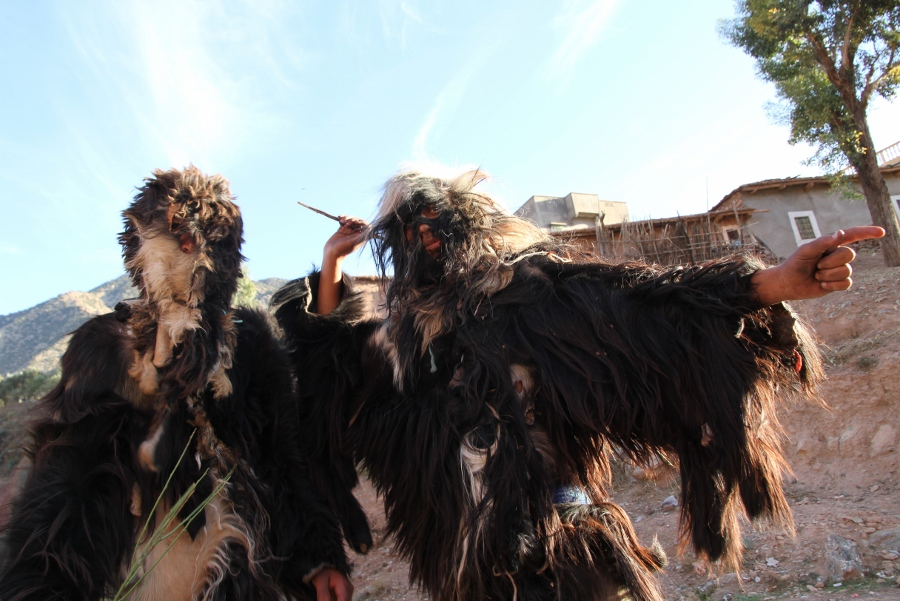
Bujlud, carnevale tradizionale celebrato in occasione dell'Id al-adha
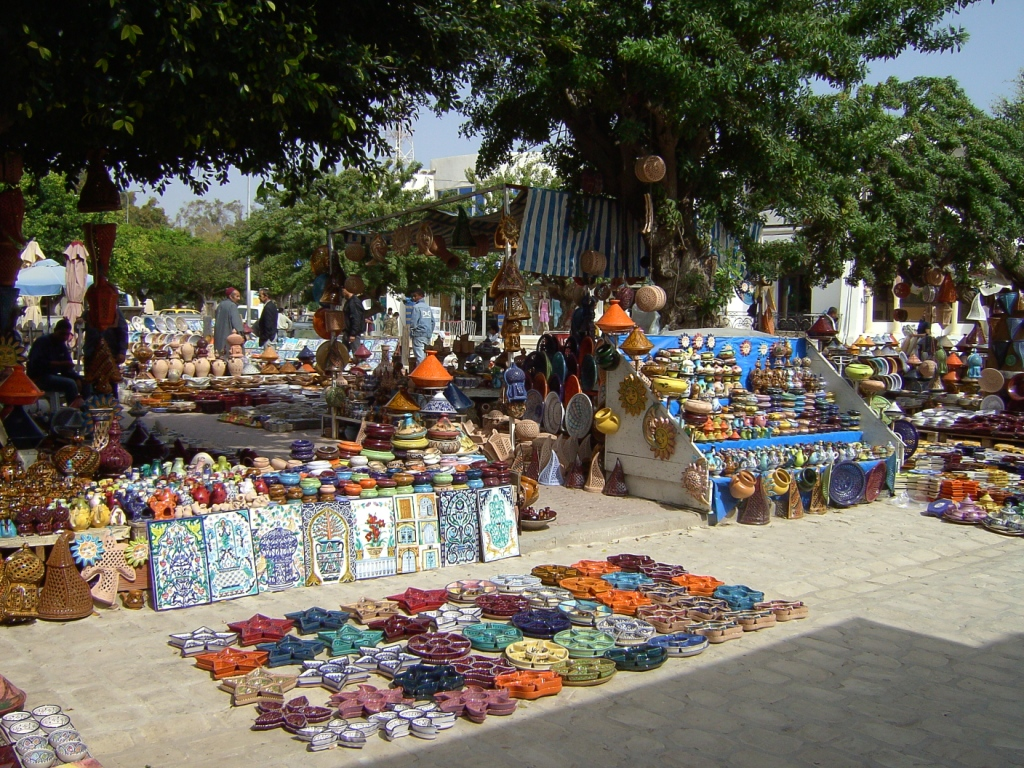
Ceramica tradizionale a Gerba
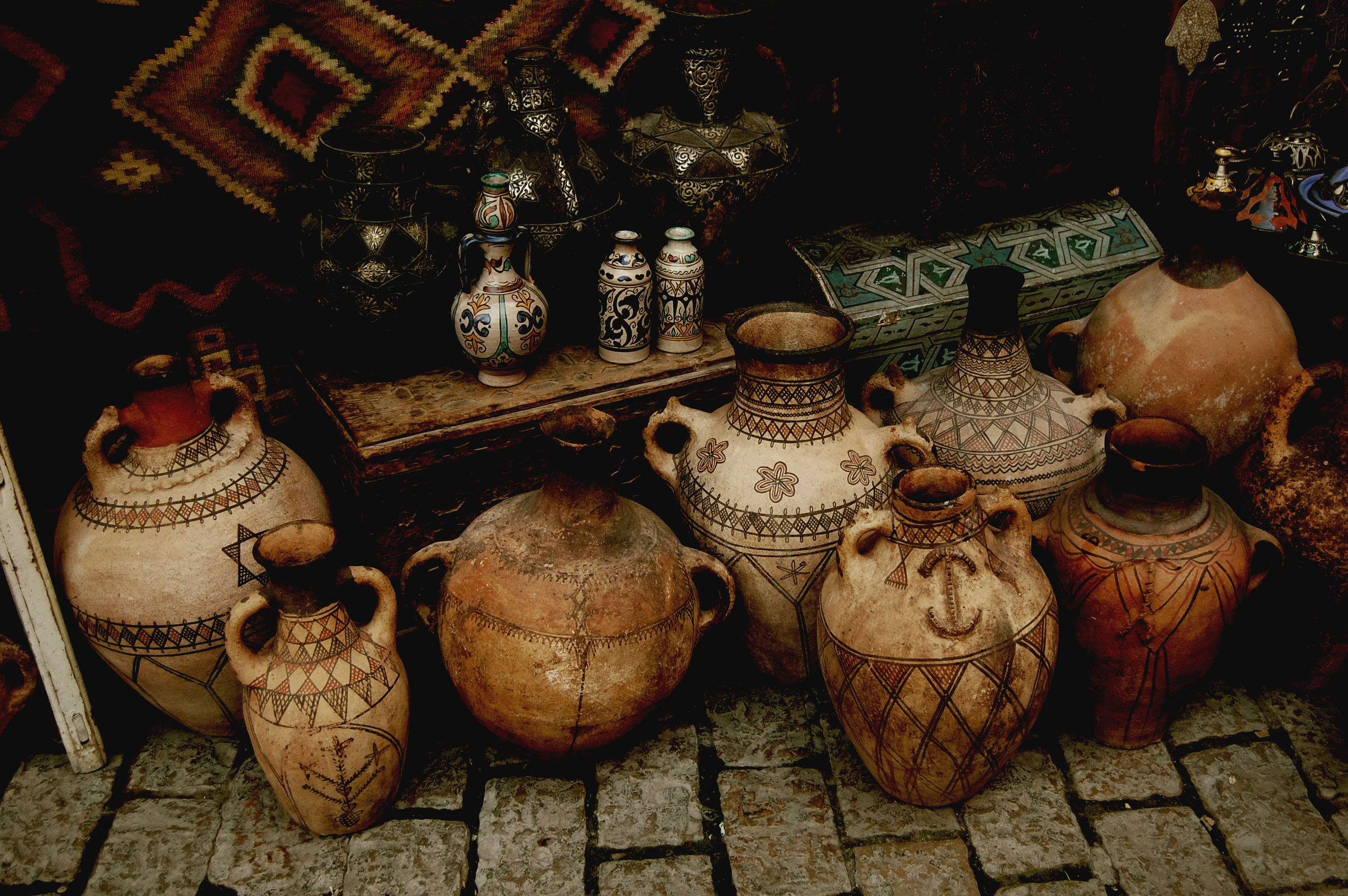
Ceramica berbera a Fès
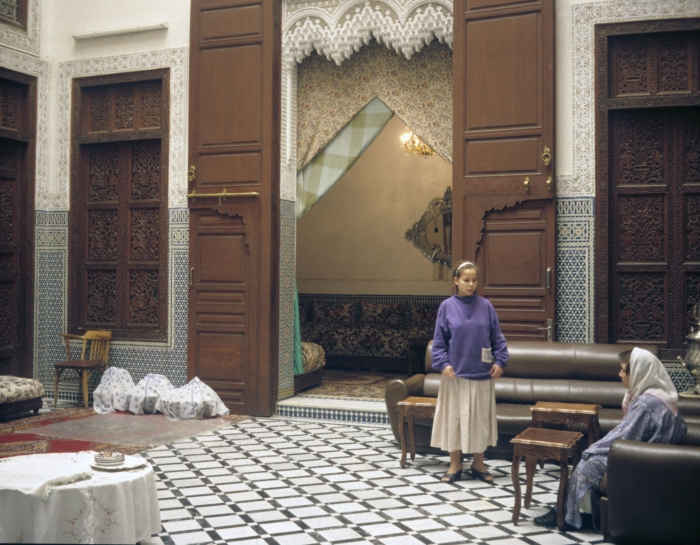
Cortile centrale di un riyāḍ di Fes el-Bali, la parte più antica della medina di Fès (1998)

## Economia

### Economia del mare
Le comunità della costa vivono prevalentemente di pesca di sussistenza, tramandata di padre in figlio. Se fino agli anni 1980 era sufficiente allontanarsi a pochi metri dalla riva per procurarsi il cibo necessario a sopravvivere, dagli anni 2000 la scarsità del pescato è divenuta causa di povertà diffusa e di migrazione di massa. La tecnica di pesca tradizionale, nota col nome arabo di charfia, aveva luogo a una profondità di 4-5 metri, tale da non recare danno ai fondali e da rispettare la rotazione dei tempi di riposo, permettendo alle specie marine di riprodursi e conservare la propria numerosità. La scarsità del pescato è dovuta alla grande raccolta dei natanti spagnoli, italiani, francesi ed egiziani che sarebbero tenuti ad operare ad una profondità di 50 metri, ma lanciano le proprie reti in acque internazionali ad un'altezza dieci volte minore, decimando gli esemplari di cui vivevano le comunità costiere.

Alcune di queste hanno dato vita a degli stabulatori per allevare spigole, mormore e corvine all'interno di "reti a gabbia" calate in mare e destinate al consumo locale. Si tratta di una versione moderna della charfia con reti in strutture fisse, che possono restare calate in mare fino a tre anni consecutivi.

### Libri
- (FR) Attilio Gaudio, Guerres et paix au Maroc: reportages, 1950-1990, Éditions Karthala, 1991, ISBN 978-2-86537-312-3.
- (FR) Jean-François Troin, Le Grand Maghreb, 2006, ISBN 978-2-200-26775-9.
- Michel Jobert, Maghreb : à l'ombre de ses mains, éd. Albin Michel, 1985.
- (FR) Karine Bennafla, Delphine Pagès-El Karoui e Olivier Sanmartin, Géopolitique du Maghreb et du Moyen-Orient, a cura di CDU Sedes, 2007, ISBN 978-2-301-00079-8.
- (EN) 'Abdelaziz Touri, Mhammad Benaboud, Naïma El-Khatib Boujibar, Kamal Lakhdar e Mohamed Mezzine, Andalusian Morocco: A Discovery in Living Art, Museum With No Frontiers, 2010, ISBN 978-3-902782-09-0.
- (ES) Míkel De Epalza Ferrer e Abdel-Hakim Slama-Gafsi, El español hablado en Túnez por los moriscos (siglos XVII-XVIII), 2011.
- (EN) Hamilton Alexander Rosskeen Gibb, The Encyclopaedia of Islam, Brill, 1967.
- (EN) Raimondo Cagiano De Azavedo, Migration and development co-operation, Consiglio d'Europa, 1994,  pp. 22-32, ISBN 92-871-2611-9.
- (EN) Moha Ennaji, Multilingualism, Cultural Identity, and Education in Morocco, Springer.
- (EN) Rachida Chih, Sufism in Ottoman Egypt: Circulation, Renewal and Authority in the Seventeenth and Eighteenth Centuries, Routledge, 17 aprile 2019, ISBN 978-0-367-13589-8.
- (EN) F. E. Peters, Jerusalem: The Holy City in the Eyes of Chroniclers, Visitors, Pilgrims, and Prophets from the Days of Abraham to the Beginnings of Modern Times, Princeton University Press, 14 marzo 2017, ISBN 978-0-691-60747-4.
- (EN) Aharon Geva-Kleinberger, Judeo-Arabic in the Holy Land and Lebanon, in Languages in jewish Communities, Past and Present, 5 novembre 2018,  pp. 569-582, ISBN 978-1-5015-1298-8.
- (EN) Clifford D. Rosenberg, Policing Paris: The Origins of Modern Immigration Control Between the Wars, Cornell University Press, 2006,  p. 111, ISBN 978-0-8014-4427-2.
- (EN) Peter Mitchell e Paul Lane, The Oxford Handbook of African Archaeology, OUP Oxford, 4 luglio 2013, ISBN 978-0-19-162614-2.
- (EN) Josephine Crawley Quinn, Monumental power: 'Numidian Royal Architecture' in context (PDF), The Hellenistic West: Rethinking the Ancient Mediterranean, 2013, DOI:10.1017/cbo9781139505987.008, ISBN 978-1-139-50598-7.
- Simoné Mirulla, Rumi più unico che raro, Volume 10, AuthorHouse, 22 maggio 2014, ISBN 978-1-4969-8167-7.
- (EN) Karim Hadjri, Planning Middle Eastern cities : an urban kaleidoscope in a globalizing world, luglio 2004, ISBN 978-0-415-55309-4, OCLC 712138678.
- (EN) Abdelkader Aoudjit, Algerian literature : A reader's guide and anthology (Francophone cultures and literatures ; v. 66), New York, Peter Lang Publishing, 2017, ISBN 978-1-4331-3260-5.
- (EN) Jalal Qarooni, Flat Bread Technology, Springer, 1996, ISBN 978-0-412-08111-8.
- (EN) Jane S. Gerber, Integrating the Sephardic Experience Into Teaching, in Jane S. Gerber e Michel Abitbol (a cura di), Sephardic Studies in the University, Fairleigh Dickinson Univ Press, 1995, ISBN 978-0-8386-3542-1.
- (EN) Linda Steet, Veils and Daggers: A Century of National Geographic's Representation of the Arab World, Philadelphia, Temple University Press, 2000.
- (FR) Le Maroc Andalou: A la découverte d'un Art de Vivre, Eddif, 2000, ISBN 978-3-902782-31-1.
- (EN) Felix Leu e Loretta Leu, Berber tattooing in Morocco's Middle Atlas : tales of unexpected encounters in 1988, Kenmare, 2017, ISBN 978-0-9551109-5-5.

### Pubblicazioni
- (FR) Doris Donath, L'immigration nord-africaine en Israël, in Méditerranée, 1964,  pp. 199-217. URL consultato il 14 maggio 2020.
- (FR) Doris Bensimon-Donath, L’intégration des juifs nord-africains en France.
- (FR) Virginie Prevost, Les dernières communautés chrétiennes autochtones d’Afrique du Nord, in Revue de l'histoire des religions, n. 4, 1º dicembre 2007,  pp. 461-483. URL consultato il 14 novembre 2017.
- (EN) Patrick Johnstone e Duane Alexander Miller, Believers in Christ from a Muslim Background: A Global Census, in Interdisciplinary Journal of Research on Religion, vol. 11, 2015,  p. 14.
- (FR) Pierre Soubias, Le roman francophone au Maghreb et en Afrique noire: convergences, décalages, parallélismes, in Horizons Maghrébins - Le droit à la mémoire, n. 53, 2005.
- (FR) La Francophonie dans le monde (PDF), Organizzazione internazionale della francofonia (archiviato dall'url originale il 16 ottobre 2012).
- (EN) Karim Hadjri, Vernacular Housing Forms in North Algeria (PDF), vol. 5, Traditional Dwellings and Settlements Review, 1993,  pp. 65-74, JSTOR 41757706.
- (FR) Rachel Sharaby, Les immigrés juifs maghrébins en Israël.